# 2016年香港
|        | 香港歷史 \| 香港歷史年表                                                                                                   |
| 世紀： | 20世紀香港 \| 21世紀香港 \| 22世紀香港                                                                                     |
| 年代： | 1980年代香港 \| 1990年代香港 \| 2000年代香港 \| 2010年代香港 \| 2020年代香港 \| 2030年代香港 \| 2040年代香港               |
| 年份： | 2012年香港 \| 2013年香港 \| 2014年香港 \| 2015年香港 \| 2016年香港 \| 2017年香港 \| 2018年香港 \| 2019年香港 \| 2020年香港 |
| 紀年： | 丙申年（猴年）、香港開埠175周年、香港回歸19周年                                                                            |

## 政府

### 行政

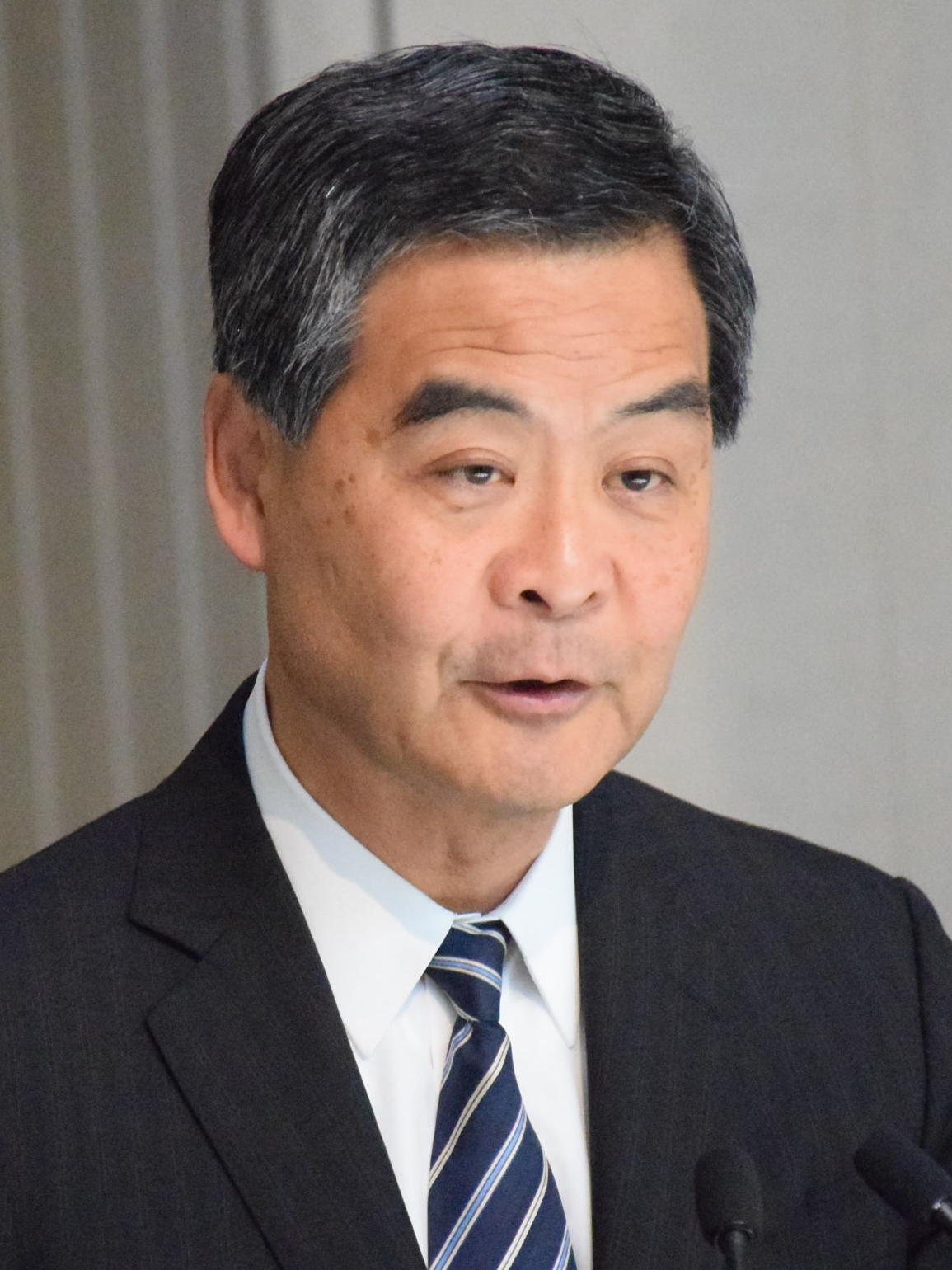
行政長官：梁振英
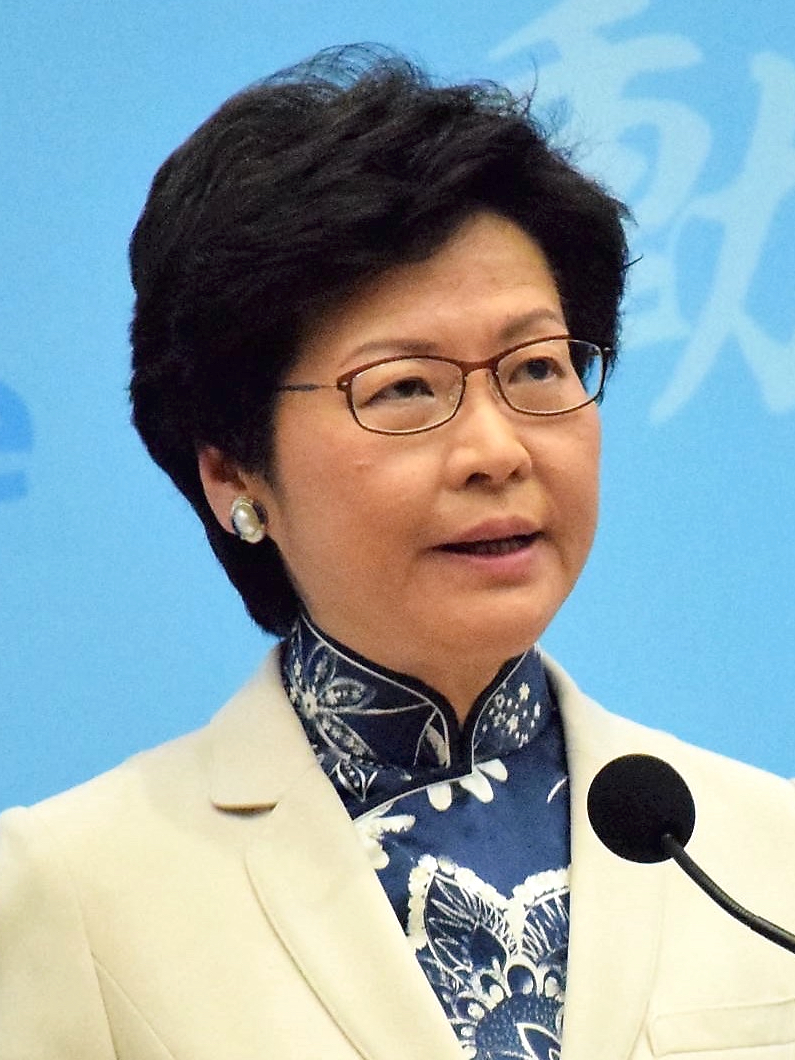
政務司司長：林鄭月娥
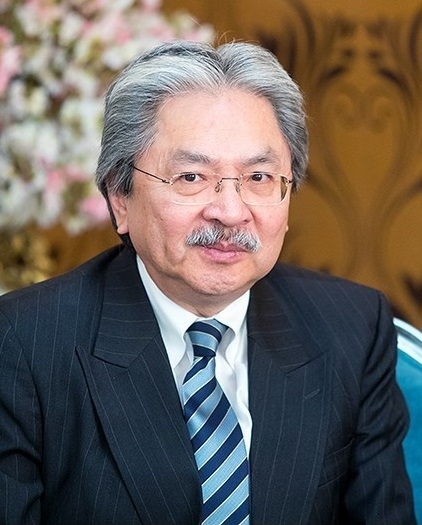
財政司司長：曾俊華
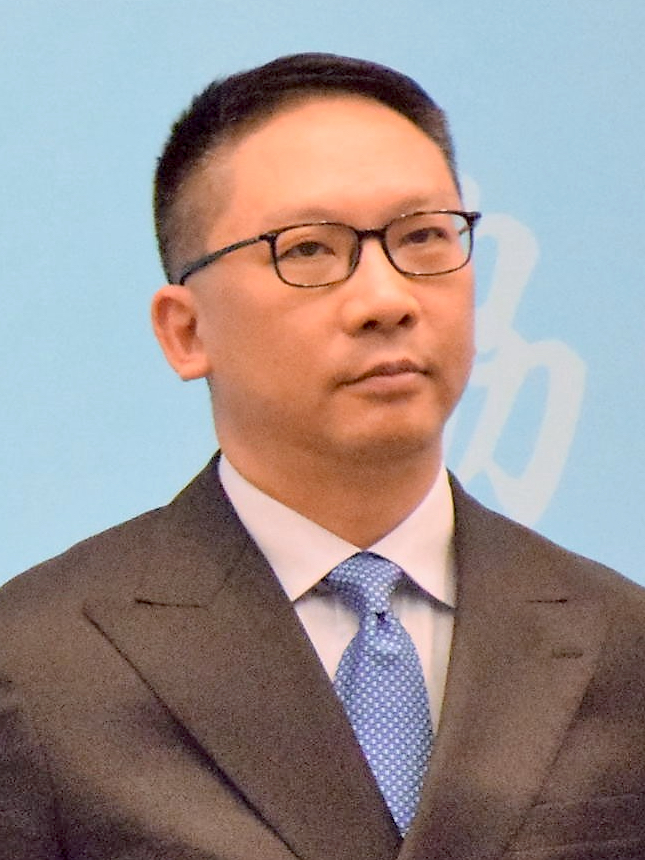
律政司司長：袁國強

### 立法

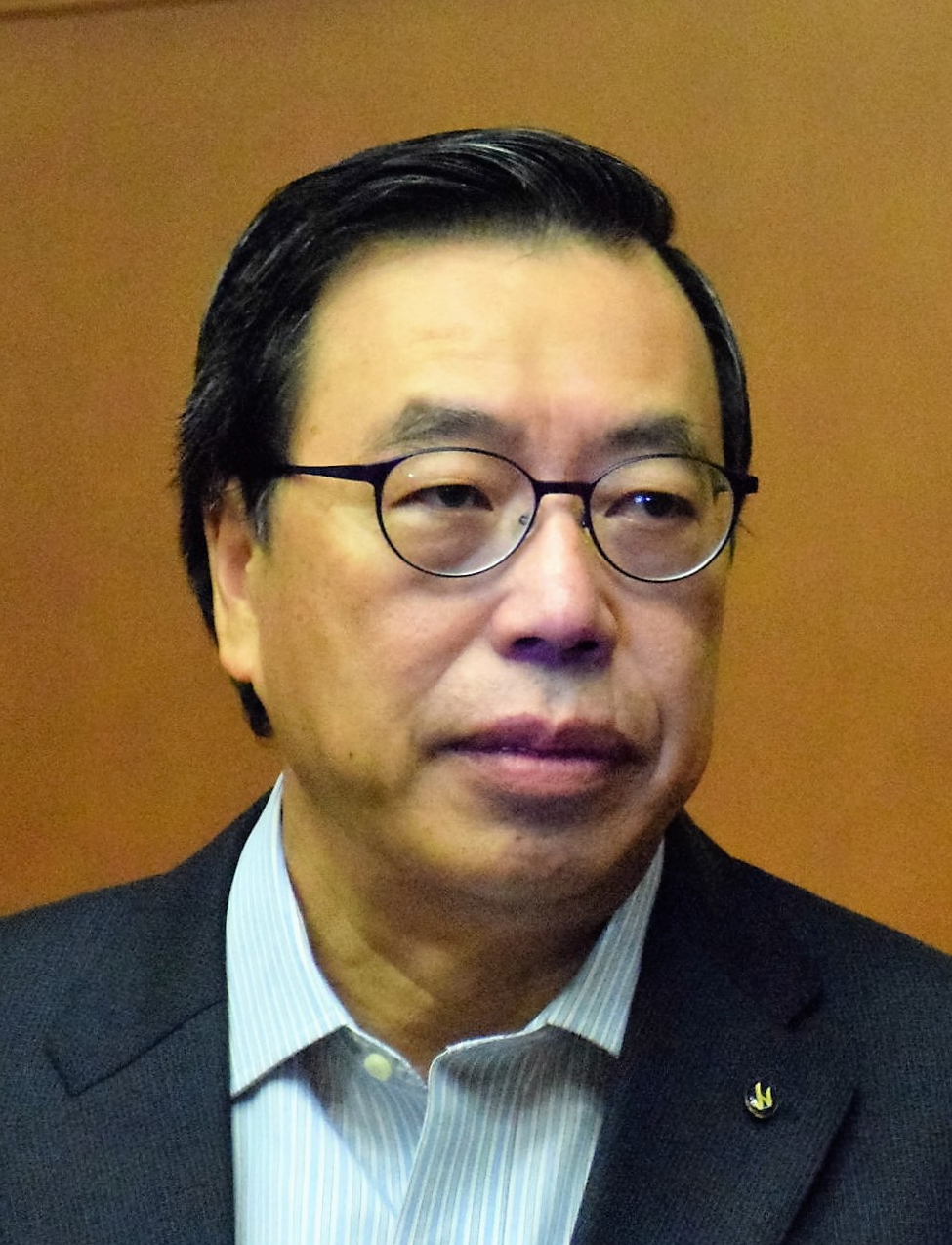
立法會主席：梁君彥

### 司法

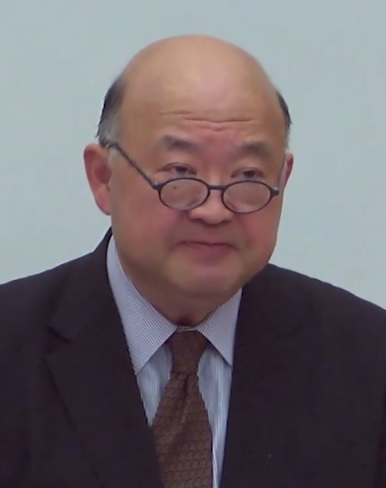
終審法院首席法官：馬道立

### 成員變動

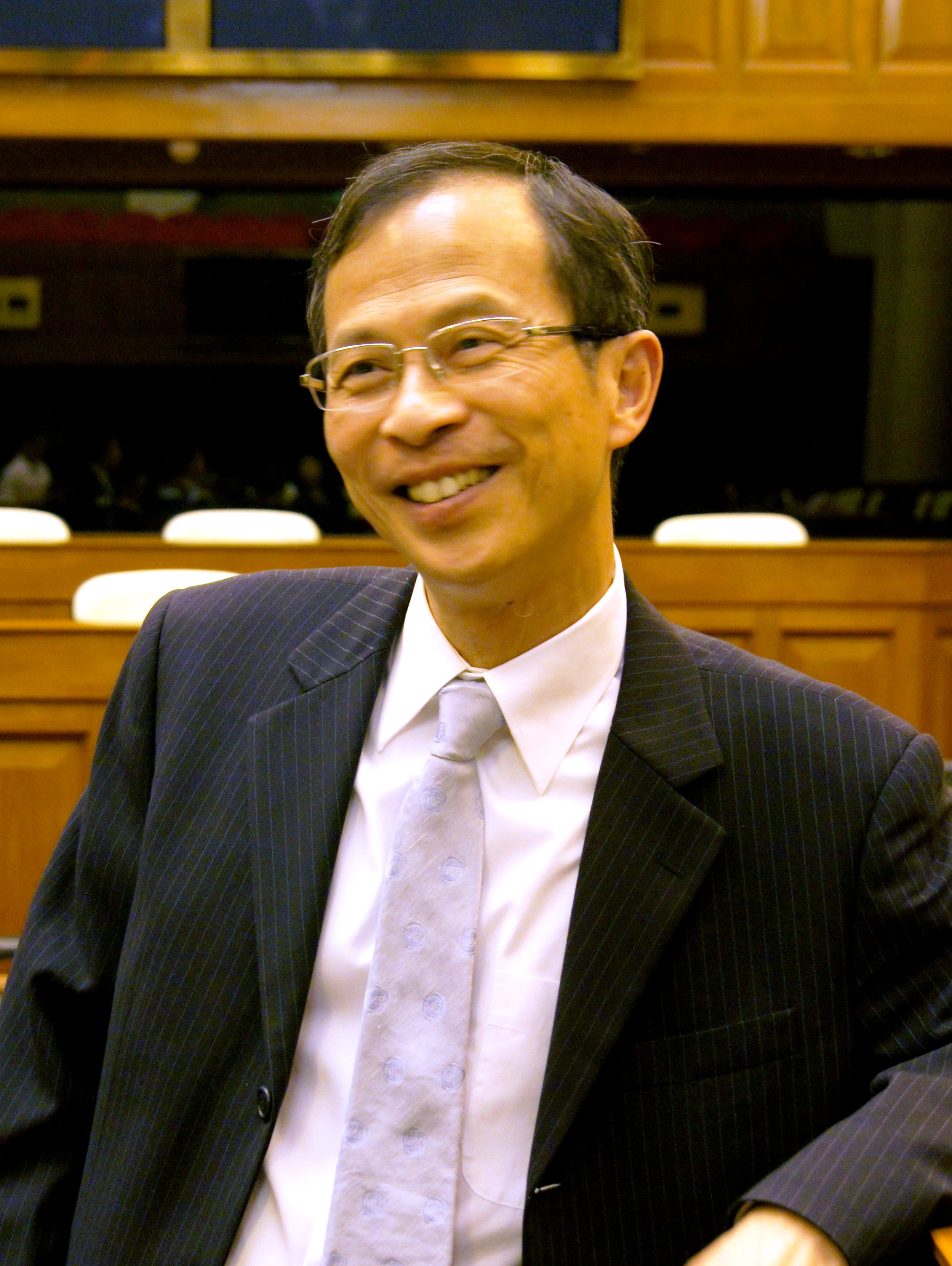
立法會主席：曾鈺成（任期屆滿）

## 大事時序

### 1月
- 1月1日：
  - 出售中國政治禁書聞名的銅鑼灣書店，第5名失蹤工作人員李波於去年12月30日於香港境內，被幾名疑似內地便衣男帶走後失蹤，其妻昨到北角警署報案，案件列作「失蹤人士」。引起傳媒廣泛報道。[1]

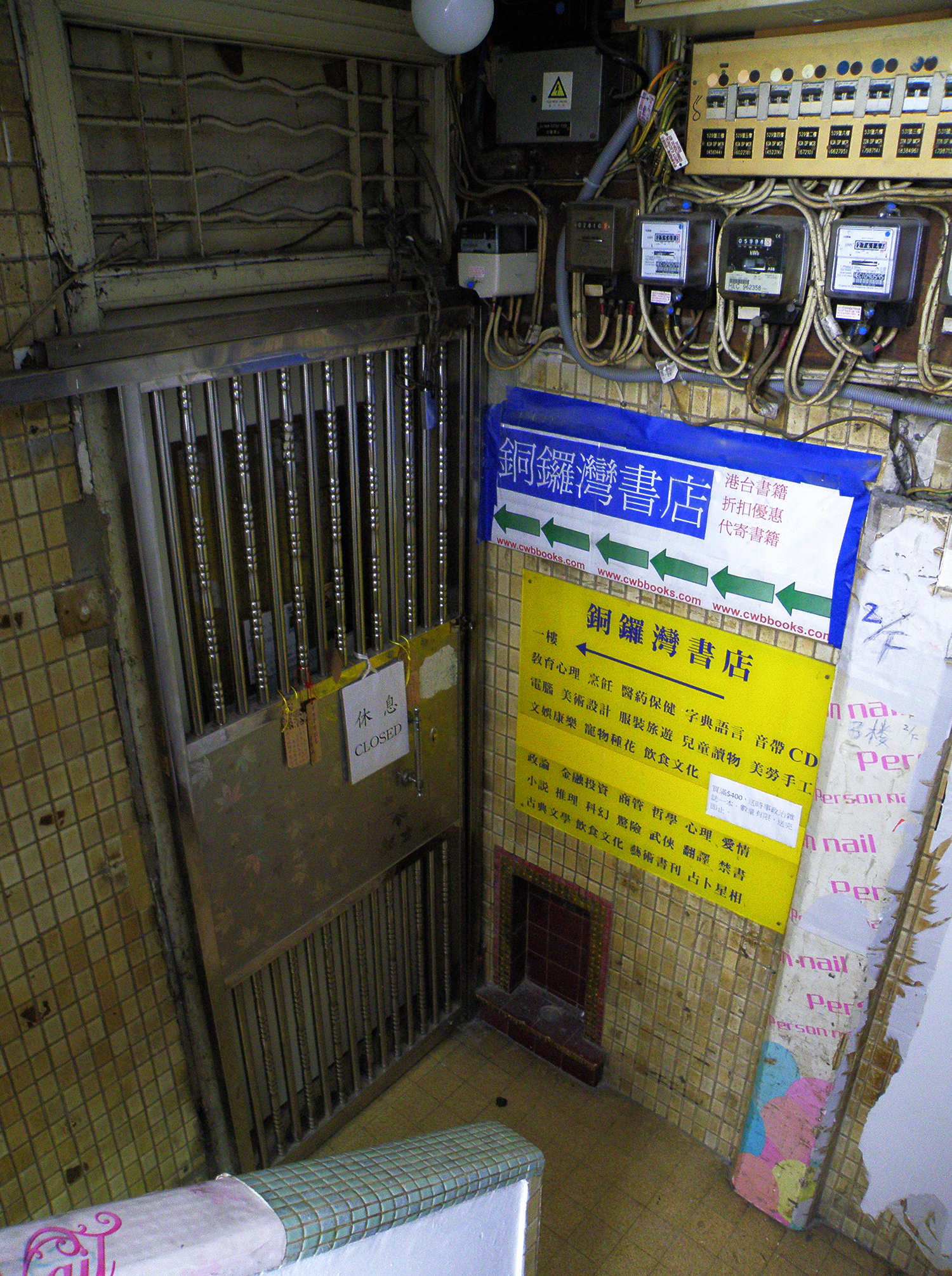
銅鑼灣書店自股東李波失蹤後，暫停營業

- - 民主黨主席、立法會議員劉慧卿宣告9月不再連任，結束25年的議員生涯。[2]
  - 民陣不舉辦元旦遊行，主辦單位稱近4000人參與，遊行者沿途高叫「反對大白象」、「力爭全民退保」、「梁振英下台」等口號。警方則指高峰時有約1600人。[3]
  - 元旦賽馬於沙田馬場舉行，馬會表示投注額高達15.49億元，逾7.7萬人次進場，次皆為20年來元旦日最高紀錄。[4]
- 1月2日：
  - 銅鑼灣書店股東及員工失蹤事件中，書店股東李波妻子接獲香港警方通知，表示沒有李波離港紀錄，她亦在家裏找到李波的回鄉證。警方亦找到他在當晚獨自乘坐貨𨋢離開的閉路電視片段。政務司司長林鄭月娥表示政府非常關心港人在本港或外地的福祉，已知悉警務處正處理事件。[5]
  - 港鐵西鐵綫兩度發生事故，首度投入服務的「八卡列車」因電腦不穩定，運作不足5小時已返回車廠檢驗。到傍晚有乘客在柯士甸站往南昌站中途，聽到車外傳出巨響，並看見窗外有火花，列車服務一度嚴重受阻，工作人員約晚上9時半完成修復。[6]
- 1月4日：
  - 中國股市發生股災，拖累恒生指數於2016年首個股市交易日急跌578.28點，收市報21327.12，跌幅2.68%。
- 1月5日：
  - 香港天文台罕有於一月發出黃色暴雨警告，創下自1998年開始對外發佈該警告以來的一年內最早發出記錄，歷來第二早的黃雨紀錄為2009年3月5日。[7]
  - 屯門湖景邨發生香港罕見的停車場事故，一輛私家車早上在停車場3樓[8]，失控撞毀牆身後，飛墜地面並翻側，四輪朝天，女司機送院後一度昏迷。停車場圍牆的碎石波及2樓的私家車，出事的私家車原本的固定車位在2樓[8]。有目擊者稱，肇事房車停泊停車場2樓已有一段時間，事發前見到女司機在停車場徘徊一會[9]，之後登上房車，再駕車在停車場內上上落落[9]，未幾便發生撞牆墮樓意外。現場消息指，女事主由中國大陸來香港居住7年[9]，有子女，事前曾與丈夫爭執[9]。
- 1月6日，菲律賓女子棄嬰案。
- 1月7日，黃大仙杏林街公園命案。
- 1月11日
  - 中港股市暴瀉，香港恒生指數失守兩萬點，下跌565點，報19888點。[10]
- 1月12日：
  - 西九龍走廊早上發生飛石破窗擊斃司機罕見意外，一名退休警務人員駕駛七人車返家途中，突遭一塊來源不明石塊撞穿擋風玻璃擊中右臉當場死亡。[11]
  - 旅議會元旦起推新指引，遭業界批評「未審先判」，旅遊從業員聯會發起遊行，參與者身穿制服、手持國旗，由炮台山遊行至政總，大會宣稱3000人參與。不過有遊行人士見記者採訪，即用口號牌遮臉或轉身避鏡頭。[12]
- 1月13日：
  - 行政長官梁振英發表第四份施政報告，主題為「創新經濟 改善民生 促進和諧 繁榮共享」。施政報告共有26,628字，是歷來篇幅最長的香港施政報告；報告全文提及「一帶一路」達40次。港大民意研究計劃就市民對報告的滿意程度進行民意調查，對報告的平均評分為41.1分，是歷來滿意淨值最低、評分最低的施政報告。[13]
- 1月14日：
  - 爆出天價圍標案的沙田翠湖花園在沙田鄉議局大樓舉行業主大會，議程包括投票要求在所有業戶全數繳交維修基金欠款後才重選法團。點票過程中，有業主投訴投票的業權份數高於現場登記的業權份數，質疑涉及假票，故報警處理。警方證實案件已交沙田警區重案區跟進。[14]
  - 立法會傍晚6時半收到電郵炸彈恐嚇，稱在立法會一洗手間內放置炸彈，警方搜索後無發現可疑物品。[15]
  - 香港足球總會表示，針對2015年11月本港球迷在賽前「噓國歌」，國際足協裁定足總違反紀律章程，判罰款1萬瑞士法郎，折合約7.8萬港元。[16]
- 1月15日：
  - 行政長官會同行政會議拍板通過興建中九龍幹線，工程刊憲，估計造價逾百億元。[17]
- 1月16日：港鐵調景嶺站附近下午約4時發生信號故障，令觀塘線列車服務受阻逾兩小時。[18]
- 1月19日：
  - 逾百名威爾斯親王醫院外判清潔工發起罷工，不滿舊員工的薪酬比新聘員工差，要求同工同酬。[19]
  - 發展局就元朗南房屋用地規劃研究展開第三階段公眾諮詢，料可容納8.5萬人，公私營房屋比例為6比4，最快2026年入伙。
- 1月20日：
  - 香港大學學生在大寒中啟動罷課至少一星期，首場罷課集會約有300名學生參與。[20]
  - 港元匯率在不足兩星期內急貶0.9%，財政司司長曾俊華強調，本港金融體系穩健，可應對外來衝擊。[21]
  - 港匯轉弱，拖累香港恒生指數曾急瀉736點，低見18898點，國企指數失守八千點，低見7996，跌幅達4.4%。[22]
- 1月22日：
  - 西伯利亞強烈寒流在當晚由北方吹抵香港，多個外國權威氣象機構預測香港會降雪，部分更預計會有1毫米降雪，引起市面一片熱烈的討論。
  - 電召車服務程式Uber因在香港屬非法載客取酬，兩司機各被罰款7,000元及停牌一年，成為本港首宗入罪案例，事件令不少Uber司機人心惶惶。[23]

- 1月24日：受覆蓋全中國的「霸王級世紀寒潮」影響，早上香港天文台指出受雨帶影響，高地氣溫普遍在攝氏0度以下，並出現凍雨及結冰現象，部分地區有雨夾雜小冰粒報告[24]。尖沙咀香港天文台總部氣溫於下午3時40分降至只有3.1度[25]，創下自1885年有紀錄以來全年第3低溫及一月份第2低溫紀錄[26]，是自1957年2月11日後的最低氣溫[27]。大帽山道因登山觀霜雪的遊人太多而於凌晨4時封路，並造成85人因體溫過低而受傷[28]，其中1人危殆[28]。至晚上百多名傷者中有部分是低溫症，由於嚴寒天氣令主要路面結霜，大大增加消防和搜救人員工作的困難，消防處指揮官當日多次呼籲市民勿再登山[29]。飛鵝山道則由於路面結霜而全線封閉[30]，部份地區地面出現雨夾雜小冰粒。而流浮山更有市民拍攝到疑似降下微細雪粒的片段[31]，惟天文台表示相信影片是類似「雨夾小冰粒」情況，不認為是落雪現象[32][33][34]。另外，上水有疑似落冰粒報告[35]。
- 1月25日：
  - 午夜，大帽山再錄得負6.7度的最低草溫。消防處長公佈24日共收到111人因被困大帽山而求助的個案，67人要送院，3人情況嚴重；大帽山和飛鵝山的被困人士分別於25日午夜和24日傍晚全部送下山[36]。
  - 大帽山道封閉超過32小時後，至傍晚6時50分解封，警方通知車主上山取回私家車。[37]
  - 教育局歷來首次因應天氣異常嚴寒，而安排所有幼稚園、小學及特殊學校於本日停課，逾51萬學生獲額外「寒假」一天，位於海拔100米的德望學校中學部亦宣佈停課。[38]
  - 逾400年歷史的衙前圍村，市建局早前向發出清場令，村民需於今日遷走，最後僅餘的兩個商戶亦在24日晚上與市建局達成搬遷安置協議，願意接受賠償。衙前圍村重建關注組發出無奈退場聲明。[39]
- 1月26日：
  - 港大校委會議程包括討論罷課學生的訴求，大批學生會後在會場外要求與校委會主席李國章及成員對話。消息指校委會否決成立專責小組，引起到場集會的學生表示不滿，批評校委會拖延，學生分多路堵塞會場及停車場出入口，要求與校委對話。
  - 行政會議批准香港教育學院正名為「香港教育大學」及「The Education University of Hong Kong」[40]
- 1月28日：
  - 港大校委會主席李國章和校長馬斐森下午於中環召開記者會，交代當日學生包圍大樓事件。李國章指出該批學生被「毒品」毒害（poisoned by drugs），才會作出非理性的行為，請各界不要怪責學生，而是要怪責在背後給予學生錯誤資訊的人。對於港大校友關注組曾作多次投票，超過9成投票者(4千多人)反對他擔任校委會主席。李國章回應指，17萬校友中只有4千多人反對他，「即係9成7人係對我冇意見」。李亦指出事件背後有公民黨干預，例如余若薇、梁家傑等，又指學生會主席馮敬恩發放假消息。[41]記者追問李國章首次主持會議便遇學生衝擊，是否反映背後有問題，李國章稱自己「光明正大，行得正、企得正」，又形容自己主持會議「非常成功，好多委員讚我，會議完全無問題」。[42]
  - 傍晚時份，大圍站公共運輸交匯處有一幅直徑約2米的石屎突然從10米高的天花塌下，直墮小巴站旁邊的安全島，整塊石屎粉碎，碎片散滿一地，幸無人受傷。[43]
  - 國泰航空公布，旗下港龍航空將會改名為「國泰港龍航空」 , 英文名稱亦由「Dragonair」改為「Cathay Dragon」。[44]
- 1月30日：八鄉錦上路謝屋村雙屍案。

### 2月
- 2月1日：
  - 港鐵舉行特別股東大會，歷時約2小時，發言的股東大多反對協議，批評港鐵「爛賭仔心態」，會議進行兩小時仍未進入投票程序，馬時亨最終在尚有股東輪候發言時結束發問環節。大會終以99.83%贊成、0.16%反對，大比數通過高鐵封頂協議。[45]
  - 銅鑼灣書店5人依然失蹤，書店亦仍未如預期重開。有顧客摸門釘後失望而回。[46]
- 2月2日：
  - 立法會工務小組委員會舉行會議討論高鐵工程追加撥款，運輸及房屋局局長張炳良表示，追加撥款逼在眉睫，考慮到有機會暫時停工，形成以百億元計損失，故全面評估後，決定繞過工務小組，將追加撥款申請直接交到財委會，有關安排為回歸後首次。[47]
  - 下午2時許，九巴5M路線單層巴士駛經九龍灣承啟道一個彎位時，車上一名男乘客兩手提着行李，整個人從下車門被拋出車外，頭部重傷昏迷，情況危殆。涉及意外的巴士落車位的兩扇車門，其中一扇的玻璃完全碎裂，只剩下框架，玻璃碎片散落車廂及路邊，門鉸亦移位。警方正調查意外原因。[48]
- 2月3日：
  - 美孚新邨發生石油氣爆炸事故，一名女住戶前日發現單位廚房疑有石油氣洩漏，即時要求氣體供應公司派員檢查。唯檢查前已出事。女戶主準備開爐煮食時，多次撻火後突然搶火爆炸，強大氣流震飛雜物及門窗，戶主被大火撲臉遭嚴重燒傷送院。[49]
- 2月4日：
  - 檢討全港性系統評估TSA的委員會商討兩個月後完成報告，建議今年小三TSA抽取一成小學生考TSA新試卷，以檢討成效，其餘九成小學停考一年，2017年恢復。[50]
  - 東區走廊擴建工程近地盤60名釘板、泥水及雜工，臨近歲晚不滿公司拖欠他們一個半月薪金共約300萬元，早上返回北角電氣道地盤追薪不果後，集體圍堵馬路抗議，導致現場交通嚴重擠塞，車龍一度長達1公里。經工人代表與資方交涉後，承辦商願意發放欠薪，工潮結束，交通受阻2小時後通車。[51]
- 2月5日：
  - 亞視主要債權人王征於下午向高等法院申請亞視清盤，營運總裁馬熙晚上宣告員工出糧無期，隨即辭職。晚上十點半晚間新聞報道中，女主播臨別一句「有緣再會」，向觀眾告別。[52]
  - 香港海洋公園公布2012年1月落戶的5歲雌性川金絲猴「虎虎」於2月4日死亡，暫未知原因。[53]
- 2月6日：
  - 天水圍嘉湖山莊美湖居單位發生火警雙屍案，死者為46歲姓歐陽的女子及其52歲姓呂的加拿大籍同居男友。事主疑被騙感情發生爭執，最終二人在屋內燒死。[54]
  - 柴灣警署一名加入警隊一年多的新紮師兄，早上與輔警巡邏期間，獨自進入本灣街市地下男廁後吞槍自殺，將他送院搶救後證實死亡。[55]
  - 亞視取消所有新聞報道，《六點鐘新聞》時段改為重播舊節目《開心大發現》，違反了免費電視牌照規定每日晚上6至12時必須有兩次新聞報道的條款。
- 2月8日：
  - 大年初一晚上，旺角因為掃蕩小販問題發生衝突，終演變成警民流血衝突。

- 2月11日：荃灣發生山火，現場出現3條火線，其中一條長達1公里，在圓玄學院對上山頭燃燒。消防將山火升為二級。[56]
- 2月12日：排隊輪候公屋人數再創歷史新高。房屋署最新數字顯示，截至2014年12月底，公屋輪候冊申請達29.07萬宗。
- 2月13日：凌晨時份，葵青貨櫃碼頭八號碼頭對開的露天停車場發生三級火警，火場面積80米×80米，31部車輛受波及焚毀，包括私家車，中重型貨車，拖頭及旅遊巴士等。曾發出多次爆炸聲。起火原因懷疑有可疑，警方列縱火案處理。[57]
- 2月14日：
  - 一名62歲地盤男保安員疑因投訴巴基斯坦裔同事交更遲到，在橋旺街與橋發街之間後巷被圍毆，9條肋骨折斷，內臟爆裂，送院搶救不治。
  - 《城市論壇》討論旺角騷亂，新界關注大聯盟召集人何君堯認為，當晚警方實屬過份克制，認為應發催淚彈，甚至表明警方應開槍殺暴徒。[58]
- 2月15日：
  - 旺角騷亂後，學者及專業人士發起聯署，促請政府成立由法官組成的獨立委員會，徹查騷亂成因及防止同類事件再次發生。政府以警方進行刑事調查為由，不接納建議，並指「旺角暴亂」不能與60年代的「騷動」相提並論。[59]
  - 青衣長發邨街市商戶不滿領展將街市管理權外判，發起一連7日的「長發街市正月罷市大行動」抗議。唯街市突然有3間當日才首次營業的店舖，商戶指過往從未見過有關人士。[60]
  - 香港迪士尼樂園公佈2015年業績，業務收入51.14億元，按年跌6.4%，但仍為歷來第二高；而淨虧蝕則為1.48億元。[61]
- 2月16日：
  - 旺角騷亂中被捕的本土民主前線立法會新界東補選候選人梁天琦指選舉事務處認為其選舉宣傳郵件中包含「自治」、「自決前途」等字眼不合符標準，並抵觸《香港基本法》，因而拒絕免費投寄。梁天琦批評選舉事務處侵犯《基本法》保障的言論及出版自由，以行政手段干預政治。[62]
  - 前政務司司長許仕仁與新地前聯席主席郭炳江的貪污案，4名被告提出上訴，全部被駁回。[63]

- 2月17日：

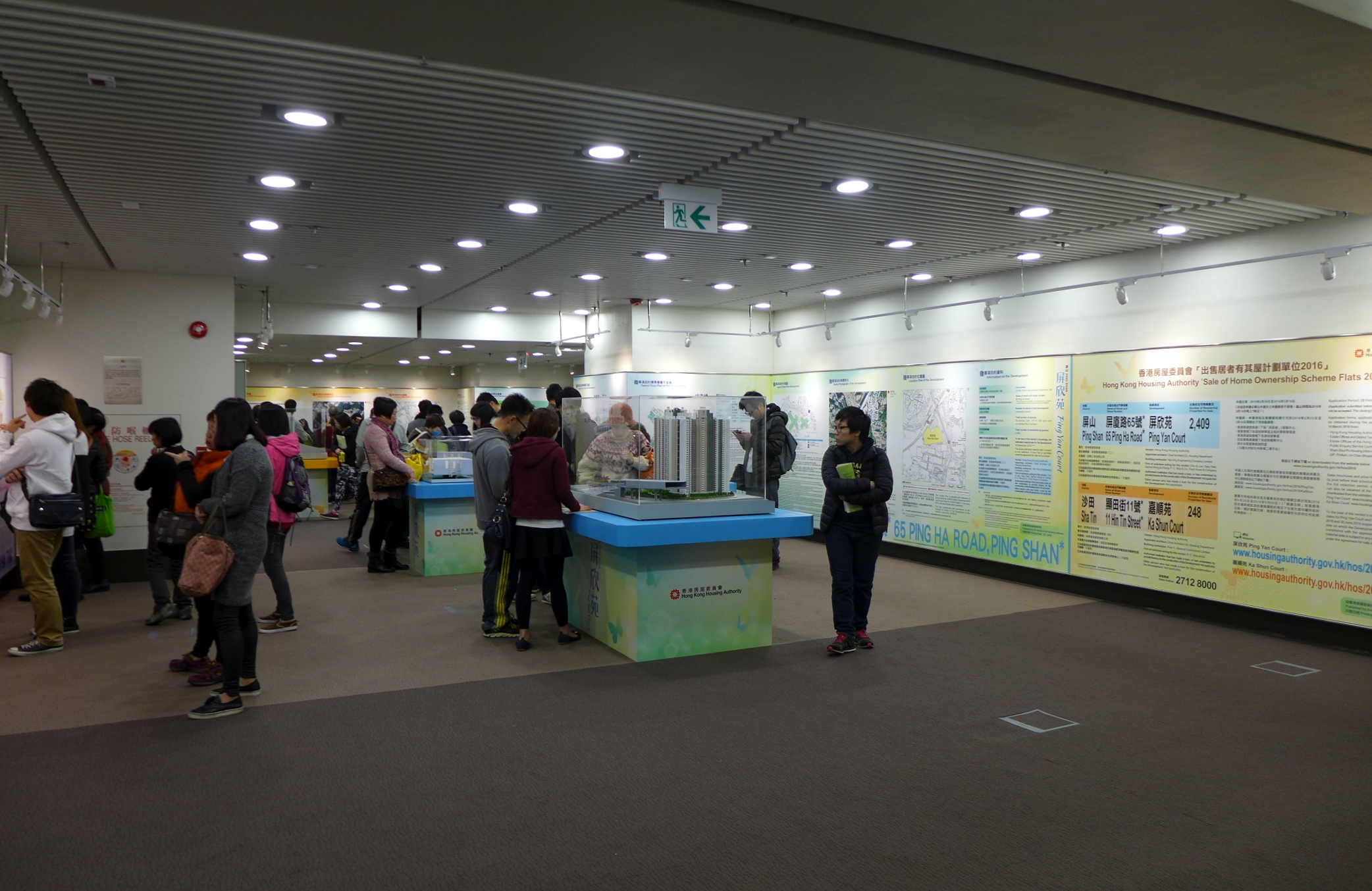
位於樂富的展覽中心吸引不少市民參觀

- - 康文署發言人表示，決定修訂尖沙咀海濱優化計劃，採取以簡約為原則的設計方案，不建電影館及餐飲設施，讓大眾可以在一個更寛敞的空間漫步。[64]
  - 版權修訂條例草案委員會主席陳鑑林安排政府、議員、版權持有人和網民代表舉行四方會議，但在閉門會上各方各自表述，未達成任何共識，其中網民組織「二次創作權關注組」更指浪費時間，決定中途退出。[65]
  - 一架九巴219X巴士，由尖沙咀梳士巴利道轉入彌敦道半島酒店對開時，一名51歲女乘客失去平衡撞向落車車門期間玻璃突然碎裂，女乘客手臂撞傷。[66]
  - 新一期居屋於月底接受申請，當局參考私樓樓價分別跌了9%及7%，認為樓價沒有大變動，決定維持原有售價出售。[67]
  - 國際天后麥當娜首次在香港開設演唱會，多次以廣東話冧港迷。[68]
- 2月18日：
  - 考評局電腦系統程式出錯，引致中學文憑試同校考生獲派同一試場應考，須重新編配試場。考評局就事件致歉，並會重印5.7萬名學校考生的准考證。[69]
- 2月19日：
  - 退休警司朱經緯於2014年11月，在雨傘運動執勤期間，涉以警棍毆打市民。事發超過450天，警方展開刑事調查。[70]
  - 七名警員涉於2014年毆打公民黨成員曾健超。警方聲稱基於公眾利益，要求法庭下令5間傳媒交出當日新聞原材料，除了now TV不反對交出其中一段暗角片段及亞視缺席外，其他傳媒均拒絕交出原材料。法官張慧玲質疑控方為何在案件開審前幾個月才作申請，形容申請不尋常。法官押後裁決。[71]
  - 2014年6月，立法會財委會審議新界東北發展前期工程撥款，其中13名被捕示威者被判120小時社會服務令。[72]
  - 領展房地產投資信託基金以59.1億元投得工業貿易署大樓99%業權，成交價為九龍商廈歷來最貴。[73]
- 2月20日：

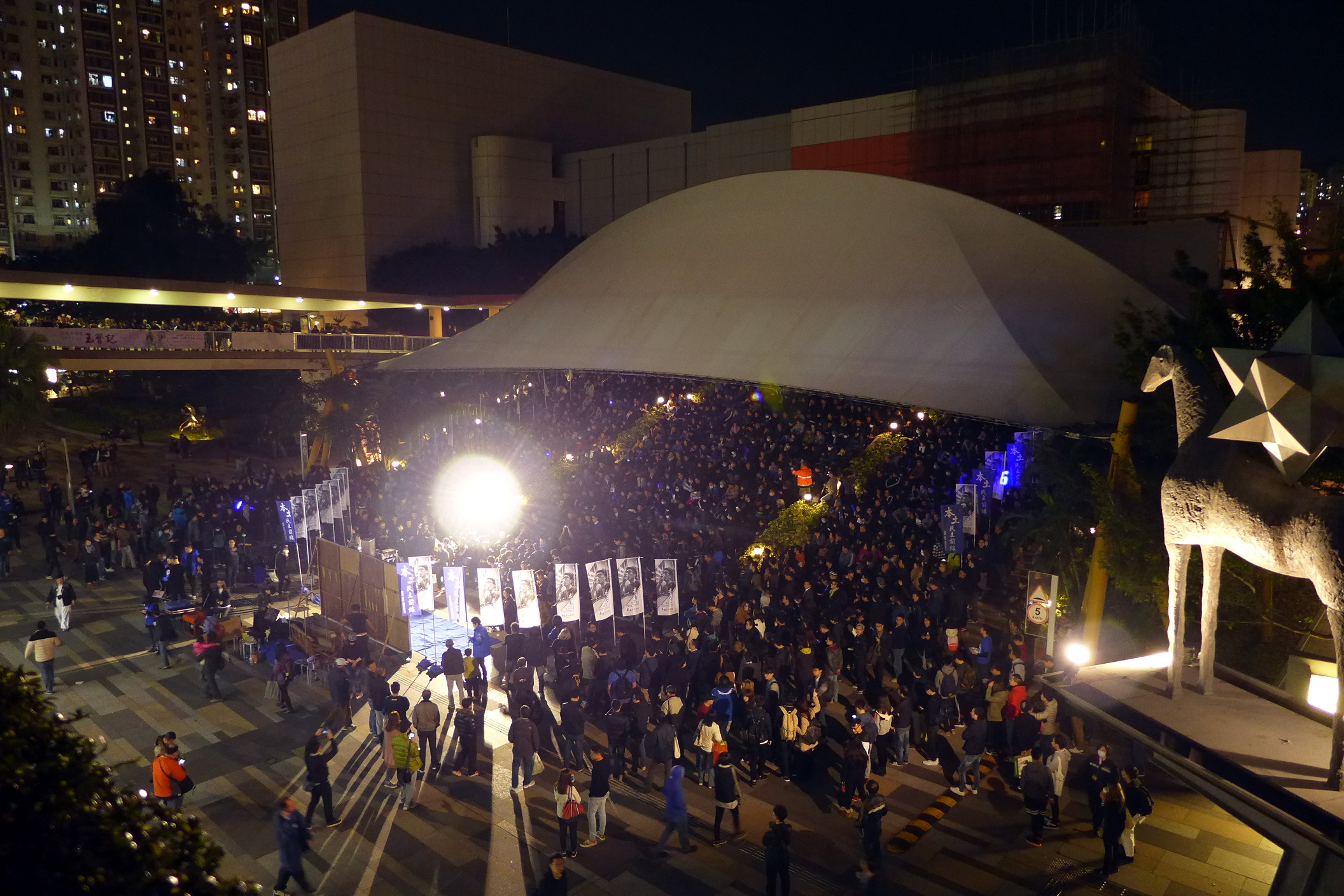
2月20日，本土派參選人梁天琦在沙田大會堂露天廣場舉行造勢大會，高峰時有600至700人出席

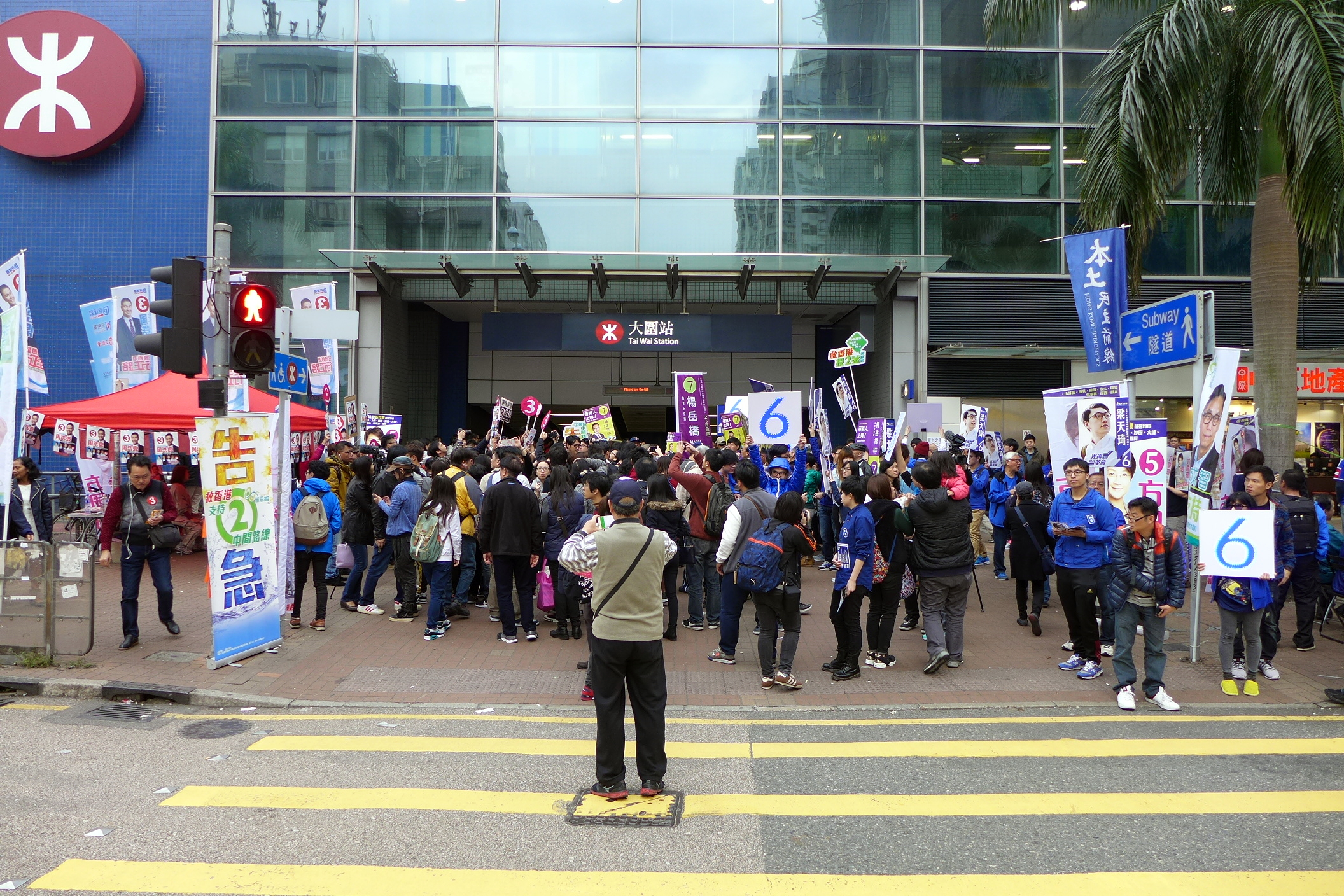
2016年2月28日投票日，多個政黨在大圍站外宣傳

- - 2016年新界東補選參選人梁天琦於2月20日晚上在沙田大會堂露天廣場舉行造勢大會，高峰時有600至700人出席。[74]
  - 長發街市約百名商戶帶同橫額前往特首辦門口請願，要求政府介入，若領展不回應訴求，會再將行動升級。[75]
- 2月21日：
  - 本土民主前線發言人黃台仰於中午在天水圍被警方破門進入拘捕，涉嫌與旺角騷亂有關。[76]
- 2月22日：
  - 電視廣播有限公司J5台凌晨3時正式啟播，取代高清翡翠台，和翡翠台完全分途廣播， 黃金時段部份節目以普通話廣播， 字幕及自製圖表皆全面使用簡體中文，且不能轉換其他語言字幕，受到部份市民強烈批評，通訊事務管理局於節目首播後一天內共收到逾萬宗相關投訴。唯指出本地免費電視節目服務牌照並無規管字幕表達形式。[77]。
- 2月23日：
  - 本土民主前線發言人黃台仰被捕後，被正式控告一項暴動罪。裁判官考慮黃沒有案底，准他以現金10萬元及人事擔保10萬元保釋。但同時要交出旅遊證件及須禁足旺角，每天凌晨至6時宵禁和每周到警署報到3次。[78]。
  - 港大校委會1月遭學生圍堵後，會議改為保安嚴密的香港會議展覽中心召開。校委會主席李國章在會上要求本科生代表馮敬恩簽承諾書，以確保校委安全。但馮拒絕下，結果校委會以大比數通過把馮逐出會議室。馮質疑校委會無權剝奪他代表學生出席會議的權利，批評李國章有權用盡。[79]
- 2月24日：
  - 財政司司長曾俊華宣讀《2016年財政預算案》。
  - 立法會打破慣例，財政預算案後審議《版權條例（修訂）草案》，但立法會主席曾鈺成根據電腦屏幕所顯示法定人數不足，故宣佈流會。不過，流會後秘書處才發現點錯人數，當時在席議員應為35人而非34人，實際上是有足夠法定人數，根本不需流會。[80]。

- 2月25日：
  - facebook推出全新「Reaction」按鈕，讓網民「讚好」之外，亦可以表達更多情感。梁振英個人facebook個人頭象及帖子讓不少網民表示「嬲嬲」，美國CNN亦以「香港領導人成facebook新功能『受害者』」為題報道[81]。
- 2月26日：
  - 民航處男官員在大埔吐露港老虎笏駕駛小型飛機途中墜海，機師當場不治[82]。4年後，民航處意外調查小姐發表報告，認為飛行員在進行失速修正練習中發生「完全螺旋」，無法將之修正，導致事件，並按國際民用航空組織準則將事件歸類為意外[83]。
  - 立法會財委會會議討論近200億元高鐵追加撥款申請，期間泛民主派議員不滿主持會議的副主席陳鑑林「剪布」，走到主席台抗議，最終會議「轉場」舉行，抗議的議員一度被拒進入會議廳開會。其後泛民議員不滿陳鑑林不合規程，最後會議進入表決37A臨時動議階段，泛民隨即衝出座位抗議，陳鑑林宣佈停會，3月再議。[84]。
- 2月28日：舉行立法會新界東地方選區補選，投票率為46.18%。
- 2月29日：
  - 公民黨楊岳橋以超過16萬票勝出立法會新界東地方選區補選，比得票第二高的民建聯周浩鼎多一萬票。而梁天琦有6.6萬票排第三，突顯本土派崛起。[85]
  - 前全國政協委員劉夢熊於區域法院被裁定意圖妨礙司法公正罪成，被判即時入獄18個月。[86]

### 3月
- 3月1日：
  - 入職剛滿19年的52歲海關關員，在赤鱲角國泰航空貨運站更衣室內自轟太陽穴身亡。[87]
  - 六合彩40週年金多寶頭獎，多個投注站有輪候購買六合彩的人龍，總投注額高達4.46億元，創下史上最高紀錄。最終由5注瓜分1.36億元頭獎獎金，每注派2700萬。而上環德輔道西場外投注站一度將英文版六合彩頭獎基金錯寫成「1 Billion（10億）」，馬會職員發現錯誤後即時更正。[88]
- 3月2日：
  - 本港出現首宗兒童感染流感死亡個案，6歲男童感染流感併發心肌炎，出現病徵後一周死亡。[89]
  - 市區重建局首個資助房屋項目煥然壹居舉行攪珠儀式。
- 3月3日：
  - 亞視臨時清盤人德勤晚上召開記者會，表示未能和亞視新投資者司榮彬達成協議，對方至傍晚死線前仍然未能有足夠現金到位下，決定明日早上遣散所有員工，令亞視提早停播。[90]
- 3月4日：
  - 臨時清盤人德勤早上遣散亞視逾400員工，股東代表何子慧於11點半開記招，即場展示司榮彬已準備500萬現金及500萬支票「送給亞視」，同時播放宣傳片，指未來會投放100億元作未來3年發展，向160名員工支付3月薪金。其後通訊事務管理局知悉亞視臨時清盤人已經與中國文化傳媒達成有條件的協議，並獲法院批准，直至4月1日廣播結束為止。[91]
  - 《2014年版權（修訂）條例草案》，在立法會經歷3個月審議及「拉布」後，最終未能完成審議。政府亦無意將草案重提立法會。[92]
  - 政府在憲報刊登公告，鄉議局前主席劉皇發於1月22日辭去屯門鄉事委員會主席一職，令屯門區議會當然議員一席懸空。劉業強稱「好大機會」辭去立法會議席。[93]
- 3月8日：
  - 本港再發生學生疑因學業問題自殺案，令2015/2016學年自去年9月以來學生輕生案件增至19宗，有學者認為情况罕見及不尋常，擔心事件引發模仿效應，教師及議員要求正視問題，以及商討如何救救孩子。[94]
  - 律政司早前向高院要求頒令5家傳媒機構，提交未經剪輯的「七警案」新聞原片，以及相關攝影記者身分，高院認為攝影師身分並非「新聞材料」，及平衡新聞自由等原因下，駁回律政司一方的申請。[95]
  - 下午近5時，沙田第一城第2座9樓發生燒炭一屋三屍事件，一對男女與愛犬家中燒炭自殺，被由外返回單位外傭揭發報警。據悉抑鬱症及加上最近受財務困擾厭世尋死。[96]
  - 晚上近7時，油麻地碧街47號7-11便利店發生恐怖血案，32歲加籍越南漢兇徒拔刀傷害38歲的男店員腹部，他中刀後大量流血，情況危殆。延至3月14日下午4時48分不治[97]
- 3月9日：
  - 香港大學文學院一名3年級男生，從黃大仙上邨大廈天台墮樓身亡。是5天以來第4宗，也是自2015年9月開學以來第20宗學生自殺悲劇。[98]
  - 流感肆虐，全港公立急症醫院的內科住院病床佔用率達118%。有資深醫生指出，最近兩星期流感疫情嚴重，救護車赴急症室次數較2015年同期增加超過兩成。[99]
- 3月11日：
  - 立法會財務委員會在不記名方式、舉手投票下通過高鐵196億港元撥款申請。泛民議員批評會議程序多處違反議事規則，又指會考慮提司法覆核。反高鐵停撥款大聯盟10多名成員在立法會大樓通往1樓的扶手電梯內集結。警方與示威者對峙兩個多小時後，到晚上7時30分採取行動，將12名示威者抬離現場。[100]負責建造高鐵的港鐵主席馬時亨，得知撥款獲通過後表示，原本港鐵計畫3月14日提交停工計劃，現在他很高興看到高鐵196億撥款通過。港鐵行政總裁梁國權對立法會批出撥款感到高興，多謝立法會議員支持。[101]
- 3月12日：
  - 美國國際信貸評級機構穆迪將香港的評級展望自1998年之後，再次從「穩定」調低為「負面」。穆迪認為香港與中國內地的政治、經濟和金融聯繫日益緊密，政治受中國因素影響，令香港的體制長遠會失去部分獨立性。特區政府發言人發出新聞稿，指穆迪關於內地干預香港的觀點缺乏理據支持。曾俊華表示『中國風險』反而應該是『中國機會』。[102]
  - 一名22歲的肥身材男子獨自登上獅子山頂拍照時，失足墮400米崖亡。[103]
- 3月14日：
  - 大埔運頭街中匯找換店劫殺案。
  - 上午約8時，古洞村3間單層村屋突然被夷為平地，鐵皮、家具及全家幅等散落一地，兩戶居住超過60年的住客報警求助。警員接報到場，於50米外發現3部推土機，相信與事件有關，但相關的司機及工程人員則不見蹤影。警方正展開調查，暫列作刑事毀壞案處理。[104]
  - 新一期居屋項目晚上7時截止申請。房委會表示，截至下午5時收到約43,000份白表申請及500份綠表申請，超額10倍多，遠低過上次超額申請61倍。[105]
- 3月15日：
  - 香港大學學生報最新一期《學苑》提出港獨宣言，在長達48頁的《香港青年時代宣言》中呼籲處理2047年後的前途問題，倡香港成獨立主權國家。[106]
  - 下午3時43分，一輛吊臂貨車駛經屯門輕鐵麒麟站附近時，疑因吊臂未有收起，撞及兩條輕鐵架空電纜，引致電力發生故障，輕鐵服務受阻6小時。[107]
- 3月17日：
  - 民建聯主席李慧琼辭去行政會議成員一職獲特首接納，由民建聯黨團召集人葉國謙接任。李表示要集中處理黨務及立法會工作。被傳媒問到是否因計劃參選特首而辭任，她對記者表示「我想你想得太多」。[108]
  - 拍拖10年、螢幕情侶方力申和鄧麗欣多次傳出婚訊，但雙方透過經紀人公司太陽娛樂文化發出聲明宣佈分手。[109]
- 3月18日：
  - 旺角附近一帶地區中午12時許有四氫噻吩的煤氣洩漏警告劑洩漏，警方及消防至少接獲5宗相關報告，其中在大角咀海泓道兩間學校，分別為香港管理專業協會李國寶中學及油蔴地天主教小學（海泓道），近70名學生疑吸入不明氣體感到不適，職員發現報警，大批消防隨即趕到戒備，異味由避風塘一艘躉船傳來。[110]
- 3月19日：
  - 教育局局長吳克儉出席天水圍伊利沙伯中學舊生會湯國華中學校慶活動時遇上學生請願，要求全面取消TSA、取消普教中及認真處理學生自殺問題。學生向他遞交請願信，唯他不作回應，並迅速上車準備離開。其後逾百多名學生及校友攔截其座駕，而吳克儉無視車外的學生，低頭玩手機。事件擾攘近1.5小時，在警方協助下離去。吳克儉其後出席香港女教師協會10周年會慶，稱部份人士對社會一有問題即歸咎教育制度差感到深深不忿。[111]
- 3月20日：
  - 天水圍泥頭山事件曝光兩星期未有解決，10多名土地正義聯盟成員於早上7時發起以泥還泥行動，自發到場清理，並計劃把泥頭運往政府總部傾倒抗議，拉起「嚴懲倒泥，政府有責」及「倒泥可恥」的橫額。唯現場警方收到土地負責人報案，指泥頭屬私人財產，示威者若搬走泥頭即涉盜竊。最終拘捕8人，6名運送泥頭的示威者以「盜竊罪」拘捕。而到場聲援的工黨立法會議員李卓人涉在公眾地方行為不檢被捕。案件交元朗警區重案組第三隊調查。事後有30多人趕到元朗警署聲援被捕者。[112]
- 3月21日：
  - 康文署斥資主辦、劇團「糊塗戲班」製作的舞台劇《惡童日記第三部曲之第三謊言》，場刊內個人簡歷中，劇目執行監製羅淑燕因畢業於國立臺北藝術大學，被康文署職員口頭要求刪改「國立」字眼，改為以英文 “Taipei National University of Arts”也不獲批准，惹起軒然大波，並損害一度緩和的台港關係。[113]由國立臺北大學、國立政治大學、淡江大學、世新大學等15間台灣大學的香港校友會，所組成的臺灣各大學香港校友會總會發表聲明譴責康文署，指事件涉及本港數萬名在臺畢業校友尊嚴權益，對康文署以「莫須有」之意識形態，強迫刪改校名，批評做法是「荒謬又可怕的政治審查」，予以嚴厲譴責。[114]
  - 針對近期學生自殺問題，教育局長吳克儉出席立法會會議時公佈，向全港公營及直資中小學提供5,000港元特別津貼，資助舉行學童活動。唯多名議員質疑成效，批評吳克儉推卸責任，根本無具體計劃針對學生自殺問題。[115]
- 3月22日：
  - 行政會議通過商業電台及新城電台續牌12年申請，新牌照至2028年完結。
  - 一名男子疑因體臭遭同事排斥而失業，情緒低落下在獅子山山頭崖邊跳崖自殺。[116]
  - 花旗香港調查顯示，2015年香港千萬富翁人數高達5.9萬人，按年增加5%。[117]
- 3月23日：
  - 電視廣播（TVB）錄得自1988年上市以來，香港經營業務首次虧損，達428萬元。電視廣播亦首次未有披露最高收視節目的收視點。[118]
  - 香港教育學院前副校長陸鴻基周因中風病逝，享年70歲。[119]
- 3月24日：
  - 失蹤近3個月的銅鑼灣書店股東李波由內地返港，要求警方銷案，並會再返內地協助調查。[120]
  - 老牌旅行社關鍵旅遊突然結業，1,500名準備出發的旅客受影響。[121]
  - 世界盃外圍賽亞洲區次圈C組，香港足球代表隊以0：2不敵榜首卡塔爾。[122]
- 3月25日：
  - 銅鑼灣書店股東李波回港20小時後再返內地，在黑超男護送下，登上一輛掛有中港車牌的七人車，駛往落馬洲管制站再次返回內地。李波向傳媒表示不要逼得他太緊，他稱想忘記過去。[123]
  - 天文台錄得最低11.6℃，是38年來最冷耶穌受難節。
- 3月26日：
  - 76歲醫生在北角天后廟道華園停車場3樓落2樓時突然失控，並撞到一輛停在車位的福士私家車後，連同石屎柱及車場圍欄撞落街，而肇事平治半架車身懸在半空。一名男途人受輕傷。[124]
- 3月27日：
  - 下午4時30分，一輛電車在中環皇后大道中，長江集團中心對開出軌，導致交通一度擠塞。[125]
- 3月28日：
  - 主張香港獨立的香港民族黨成立，會積極派員參加今年9月立法會選舉。[126]
  - 環保團體發現位於大埔洞梓一幅9個足球場般大的綠化地被鏟平為露天貨倉，放置建築廢料及停泊大型機械，而地皮大部份範圍由發展商會德豐持有。有居民向大埔區議員投訴多年，但政府一直沒回應。地政總署表示，涉事地段是舊批農地，並無土地用途限制，因此即使業主傾倒泥頭亦不會違反地契，署方無權執法。[127]
- 3月28日：
  - 屯門行人天橋建築地盤巴籍漢電鑽殺女友案。
  - 荃灣灰窰角街工廈水泥藏屍案。

### 4月
- 4月1日：
  - 亞洲電視於當日晚上23時59分因為免費電視牌照屆滿而停播。旗下頻道的節目尚未播放完畢便中斷廣播。
  - 亞視員工提及會於停播前播出的「告別卡」最後並沒有出現。
- 4月2日：
  - 亞視在午夜12時正停播後，其使用多年的模擬廣播頻譜交由香港電台使用。而其數碼電視頻譜的一部份則交由香港電視娛樂旗下的ViuTV使用。
  - 多名沙田區議員發起「天下圍攻領展為禍」慢駛活動，抗議領展車位由5月1日起加租近一成，約30輛私家車及電單車響應，從馬鞍山慢駛至黃大仙。唯領展以「客滿」及「做緊工程」為由，拒絕車隊進入。[128]
- 4月3日：
  - 觀塘翠屏道院舍命案。
  - 第35屆香港電影金像獎頒獎禮晚上在香港文化中心舉行，獨立電影《十年》成為金像獎最佳電影。翁子光執導的《踏血尋梅》奪得7個獎項。
  - 香港小童群益會調查發現，結果只有五成七兒童表示對生活感到快樂，較2008年調查的七成四，大幅減少。「很不快樂」和「幾不快樂」，比率8年間上升逾3倍。[129]
- 4月4日：
  - 深井陳記廣場女廁嬰屍案。
  - 正在籌組新政黨的前學民思潮召集人黃之鋒透露，他與另一前學民成員周庭兩星期前到滙豐銀行開聯名戶口被拒。[130]
- 4月5日：
  - 第五屆中學文憑試(DSE)今日開考。
- 4月6日：
  - 將軍澳培成路靈實胡平頤養院命案。
  - 在試播4日後，香港電視娛樂旗下的ViuTV於上午6時正式啟播，最高吸納52萬觀眾。韓劇《太陽的後裔》及自家製作旅遊節目《跟住矛盾去旅行》最高有8點收視。而無綫收視急跌，並解釋是賽馬日流失觀眾所致。[131]
- 4月7日：
  - 《蘋果日報》報道，3月28日凌晨，梁頌昕乘坐國泰航空前，不小心在機場進行安檢時遺漏了一個手提行李，航空公司職員及機場保安以程序為由不肯讓她即時取回行李。梁頌昕其後致電父親梁振英求助，報導指梁振英曾以「叫我梁特首」向職員施壓，要求職員盡快協助其女兒取回行李。其間機管局派出一名高層到場了解，經多番商議後，最終沒有按照正規安檢程序處理，將行李直送入禁區給梁頌昕。[132]
  - 旺角騷亂平中共有51人被落案起訴暴動及非法集結罪，其中43人再次提堂，當中10人因證據不足，獲控方撤銷暴動或非法集結罪。[133]
- 4月8日：
  - 啟德郵輪碼頭內，以免稅商店形式運作的啟德泊遊城被指拖欠員工2月及3月的薪金，勞工處正協助調停。[134]
  - 嶺南大學學生會前會長劉振琳和前人力資源幹事盧藝賢在2月時圍堵校董會，被嶺大傳召出席學生紀律委員會，決定向兩人發出書面警告。學生會表明不接受學生因示威而受到任何懲處。校董黃均瑜歡迎委員會決定。[135]
- 4月9日：
  - 來往觀塘公眾碼頭至啟德郵輪碼頭的街渡早上正式啟航，唯乘客批評街渡航程短，收費7元過高，日後不會再乘搭。街渡暫時只限於周六、日及公眾假期服務。[136]
- 4月10日：
  - 受雷雨帶影響，香港天文台全日錄得逾300次雲對地閃電。中電位於龍鼓灘的發電廠，供電設備疑被雷電擊中起火冒煙。
  - 啟德郵輪碼頭內的「啟德泊遊城」出現欠薪事件，職工盟指拖欠約60名員工薪金及斷供強積金。[137]
- 4月11日：
  - 曾健超襲警案開審。
- 4月12日：
  - 荃灣灰窰角街工廈水泥藏屍案一直潛逃台灣的3男1女，由台灣警方送往桃園機場後，轉交香港警察帶走。[138]
  - 香港理工大學英籍導師Hilary Bower自3月返回內地失蹤22日後。香港警方接獲內地公安通知，證實在3月22日離開學校過關往深圳當晚被遇害。[139]
- 4月13日：
  - 香港早上狂風暴雨，天文台一度發出黃色暴雨警告信號5個半小時，大批市民被迫冒着橫風橫雨趕往上班及上學，顯得狼狽，批評天文台應改發更高暴雨信號。[140]
- 4月14日：
  - 立法會大會通過《2014年版權（修訂）條例草案》休會待續議案，意味有關草案不會在今屆立法會處理。[141]
- 4月15日：
  - 香港迪士尼樂園開業10年以來進行最大規模裁員，受影響員工主要是中高層，唯未有透露受影響員工數目，表示不多於100人。[142]
- 4月16日：
  - 尖東著名食肆「好時沙嗲」宣佈結業，最後一天有過百名食客在店外等候捧場。[143]

- 4月17日：

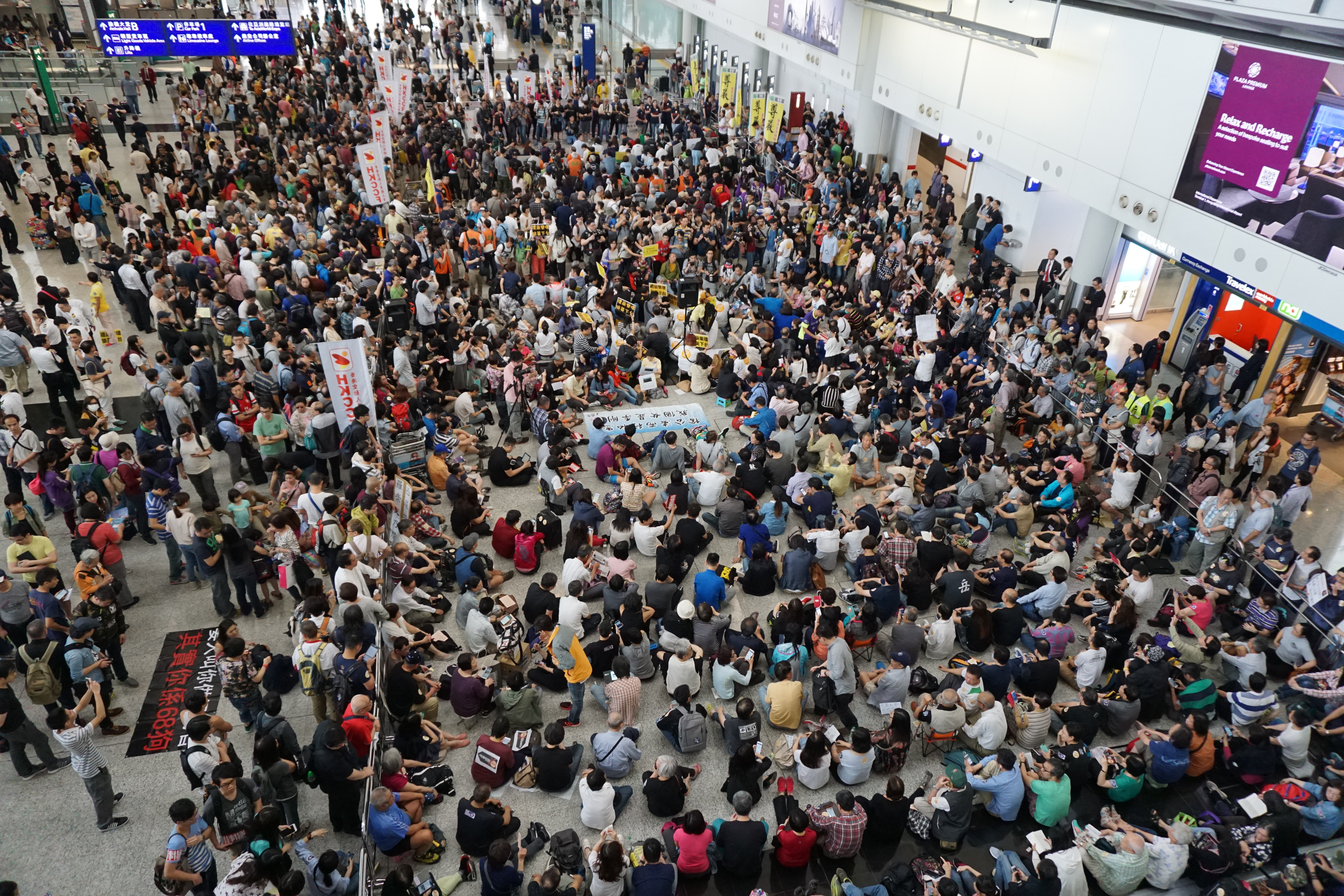
過千名航空業從業員參與集會的情況

  - 約2500人參與香港國際機場的集會，抗議梁振英家庭於行李事件上使用特權。
- 4月18日：
  - 寰亞電影老闆兼全國政協委員林建岳以雲吞麵批評《十年》，認為其獲獎值得商榷。[144]
- 4月19日：
  - 立法會議員黃毓民於2014年7月在立法會行政長官答問會上向特首梁振英掟玻璃杯，被控普通襲擊案進行開審。
  - 灣仔軒尼詩道364號加冕樓一住宅單位中午發生三級火警，火勢十分猛烈，兩名女住客吸入濃煙不適送院。唯被指水力弱，質疑影響救火進度。[145]
  - 佐敦循道中學學生所拍攝的5分鐘短片，以動作配合歌曲多次重複唱出數學公式，在facebook被大量瘋傳。[146]
- 4月20日：
  - 《明報》集團因「節流緊縮」，管理層宣佈裁退執行總編輯姜國元（筆名安裕）。200員工一度包圍總編輯鍾天祥，要求交代事件。[147]
- 4月25日：
  - 恒基清晨派出近80名保安進入馬屎埔村，築起鐵絲網圍封農地。其間村民、聲援者與保安爆發衝突，多人被保安強行抬走，最後有4人涉嫌刑毀及嫌妨礙警務人員執行職務被警方拘捕。[148]
  - 標準工時委員會就標時提出4個政策方向，展開第二階段公眾諮詢。
  - 81歲老婦在長沙灣巴士站候車時，被一輛空載九巴撞倒拖行200米並捲入車底，送院後證實死亡。[149]
- 4月26日：
  - 港珠澳大橋香港段工程再被揭發因趕工，而引致人工島連接屯門至赤鱲角連接路海底隧道工程接駁點移動3.5米。[150]
  - 連鎖健身中心California Fitness再被揭發以不良營商手法銷售健身合約，海關接報調查後，下午到雅蘭中心分店拘捕兩名職員。[151]
  - 8名泛民政黨到領展的觀塘總部靜座逾7小時，要求停止無理加租及拆售物業予炒家，與行政總裁王國龍會面。示威者留守期間大廈鎖𨋢，而其他示威者走後樓梯上樓聲援亦被阻止。[152]
- 4月27日：
  - 梁振英家庭機場濫權風波再有新進展。機管局證實在公開事件報告前3天，曾接獲梁頌昕的律師信，提及梁願意為事件向機管局提供資料，但遭局方拒絕。[153]
  - 759阿信屋公司主席林偉駿表示因日圓回升加上市道轉差，擬取消會員689折優惠。[154]
- 4月28日：
  - 消費者委員會首次以公開點名的形式，讉責健身中心California Fitness的不良營銷手法。[155]
  - 恆基早上再安排過百名保安員強行收回粉嶺馬屎埔村一幅農地，其間與守村的抗爭者發生衝撞，至中午暫時撤退。恒基表明會向法庭申請禁制令。[156]
  - 領展入稟高院申請禁制令，要求早前到領展的觀塘總部靜座的8名被告，包括梁國雄、區諾軒及許智峯等示威者，不得進入領展觀塘總部辦公室及樂富廣場指定範圍，並賠償損失。[157]
  - 香港歌手黎明在中環海濱活動空間舉行的《黎明Leon 30th Anniversary Random Love Songs 4D in Live 2016》演唱會因食環署發現中國製帳篷未能遵照消防規定，在開始前約2小時突然取消。黎明在個人Facebook向觀眾道歉[158]
- 4月29日：
  - 《黎明Leon 30th Anniversary Random Love Songs 4D in Live 2016》演唱會在臨近開場前將帳篷拆走，獲食環署發牌，演唱會可如期舉行，樂迷表現雀躍。[159]
  - 香港金融管理局公佈2016年首季負資產宗數按季急增14倍，至1,432宗，創2011年第3季以來4年多的新高，涉及貸款金額達49.19億元。[160]
  - 大賺逾百億元的港鐵，宣佈2016年6月票價加幅將會降至2.65%。[161]
  - 路政署召開記者會，首次證實港珠澳大橋人工島填海用的其中22個鋼筒全部有不同程度移位。[162]

### 5月
- 5月1日：地盤女保安陳秀華到訪深水埗長沙灣道132號的大廈後不知所終。陳女到達大廈約兩個小時後，被閉路電視拍攝到凍肉店切肉員顏永周前後總共5次往返住宅，過程中曾拖著行李箱和手持垃圾膠袋。警方事後在大廈3樓後座A房劏房單位即顏永周住所發現有大量血漬及有被清洗過的痕跡，血液樣本證實屬於失蹤女保安，但未有找到屍體。
- 5月2日：
  - 灣仔警署署理警署警長偷走警署夾萬內107萬元保釋金，為歷來最大宗。涉案警長已潛逃澳門，警方展開通緝。[163]
  - 逾400人於明報工業中心門外發起「夠薑集會」，要求《明報》撤回解僱姜國元，並撤換總編輯鍾天祥。[164]
- 5月4日：
  - 香港大學轄下自資院校明德學院，宣佈因收生不足及出現財政問題，將由香港大學專業進修學院（HKU SPACE）接管。
- 5月5日：
  - 多個泛民政黨與街坊、商戶關注組在觀塘領展總部地下大堂舉行3個半小時的「全城聲討領展」3集會，抗議領展總裁王國龍違背承諾，拒與街坊和商戶會面，令會議告吹。示威者試圖衝過保安搭升降機到總部，最終有8名示威者成功到達，其餘示威者則在大堂靜坐。[165]
- 5月6日：
  - 羽絨城宣佈結業清貨，推出兩折優惠。
- 5月8日：
  - 大嶼山群育學校旗下的東灣莫羅瑞華學校擬遷往屯門，惟遭區議員及鄰校仁愛堂陳黃淑芳紀念中學反對，外界有人將群育學校學生形容為不良分子，與黑社會拉上關係。中學原定開記者會，惟召開前個半小時宣佈取消。議員斥責學校應為歧視學生行為道歉[166]
  - 約60名大嶼山村民不滿政府多年來卻未有完善交通配套，令交通超負荷，堵塞石壁水塘對開的羌山道馬路抗議，結果塞車逾1小時。[167]
- 5月9日：
  - 開埠以來最高頭獎的1.5億元超級六合彩攪珠，最終兩注中頭獎，瓜分1.69億元頭獎獎金。
  - 房委會居屋攪珠，以決定申請人的揀樓次序，首批幸運兒最快7月可揀樓。
- 5月10日：
  - 天文台發出今年首個紅色暴雨警告，教育局於10分鐘後宣佈停課，唯大批學生已返抵學校或在返校途中，引發混亂，家長怒轟天文台及教育局遲作決定。
- 5月11日：
  - 港視主席王維基下午在金鐘一間酒樓開記者會交代，有意參選9月立法會直選，多次強調想踢走特首梁振英。[168]
  - 由本地網絡作家恐懼鳥所寫的《Deep Web》系列書籍，惹來家長及教師恐慌，共收到125宗投訴。出版社即時將書本下架。[169]
- 5月13日：
  - 港股沽空比率急升自1998年金融風暴後最高水平。[170]
- 5月14日：
  - 長洲舉行太平清醮，吸引逾2.6萬名市民及旅客參與。
- 5月15日：
  - 多個團體聯同近200名天水圍居民發起遊行，批評領展管轄的街市令居民捱貴餸，不少人需跨區、甚至北上買餸，要求政府設立食環署街市。

- 5月17日：

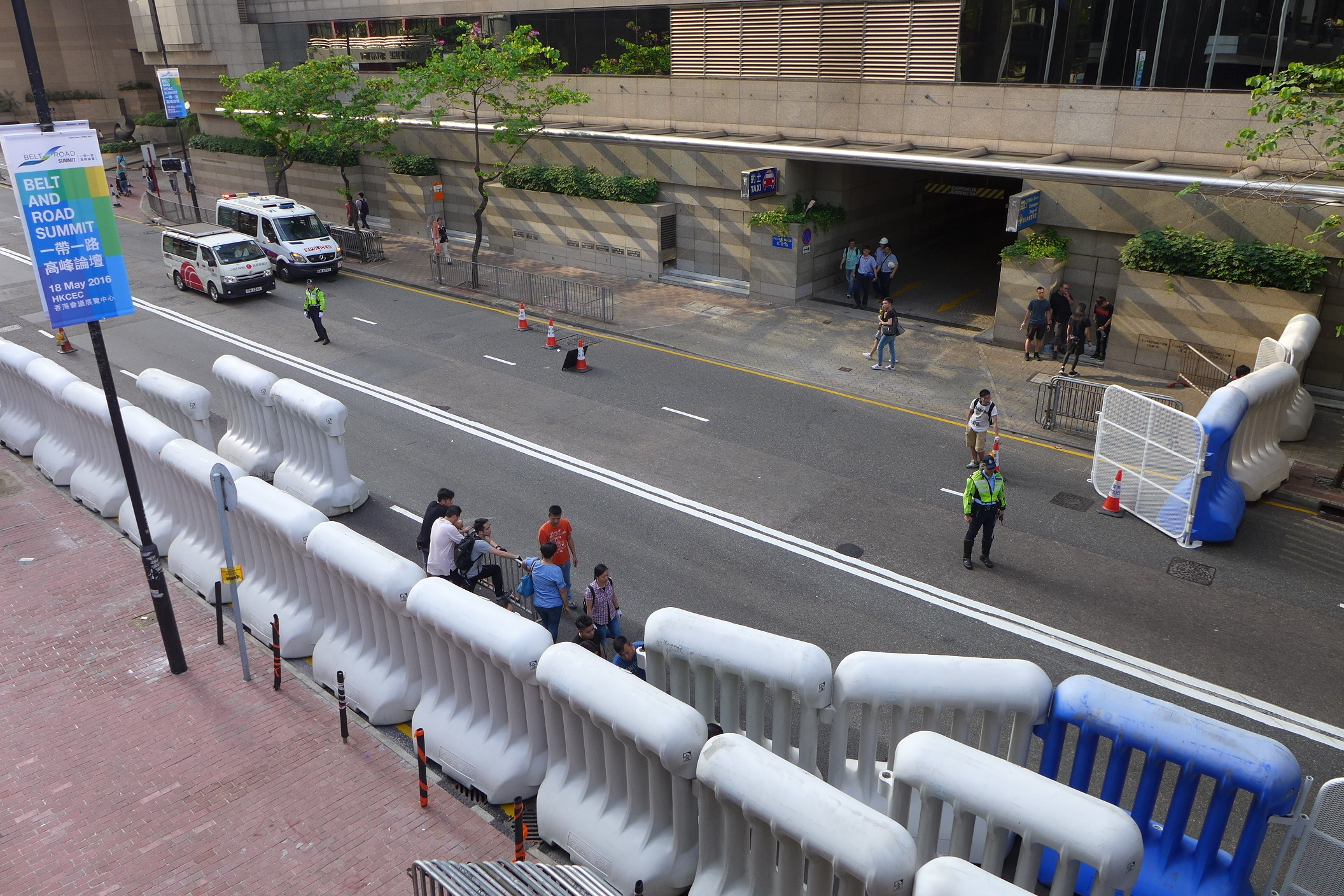
張德江訪港期間，政府以反恐級別保安規格嚴陣以待，灣仔港灣道設保安區，擺放大量鐵馬，水馬等保安設施，並且有大批警察戒備

  - 人大委員長張德江訪港三天，香港政府嚴陣以待，派出6000名警察戒備，保安規格達到反恐級別，但同時也引來爭議，多處交通擠塞。

- 5月20日：

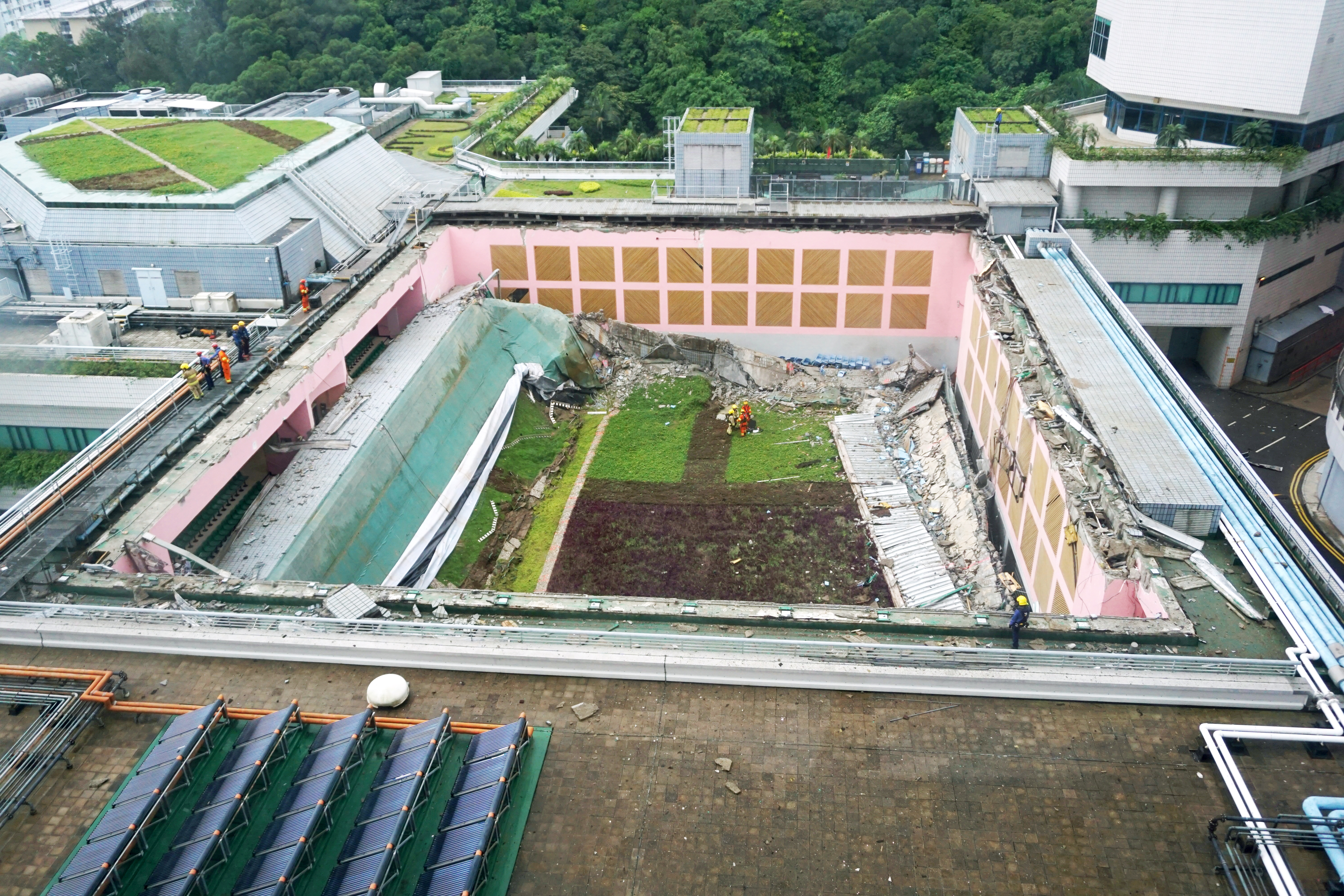
城市大學發生香港罕見建築物天台大幅倒塌事故

  - 香港城市大學胡法光運動中心的陳大河綜合會堂一幅過千平方米的水泥天台連同金屬鋼架倒塌，幸保安員察覺有異樣後，及時疏散會堂內的人員，只造成三人輕傷。城大已成立小組調查事件，政府要求兩星期內交報告。有測量師估計事件跟天台承重以及天雨有關。[171]
- 5月21日：
  - 廣華醫院被發現在兩周前，一名初生嬰由3呎高溫箱離奇墮地意外，家屬曾報警，事發後廣華醫院展開內部調查。[172]
- 5月22日：
  - 約50名沙頭角谷埔村及鳳坑村村民不滿計劃令農業發展受限制，決定封閉鳳坑村入口至29日以示抗議。[173]
  - 環球貿易廣場外牆播放的《從現在開始，我們就是六十秒的朋友》，藝發局深夜發聲明指藝術家無通知局方就將作品原名及概念改為《倒數機（2016）》，指藝術家違反協議，作品會腰斬。[174]
- 5月24日：
  - 《壹週刊》2010年報道霸王洗髮水的報道失實，高等法院頒下判詞判霸王勝訴，《壹週刊》賠300萬。
  - 通訊事務管理局裁定2015年無綫電視節目《萬千星輝頒獎典禮2015》中安排藝人鏡頭前吃連鎖快餐店炸雞環節嚴重違反《電視節目守則》及《電視廣告守則》中的相關條文，批評該環節令人覺得牽強、干擾觀賞趣味及沒有編輯需要，節目中又以特寫鏡頭顯示該食品贊助商品牌，判無綫罰款15萬港元。無綫不滿裁決，反駁局方做法不一致及有欠客觀而且嚴苛，及擬提出司法覆核。[175]
  - 百多名廣深港高鐵香港段建築工人，不滿被拖欠近兩個月共500萬元薪金，早上在油麻地地盤罷工抗議，追討欠薪。
- 5月25日：
  - 民建聯馬恩國帶隊的法律界一帶一路訪京團，《明報》爆出團員夜蒲醜聞。[176]
- 5月26日：
  - 公民黨成員曾健超於2014年佔領運動期間，被指向警察淋潑液體及拒捕，事隔一年被裁定1項襲警及其中2項拒捕罪成，獲准保釋候判，另2項拒捕罪則不成立。[177]
- 5月27日：
  - 香港教育學院正式升格「香港教育大學」。

- 5月29日：

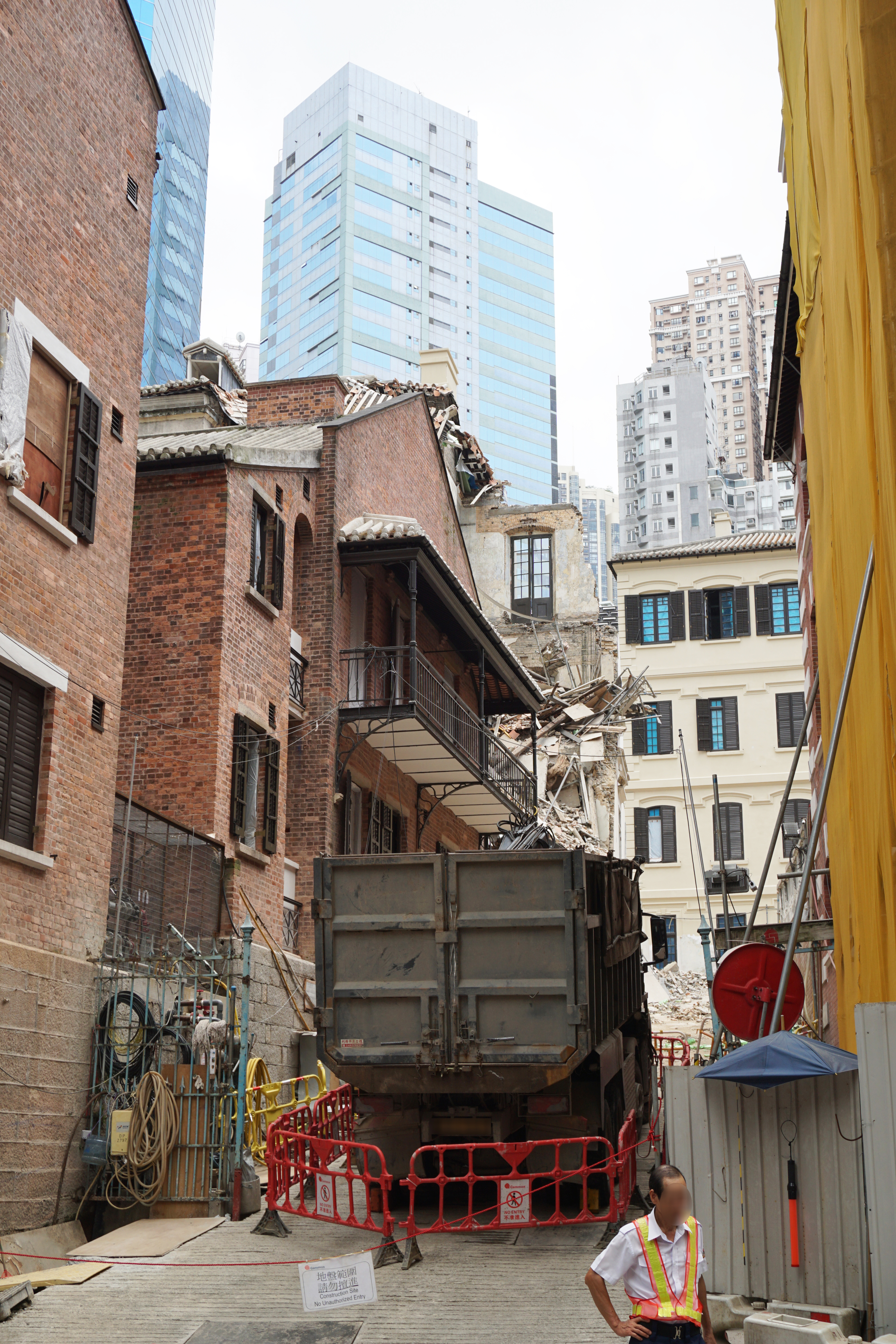
舊中區警署的已婚警員宿舍西端部份大量磚牆及樓面塌下，幸無傷亡

  - 舊中區警署內正進行活化的已婚警員宿舍發生部份倒塌事故，由於發生在周日晚10時許，整個舊中區警署建築群的地盤內已無工人，因此無造成傷亡，惟或會影響原定年底活化後重開的計劃。馬會委託的專家表示牆身有多條裂痕，潛在結構危險，相信是近日連場大雨令牆身倒塌。[178]
  - 支聯會舉辦六四遊行，有1,500人參與，為8年來最少。[179]
  - 有市民日前帶兒子到新城市廣場打算參觀Thomas and friends展覽，唯排隊等入場期間，在場職員表示有記者採訪，唯其後為「深圳跨境學童家長會」的旅行團活動，各人身上並沒有記者證。市民直斥旅行團與特首一樣地位超然，質疑新城市做法歧視香港人。新城市廣場服務處在同日晚上11時於facebook專頁刊登道歉聲明。[180]
- 5月30日：
  - 「暗角七警」事件的主角曾健超因襲警及拒捕罪成被判囚五星期，並獲准保釋等候上訴。[181]
  - 為興建機場第三跑道的融資安排，機場管理局公布，機場建設費於8月1日生效，最高收$180。[182]
- 5月31日：
  - 食水含鉛超標調查委員會發表報告，批評在2015年香港食水管路含重金屬超標事件中的所有持份者集體失職。[183]
  - 行政長官會同行政會議決定正式向奇妙電視批出本地免費電視節目服務牌照，有效期為12年。[184]

### 6月
- 6月1日：
  - 七警案事隔18個月，案件在灣仔區域法院開審，七警維持不認罪。[185]
  - 政府公佈9月立法會選舉的臨時選民登記冊，數據顯示長者選民人數較2012年急升，66至70歲選民急升逾六成。而30歲或以下選民佔整體選民比例不足兩成。[186]

- 6月2日：

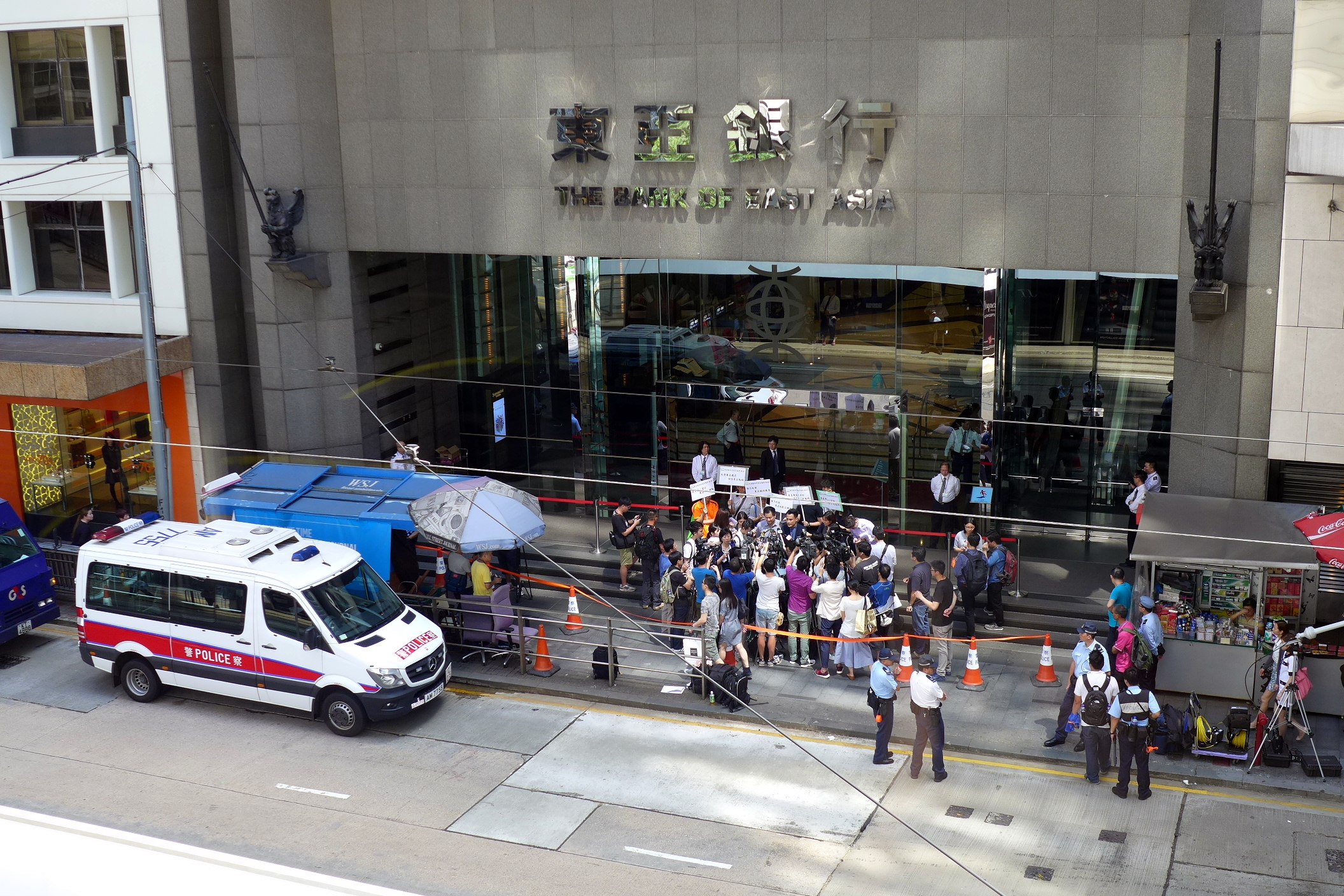
東亞銀行宣布大規模裁減人手後，香港銀行業僱員協會前往東亞銀行總部請願抗議

  - 東亞銀行裁員180名員工，附屬公司東亞證券，於7月8日前關閉其全部22個在香港的零售網點。[187]
  - 民建聯前主席兼立法會議員譚耀宗，被爆出插隊做手術一事。醫管局及譚耀宗就事件致歉。[188]
- 6月4日：
  - 六四27周年，支聯會公佈六四燭光集會有12.5萬人參加，較往年微跌1萬人。集會期間有香港民族陣線成員衝上台，高喊「不要建設民主中國」。中大校園舉行六四論壇吸引近1,600人參加。
- 6月6日：
  - 屯門仁愛街市雞糞樣本有禽流感病毒，政府決定繼續停止活雞供應，並銷毀長沙灣臨時家禽批發市場的4,500隻活家禽。
  - 首部冷氣電車今天起試行載客，早上10時在屈地街電車廠開出前往筲箕灣總站，不少乘客試搭，當中不少是電車迷。電車公司將空調設於23攝氏度，會收集乘客意見。不過冷氣電車駛到炮台山時疑因電力系統超出負荷跳掣，冷氣和照明闗閉了5秒，車長需重新啟動系統。電車公司稱受電網限制，最多只能容納數部冷氣電車同時行駛。[189]
- 6月7日：
  - 港鐵中環站發生大規模停電，港鐵需在通道擺放臨時照明系統（如電筒）維持車站運作，期間部份商店更無法營業，惟列車服務未受影響。擾攘6小時，車站方能恢復電力供應。[190]

- 6月8日：

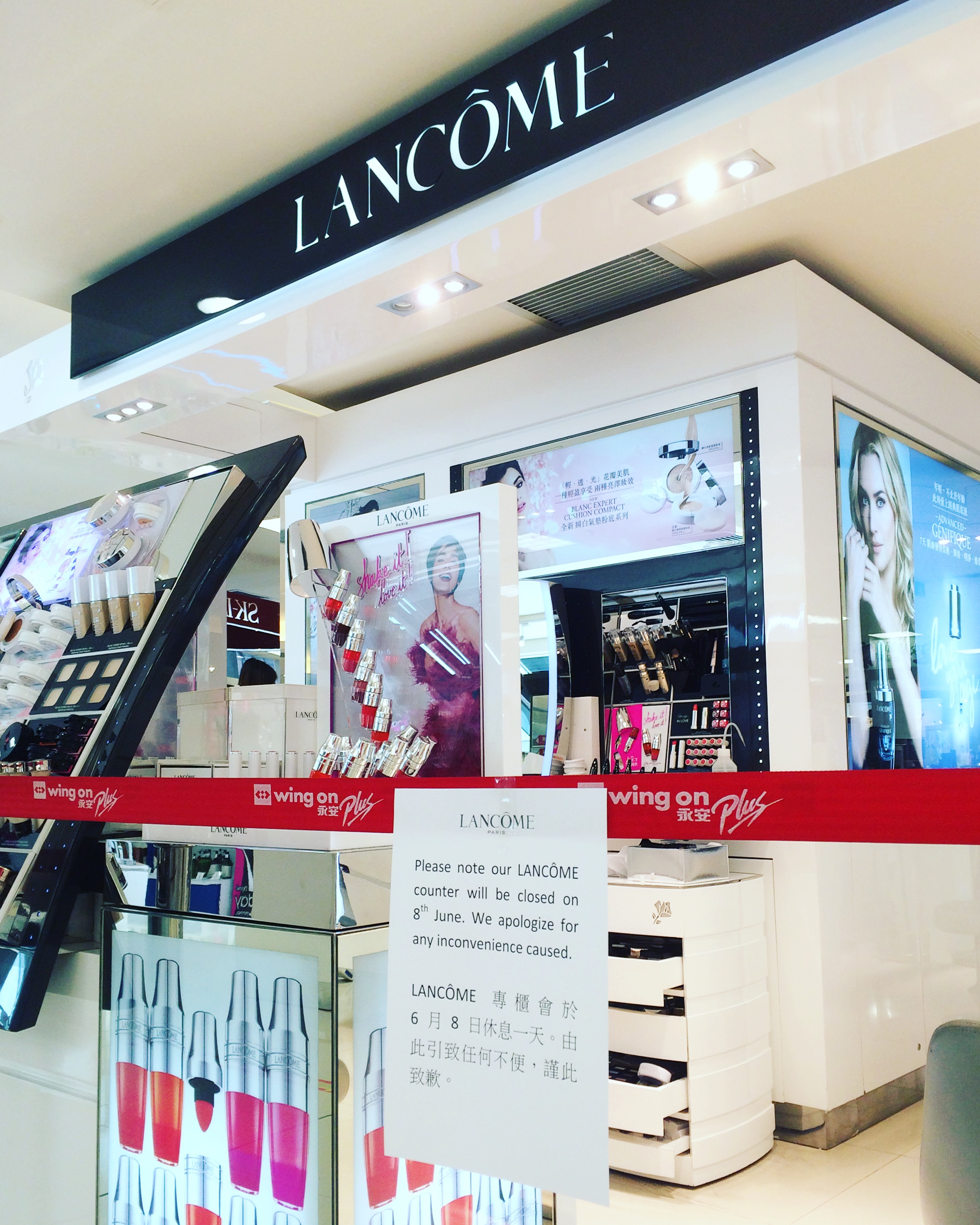
Lancôme多家分店於6月8日休息一天

  - Lancôme封殺何韻詩的風波越鬧越大，17個政黨組織和民間團體，到位於銅鑼灣時代廣場的專櫃示威要求道歉。而Lancôme多家分店休息一天。[191]
- 6月9日：
  - 港島石澳大潭灣有8座獨立屋，被FactWire傳真社發現大部分是由寮屋或豬舍改建而成，當中有獨立屋佔用官地逾30年。其中勞工處前助理處長麥世耀佔地面積最大，麥承認多年來從未繳交差餉及地租。[192]
- 6月13日：
  - 石澳大潭灣東丫背村被發現有前高官及富豪將寮屋擴建成超級豪宅後，地政總署清拆僭建物，並豎立15個不得霸佔政府土地的告示牌。[193]
  - 商台DJ當奴（唐劍康，Donald）、Colin(麥浩麟)、及Jacky（呂紹銘），晚上在九龍城一間餐廳被遇襲受傷。[194]
- 6月16日：
  - 銅鑼灣書店股東及員工失蹤事件，銅鑼灣書店店長林榮基失蹤近8個月回港銷案後突然現身，在立法會大樓開記者招待會首度公開被擄真相。[195]
- 6月18日：
  - 銅鑼灣書店股東及員工失蹤事件，泛民主派議員和支聯會在銅鑼灣書店外的行人專區，舉行「香港有底線，向強權說不」集會及遊行，有6,000名市民上街，店長林榮基高舉捍衞言論自由標語。[196]
- 6月19日：
  - 國際化妝品牌Lancôme受壓，取消與歌手何韻詩合辦音樂會，何韻詩於同一地點舉辦免費音樂會及社區文化日，有3,000人捧場，人潮擠滿整條普慶坊街道。[197]
  - 受到副熱帶高壓脊影響，本港陽光普照，天晴酷熱，天文台於下午約3時錄得34.2°C高溫，為自1947年天文台有紀錄以來最熱的父親節，打破1961年創下的33.6°C高溫紀錄，當中石崗更錄得34.9°C。今次亦是有紀錄以來，11個同是6月19日的父親節，最熱的日子。[198][199][200]
- 6月20日：
  - 著名團購網BEECRAZY突然結業，其澳洲母公司Ensogo於6月21日宣佈結束東南亞地區所有業務。消費者委員會於6月21日共收到163宗查詢及12宗投訴。[201]

- 6月21日：

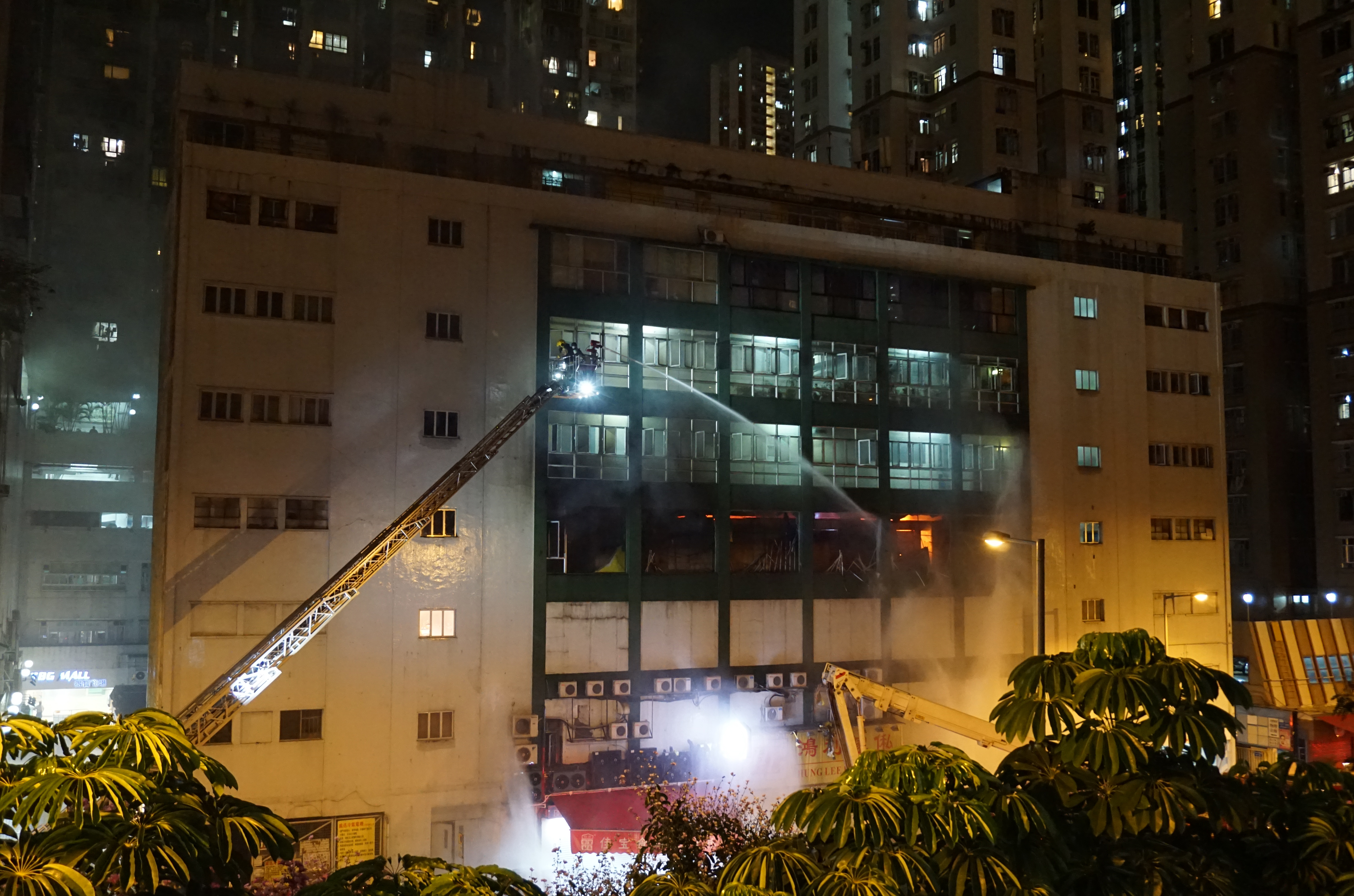
淘大工業村時昌迷你倉四級火

  - 牛頭角道淘大工業村發生四級大火，燃燒長達108小時，火勢曾由3樓蔓延至4及5樓，成為香港歷來第6長命的火災。雖沒有市民被困，惟救火期間共造成消防員2死12傷。濃煙亦影響附近一帶民居，部份市民需暫時搬離家園，有小學及幼稚園亦需要停課一天。[202]
- 6月25日：
  - 在副熱帶高壓脊的支配下，天文台最高氣溫升至35.5度，是自一八八四年有記錄以來6月份的第二最高紀錄。另外，天文台於6月24日至27日連續四日的最高氣溫皆為35.0度以上，打破了1963年5月30日至6月1日連續三日的舊紀錄。
- 6月26日：
  - 港鐵連續第7年在賺錢下加價，增幅為2.65%。[203]
  - 房委會完成最新一次公屋租金檢討，顯示公屋居民過去兩年收入增加16.11%，將加租10%達到上限、而且不再有免租優惠。[204]
  - 深圳航空由福建來港的客機於降落本港機場時，機師未有遵照復飛航道及程序，擅自更改飛行航道，於大嶼山上空約3千呎飛行。有市民目睹客機掠過天壇大佛。而民航處在事後沒有立即對外公布事件。[205]
- 6月28日：
  - 青葵公路凌晨發生奪命車禍，釀成兩死一垂危。3名死傷者均是公路維修工人。警方以涉嫌危險駕駛導致他人死亡罪名拘捕肇禍的士司機。[206]
  - 經營California Fitness、Myoga及Leap健身連鎖店的J.V. Fitness Ltd，遭鎂燦科技工程有限公司入稟高等法院申請清盤。[207]
  - 位於荔枝角饒宗頤文化館社企餐廳「銀杏館」，到10月合約屆滿後，由大型餐飲集團接手。事件引起不少網民關注。[208]
- 6月29日：
  - 《2016年醫生註冊（修訂）條例草案》在立法會審議。醫護界及病人團體要求盡快通過修例，落實改革醫務委員會，增加非醫生業界的代表人士。其中醫護界動員約300名公立醫院或私人市場醫生、中大及港大醫科生、醫委會委員等，在立法會外靜坐反對草案。[209]
- 6月30日：
  - 沙田新城市廣場Apple Store開幕，排隊人龍超過1,152人。[210]

### 7月
- 7月1日：

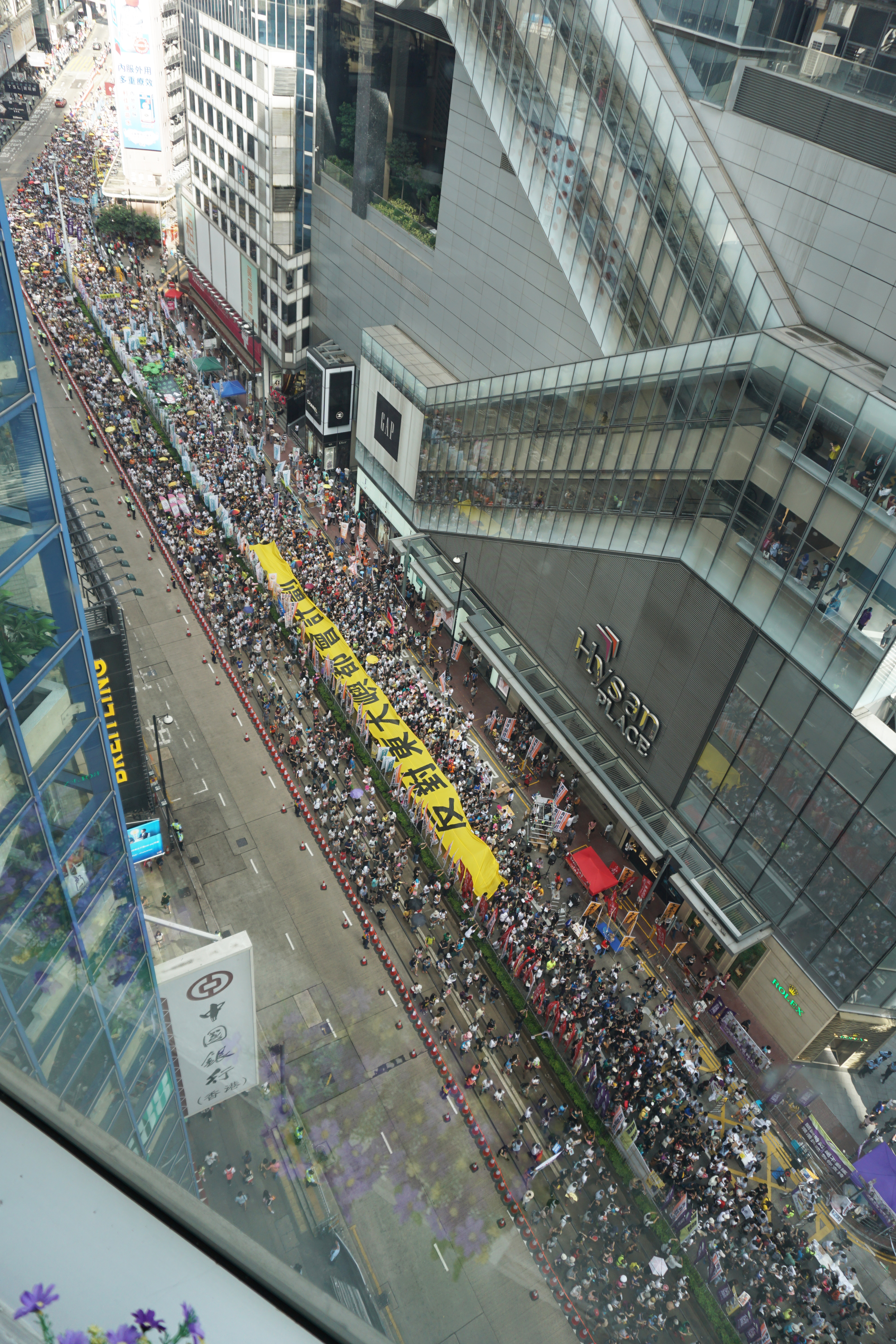
2016年七一大遊行情況，本年其中一個特色是隊伍中拉有長約40米的「反對東大嶼都會計劃」巨型橫幅

  - 民間人權陣線發起「決戰689」的7‧1遊行，遊行隊伍原定由銅鑼灣書店店長林榮基領頭，但林稱近日被人跟蹤，人身安全受威脅，最終決定缺席。民陣公布有11萬人遊行，警方則公布高峰期有1.93萬人。到傍晚，本土民主前線及青年新政等團體明言到中聯辦外集會，警方嚴密佈防，包括派出約百警員駐守西營盤，於德輔道西一帶設路障，對途人及車輛嚴密搜查等，並要求出示身分證及檢查物品，全程攝錄。最後有3名男子涉嫌帶有攻擊性武器，包括摺刀、剪刀及鎅刀，被帶返西區警署調查。青年新政表示氣氛不尋常，在晚上11時39分宣布取消中聯辦集會。[211]
- 7月3日：
  - 大型健身中心California Fitness，開業僅4個月的黃埔分店因欠租而停業。
- 7月4日：
  - 港視主席王維基宣佈參選9月立法會選舉港島區，並公佈近百頁參選政綱。[212]
  - 大型健身中心California Fitness黃埔分店因欠租而停業後，旺角雅蘭中心分店亦出現拖租及欠薪問題，涉款逾百萬元。逾200名黃埔分店會員組成苦主的大聯盟，考慮向海關及警方報案。[213]
- 7月5日：
  - 律政司司長袁國強及保安局局長黎棟國等官員到北京商討改善兩地通報機制，內地公安局在商討時播出銅鑼灣書店店長林榮基認罪片段。記者會原開放予傳媒全程採訪，唯港方傾向閉門進行，結果只准拍攝影片部份，原有提問環節取消，公安局只派發答問文本。[214]
  - 升中派位今日放榜，逾九成二學童獲派首三志願，八成人更獲派首志願，是自2007年修訂了派位機制後的最高比率。
  - 新鴻基地產宣佈，捐出鄰近元朗YOHO Midtown一幅原計劃用作興建酒店、一所教育機構等項目，逾萬平方呎地皮，予香港聖公會興建樓高19層的綜合服務中心。[215]
- 7月6日：
  - 特首梁振英公布兩地通報機制取得「階段性成果」，包括將通報時限設定為少於14日、通報範圍爭取涵蓋所有執法機關等。對於銅鑼灣書店店長林榮基不返內地受查，寧波公安局對林採取「變更刑事強制措施」，保安局長黎棟國稱，香港與內地無引渡安排，內地刑事措施於香港無法律效力。[216]
  - 立法會繼續審議改革醫務委員會的《二○一六年醫生註冊（修訂）條例草案》，醫學界議員梁家騮一人拉布，全日合共22次響鐘要求點算法定人數。政務司長林鄭月娥斥梁「極端不妥當」。 [217]
- 7月7日：

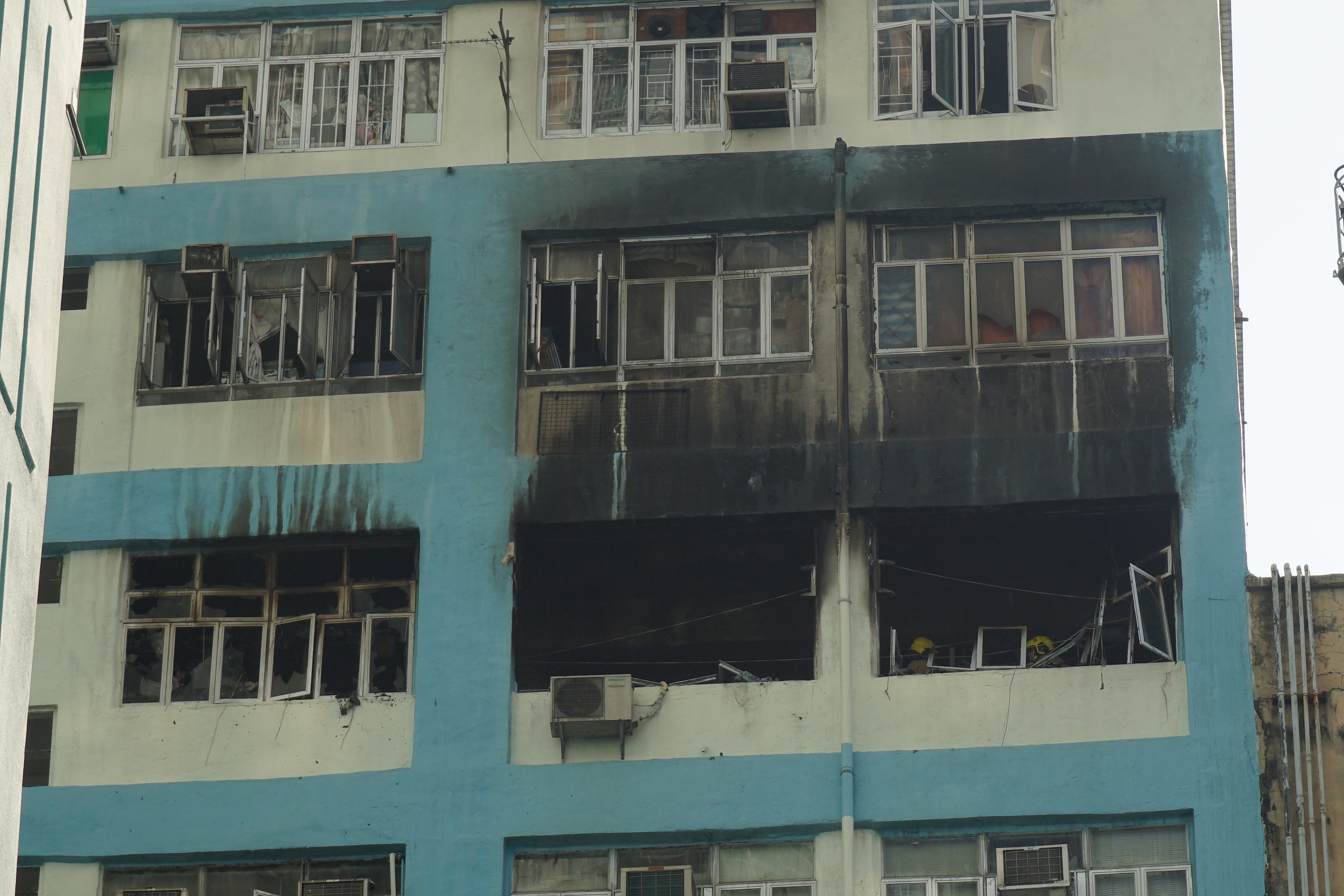
長沙灣昌發工廠大廈三級火焚燒近9小時

- - 晚上11時31分，長沙灣昌發工廠大廈發生三級大火，燃燒近9小時至早上8時18分始撲熄，2名違規入住工廈的少年及1名消防員受傷送院。[218]
  - 廉政公署晚上發出新聞稿，現為廉署署理執行處首長，有「女神探」外號的李寶蘭突然離職。現任執行處處長（私營機構）丘樹春於同日接替李署任執行處首長，同時有3人升職。[219]
  - 《香港01》報道，現任財庫局副局長劉怡翔，涉嫌於2010年在金管局旗下任職按揭證券公司總裁時，於公佈收緊按揭成數前，偷步買兩層單位，6年兩物業升價逾六成，單位身價賬面已賺逾千萬元。[220]
  - 大嶼山南部沿岸，最少5個沙灘發現有大量來自中國大陸的海洋垃圾湧上岸，形成一座座垃圾山。[221]
- 7月8日：
  - 一名5歲女童今年3月疑因威爾斯親王醫院低估病情，延誤醫治失救致死，至今仍未知死因。[222]
- 7月9日：

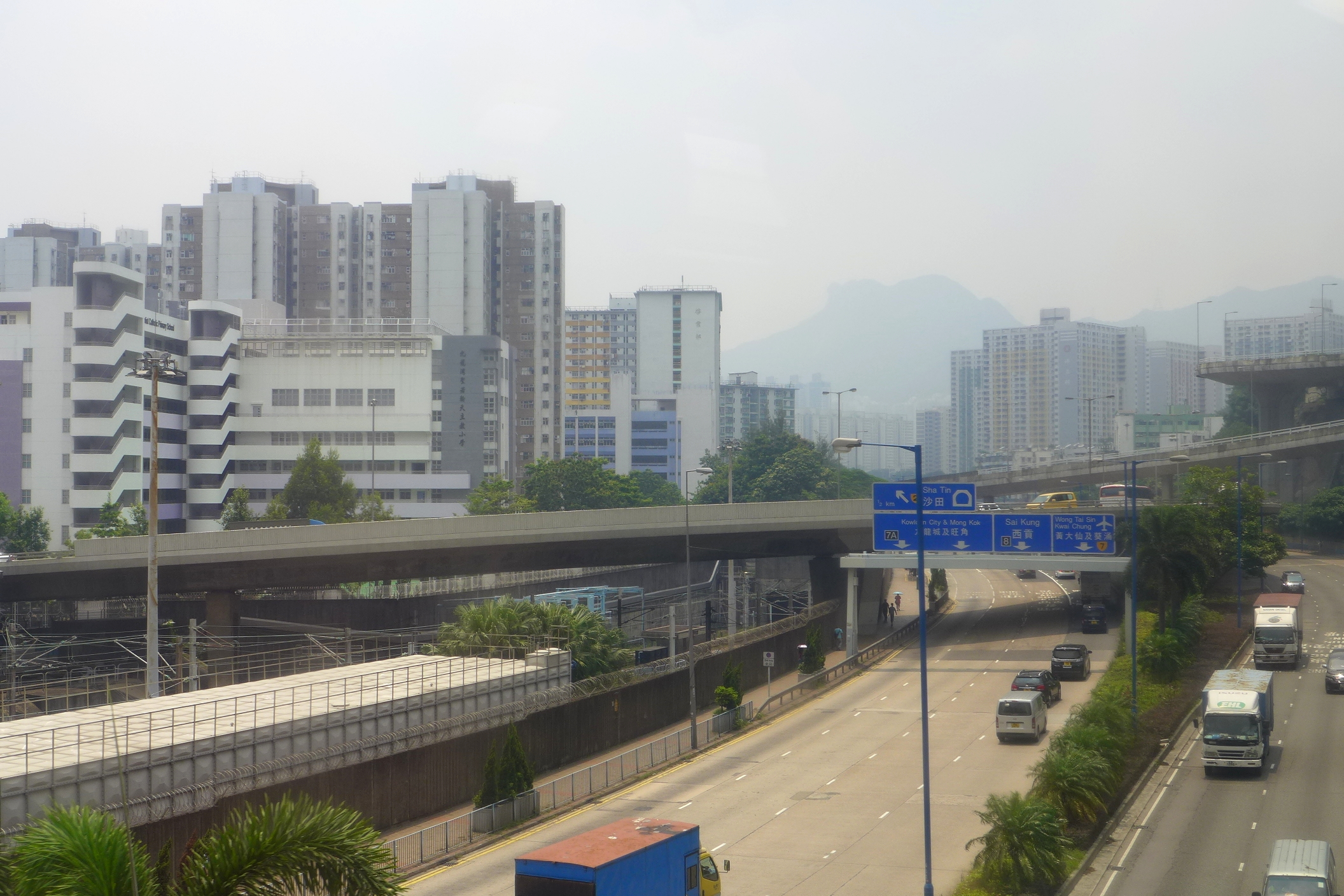
受強颱風尼伯特外圍氣流影響，本港空氣質素惡劣

- - 受強颱風尼伯特外圍氣流影響，天文台錄得入夏以來最高市區溫度35.6℃，是48年來最熱七月天。跑馬地更錄得全港最熱37.9℃。本港空氣質素亦惡劣。[223]
- 7月10日：
  - 特首梁振英率領環境局局長黃錦星及其他問責局長、官員，前往大嶼山水口清潔。不過在特首及高官到場前已有大批食環署外判商清潔工、食環署及漁護署職員預先清潔，將垃圾整齊擺放，猶如洗太平地。團體批評做政治騷。[224]
- 7月11日：

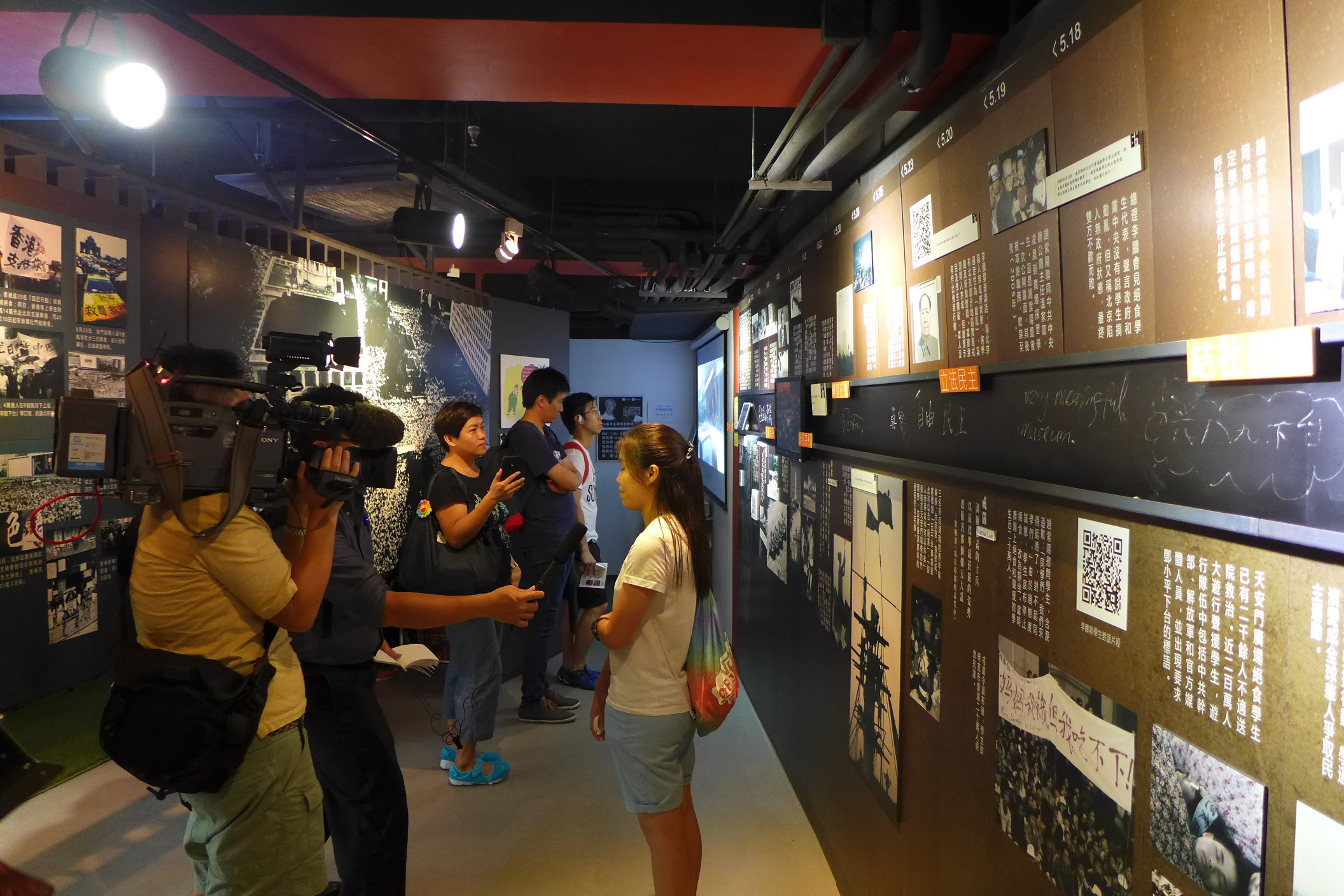
尖沙嘴六四紀念館閉館前，不少市民特意到場參觀。

- - 港鐵沙中綫紅磡地盤，3小時內先後發生嚴重事故，兩名工友一死一命危。[225]
  - 廉政專員白韞六召開記者會主動交代人事變動。指李寶蘭因署任表現未達標，決定取消其署任。[226]
  - 由支聯會籌備、開館兩年的尖沙嘴六四紀念館受法團打壓而正式閉館。有市民特意到場參觀。[227]
- 7月12日：

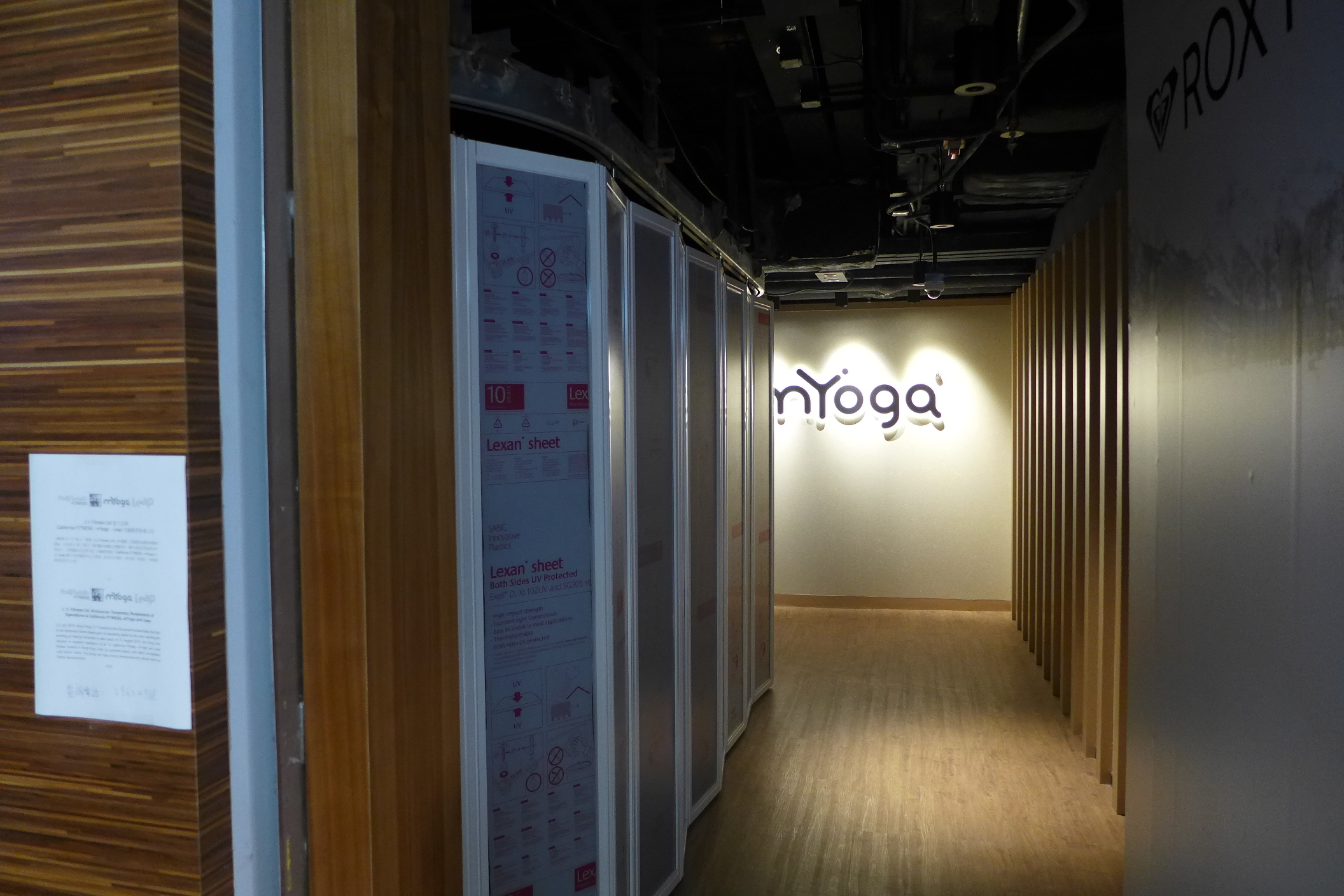
mYoga位於旺角雅蘭中心分店已停業，並貼出告示

- - 經營California Fitness、mYoga及Leap共12間健身連鎖店的J.V.Fitness Ltd，凌晨起突然停業，直至8月31日進行清盤聆訊為止。
  - 前政務司司長許仕仁與新地前聯席主席郭炳江貪污案，4名上訴人就全部定罪申請終極上訴，終審法院批准郭炳江以1,000萬元保釋等候上訴。[228]
  - 小學六年級學生考中一入學前香港學科測驗（Pre-S1，即中一分班試）
- 7月13日：
  - 中學文憑試放榜，全體66000多名考生，約3成6考獲入讀大學最低要求，約1.6人爭一個學位。今年共有5名狀元，平了2012年首屆文憑試的5名狀元最低紀錄[229]，其中三女一男於放榜當日考獲7科5星星[230]，另一名就讀香港培正中學女生因覆核成績獲提升而於8月10日成為該屆第5名狀元[231]。
  - 原定舉行的廉政公署員工周年晚宴，因白韞六取消李寶蘭署任執行處首長一事，超過七成半人缺席，晚宴決定延期。[232]
- 7月15日：
  - 選管會要求立法會選舉參選人報名時需額外簽署「確認書」，擁護3條《基本法》條文，否則不能獲有效提名為候選人。多個主張港獨及自決的本土政黨斥港府政治打壓。[233]
- 7月16日：觀龍樓四屍滅口案。
- 7月18日：
  - 5名港人在德國一列火車遭遇狂徒襲擊，2輕傷2危殆，伊斯蘭國（ISIS）承認責任，特首梁振英於7月19日譴責襲擊事件。[234]
- 7月20日：
  - 港大學生會去屆會長馮敬恩被警方以涉嫌刑事恐嚇、涉嫌刑事毀壞以及涉嫌強行闖入三項指控拘捕，疑因2016年初港大校委會事件有關。[235]
  - 大帽山大石石澗下午發生奪命事故，20歲女子與2名男友人攀澗期間，疑因跣腳飛墮15米下的水潭，最終傷重不治。[236]
  - Apple Pay正式在香港推出。
  - 香港書展開幕，首次以「武俠文學」為主題。[237]
- 7月24日：
  - 中文大學傳播與民意調查中心的調查發現，17.4%受訪者表示支持港獨，而在15至24歲的組群中，支持比率近四成，但研究同時發現，該群組亦有近六成受訪者支持維持一國兩制，承認可見將來不可能有港獨。[238]
  - 規劃署正為西貢大灘、屋頭、高塘及高塘下洋草擬分區計劃大綱圖，建議該區八成半土地劃為綠化地。約300名原居民不滿私人農地被劃作綠化地，到一塊私人農地「除草」抗議，其間有挖泥機挖地。[239]
- 7月25日：

- - 新一期居屋開始揀樓。

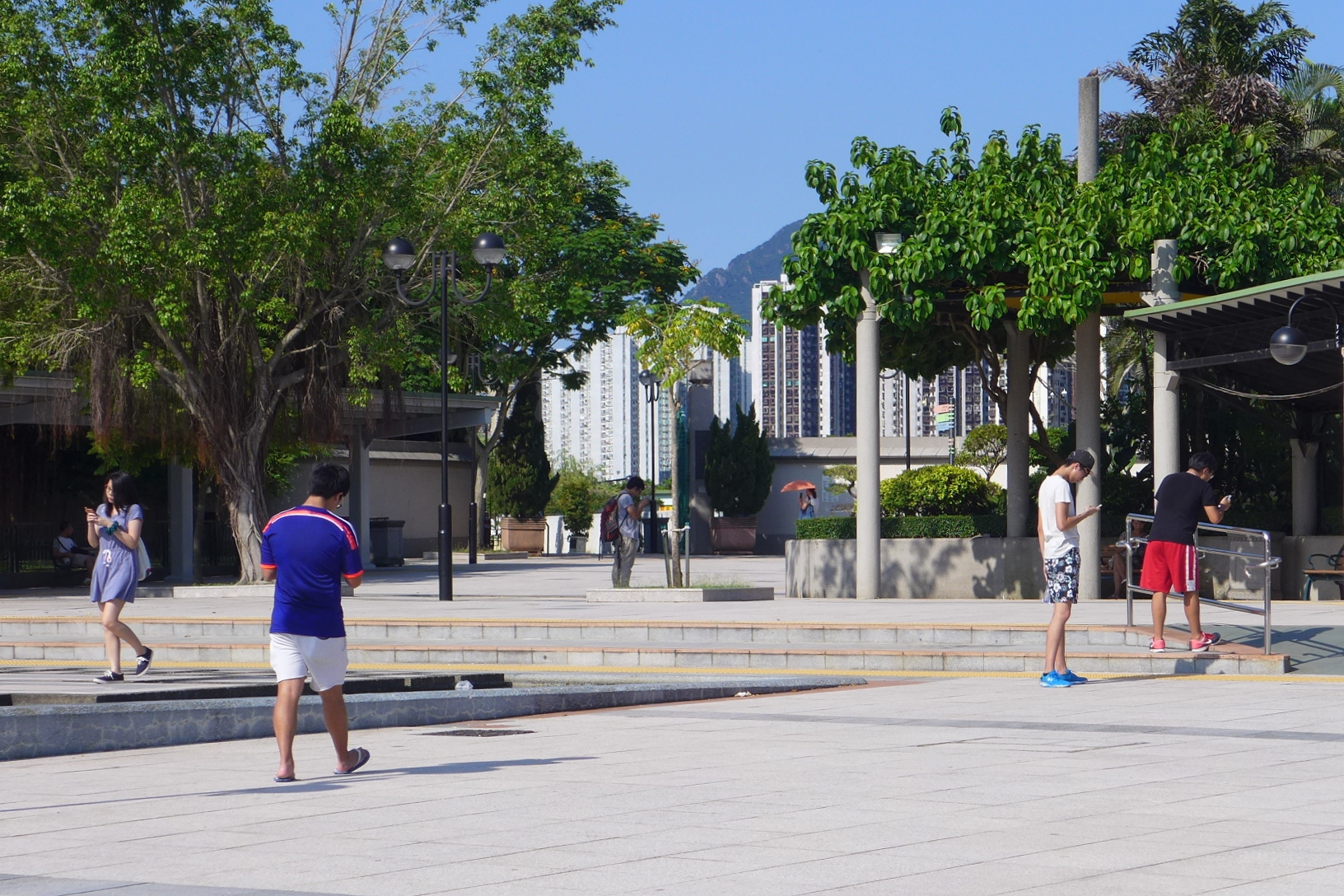
Pokémon Go登陸香港後，不少年青人紛紛走出街捕捉小精靈

  - 本土民主前線發言人梁天琦、社民連主席吳文遠及副主席陳德章，針對選舉管理委員會的「確認書」規定，分別入稟高院提出司法覆核。
  - Pokémon Go登陸香港。
- 7月27日：
  - 有脫北者到位於金鐘遠東金融中心5樓的南韓駐港總領事館尋求政治庇護。是本港開埠以來，第2宗北韓人闖入南韓駐港總領事館尋求庇護事件。領事館戒備森嚴，多名保安員在玻璃門外駐守。而1樓升降機大堂全日有反恐特勤隊人員守候。[240]

- 7月30日：
  - 香港民族黨召集人陳浩天被新界西選舉主任羅應祺以「港獨」主張抵觸《基本法》為由，裁定其立法會選舉提名無效。是香港主權移交以來，首次有人因政治立場而被撤銷參選資格。[241]
  - 大埔有冰雹報告，大埔氣溫亦由中午12時最高的34.2°C酷熱高溫，大跌至下午1時半最低的23.4°C，1.5小時急降10.8°C，半小時內亦急跌9.6°C。這是有紀錄以來，本港第6次在7月份出現落雹。[242][243]

### 8月
- 8月2日：

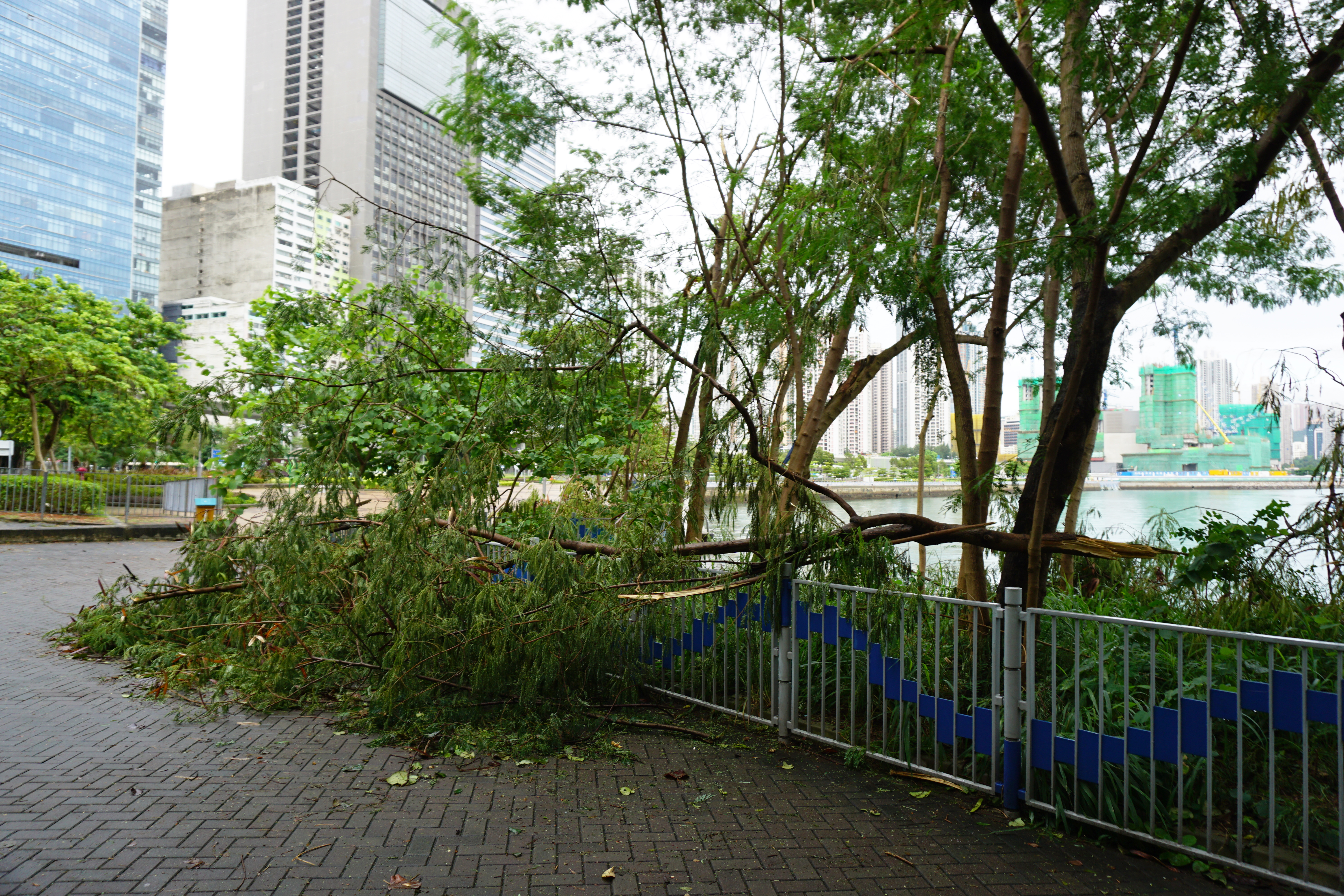
受颱風妮妲影響，荃灣海邊有塌樹

- - 颱風妮妲正面吹襲香港，惟僅以風速120公里每小時的颱風下限風力在香港以東的深圳大鵬半島登陸，受地型影響，香港天文台只發出八號烈風或暴風信號，最接近時距離為東北偏北35公里，當局收到至少403宗塌樹報告，亦收到兩宗水浸報告和一宗山泥傾瀉報告，最少12名市民（34歲至91歲）在風暴中受傷送院治理。[244]
  - 本土民主前線新界東參選人梁天琦收到選舉主任通知，不相信梁改變支持港獨立場，被褫奪參選權。而新界東參選人陳國強、港島參選人賴綺雯提名亦確定無效。到傍晚，多名人士於立法會選舉候選人簡介會場內外抗議，警員衝入會場維持秩序，並抬走部分參選人及示威者。最後原定介紹免費郵遞安排及答問環節均取消。
- 8月3日：
  - 22歲「高登巴打」蔡佩強，警方指他涉嫌恐嚇選舉主任，干犯「有犯罪或不誠實意圖而取用電腦罪」被捕。[245]
  - 本港一個4人家庭在日本北海道自駕遊期間發生嚴重意外，1死3傷。[246]
- 8月5日：

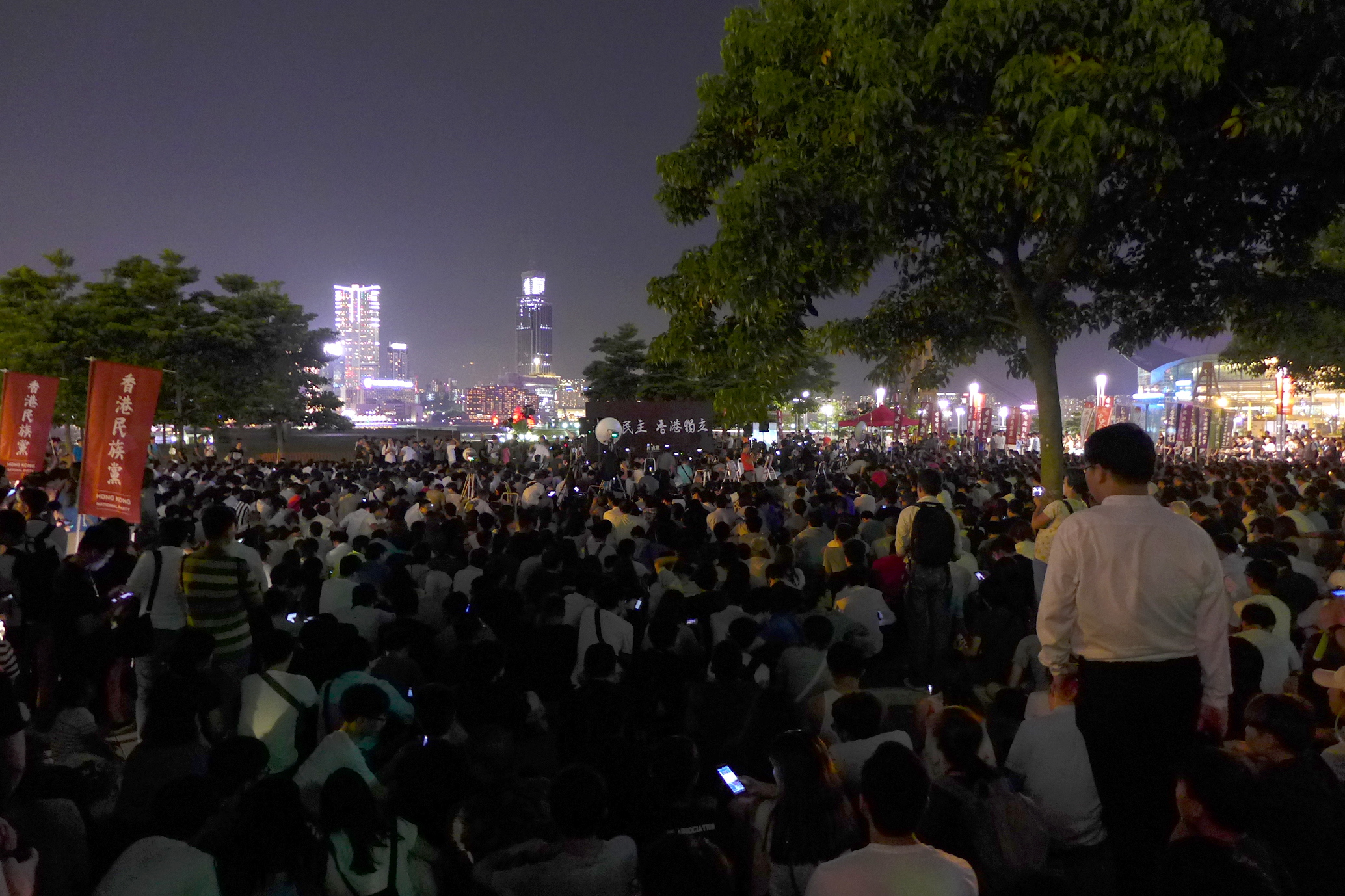
香港民族黨晚上在金鐘添馬公園發起「捍衞民主香港獨立」集會，估計最少有3,000名市民出席

- - 香港民族黨晚上在金鐘添馬公園發起「捍衞民主香港獨立」集會，估計最少有3,000名市民出席。大批警員由傍晚在金鐘一帶佈防，截查出席集會人士，並有人全程拍攝。[247]
  - 一批內地供港活豬被驗出含哮喘藥，並流入市面共27個零售點，食環署在晚上10時半在傳媒追問下才公佈。[248]
- 8月7日：
  - 土瓜灣炮仗街德寶大廈倫常命案。
  - 東區海底隧道為期30年的專營權於午夜屆滿，經營權由新香港隧道有限公司移交政府。[249]
- 8月8日：
  - 香港數碼廣播有限公司（DBC）宣佈交還廣播牌照，113名員工將於9月7日被遣散。[250]
- 8月11日：
  - 房署公佈最新的公屋輪候冊數字，申請多達28.83萬宗，一般家庭申請宗數高達15.3萬宗，平均輪候時間長達4.1年，創15年新高。[251]
- 8月13日：
  - 大角咀惠安街一盛大廈命案。
  - 2014年11月30日雨傘運動期間，一名市民與朋友途經旺角，被警員強行重壓身體及右臂兼屈手致雙目通紅及左手骨折。事主2015年向警務處處長索償，獲律政司提出和解及賠償18.9萬元，並堅拒簽署保密協議，選擇循民事申索，令事件得以曝光，成為雨傘運動後首宗公開獲得賠償的個案。[252]
  - 《壹週刊》報道本土民主前線梁天琦晚上在港鐵太古站與一名《大公報》工作的男記者爭執，並爆發肢體衝突。梁天琦上衣有破洞，一度被拉扯推落地。而涉事的《大公報》記者被網民「起底」。警方一度將案件列作「糾紛」，到周日將案件改為「在公眾地方打架」，由東區警區刑事調查隊第8隊跟進，暫未有人被捕。[253]
- 8月14日：
  - 西貢大㘭門附近的大坑墩發生兩宗遇溺慘劇，釀兩死一失蹤。[254]
  - 逾30年歷史的新光酒樓集團出現財困，累計虧蝕高達1.47億元。有小股東報警控訴董事不當處理帳目及轉移資產。警方商罪科人員展開調查。[255]
- 8月22日：
  - 美孚新邨第5期地下一個垃圾房發生火警，濃煙在「煙囪效應」下隨垃圾槽蔓延至上面樓層，兩名長者逃生時吸入濃煙不適，一度危殆。[256]
  - 中國金牌運動員訪港表演門票早上10時發售，吸引大批市民排隊，5700張門票在3個半小時內售罄。[257]
- 8月23日：
  - 香港首個及暫時唯一引進港人港地，位於啟德發展區啟德一號對外開放示範單位。[258]
  - 馬鞍山耀安邨耀欣樓一名31歲任職復康女工的女子從高處墮下，掛屍在12樓的晾衣架，頭部朝下，雙腳骨折扭曲，並在大廈外牆留下長長的血跡[259][260]。

### 9月
- 9月1日：

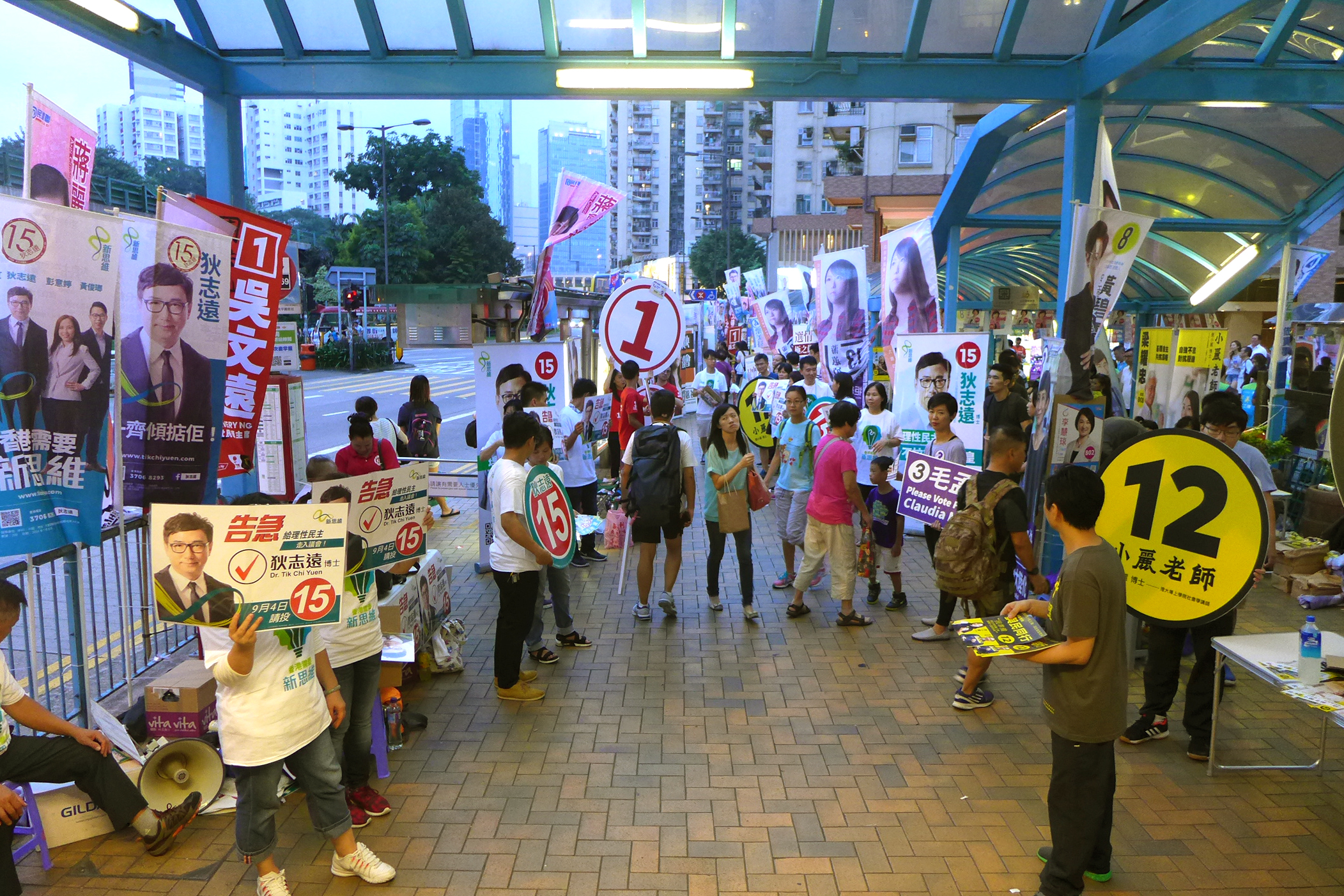
2016年9月4日立法會選舉投票日，旗海滿佈美孚站外

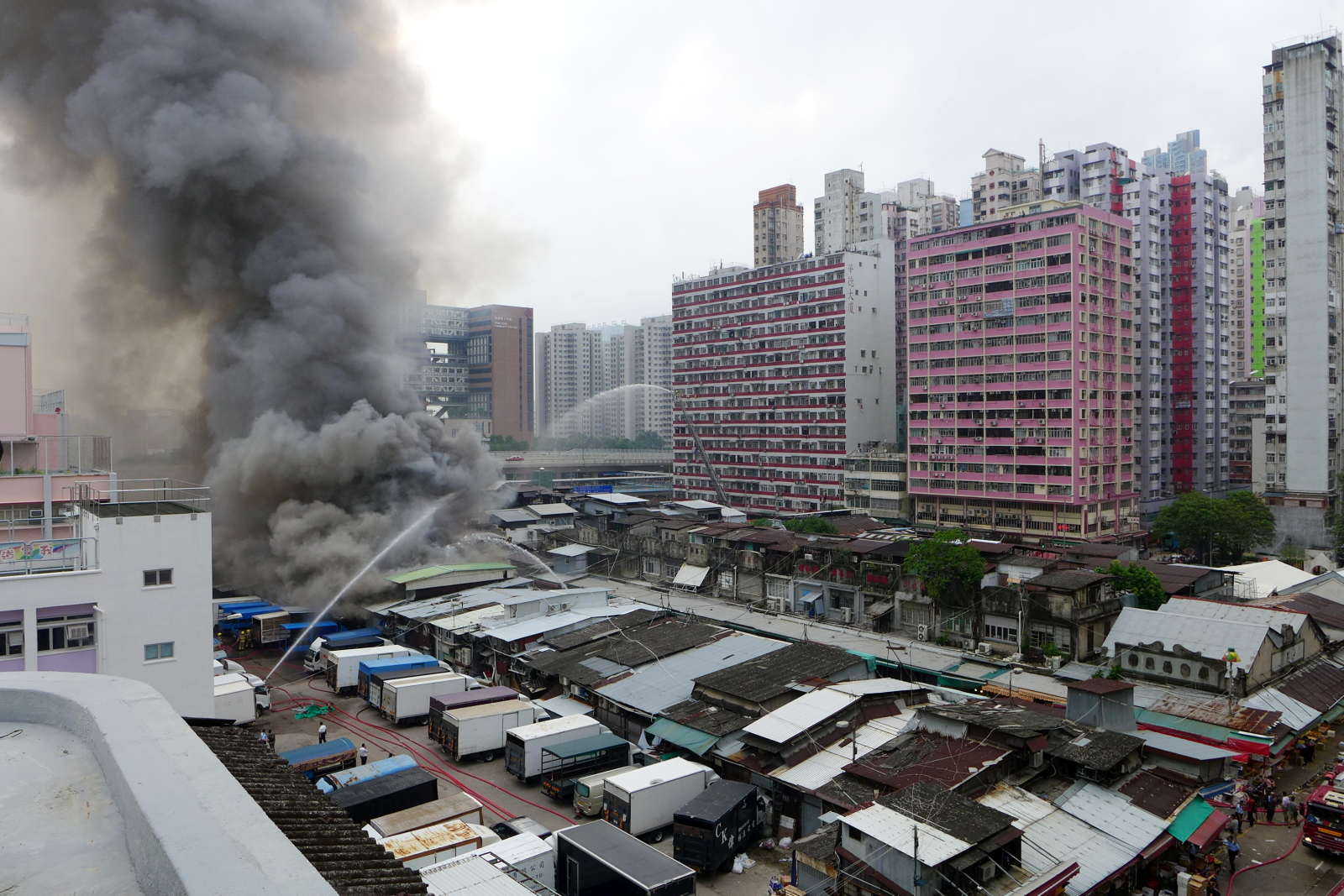
2016年9月4日，油麻地果欄發生三級大火，大量濃煙升上半空

  - 新學年開學日，香港天文台早上一度發出黃色暴雨警告。而多間中學學生亦趁開學日宣揚本土及港獨理念，不過元朗信義中學及民生書院學生被校方叫停派發宣傳品。[261]
- 9月3日：
  - 屯門青山訊號發射站凌晨爆炸起火，燒逾4小時，無綫及港台在區內發送的模擬廣播訊號中斷8小時才完成修復。[262]
- 9月4日：
  - 2016年立法會選舉舉行，有220萬選民投票，投票率達58%，創立法會選舉歷史新高。多個票站大排長龍，其中太古城東區少年警訊會所票站截至凌晨2時仍未投完票。最後泛民取得23席，本土自決派取得6席，而建制派則取得40席。
  - 油麻地果欄下午發生歷史以來最嚴重的三級大火，逾20個欄檔被焚毀，有果商估計今次損失近500萬元。[263]
- 9月6日：
  - 房委會公佈綠置居計劃10月推出，建議以市價6折推售。[264]
  - 屯門醫院將進行擴建，預料2020年落成後手術室數目增至20間。[265]
- 9月7日：
  - 早前2016年立法會選舉宣佈不想惹上「更高層次麻煩」而被迫棄選的自由黨周永勤，向傳媒交代事件始末。周稱四度被北京人士及中央駐港機構人員威逼利誘，要求他停止選舉工程。商界朋友以金錢勸說他棄選。[266]
  - DBC數碼電台最後一天播放新製作節目，逾百名員工被遣散，其後只會播放重播節目直至獲政府批准停止服務。[267]
- 9月8日：
  - 2016年立法會選舉直選「票王」朱凱廸當選後表示暴力威脅嚴重惡化，受到死亡威脅，妻女需停工停學，危及性命和家人安全，決定前往灣仔警察總部報警。警方在朱凱廸暫住處所附近加強戒備，作24小時保護。各界聯署聲援朱凱廸，促請警方全力緝兇。[268]
- 9月9日：
  - 香港民族黨召集人陳浩天，早前於2016年立法會選舉被剝奪參選資格。陳向高院提出選舉呈請，指選舉主任剝奪《基本法》賦予港人的選舉權及被選舉權，要求法庭審視新界西的選舉結果是否有效。[269]
- 9月12日：
  - 新城電台決定向政府交還數碼聲音廣播牌照。[270]

- 9月14日：

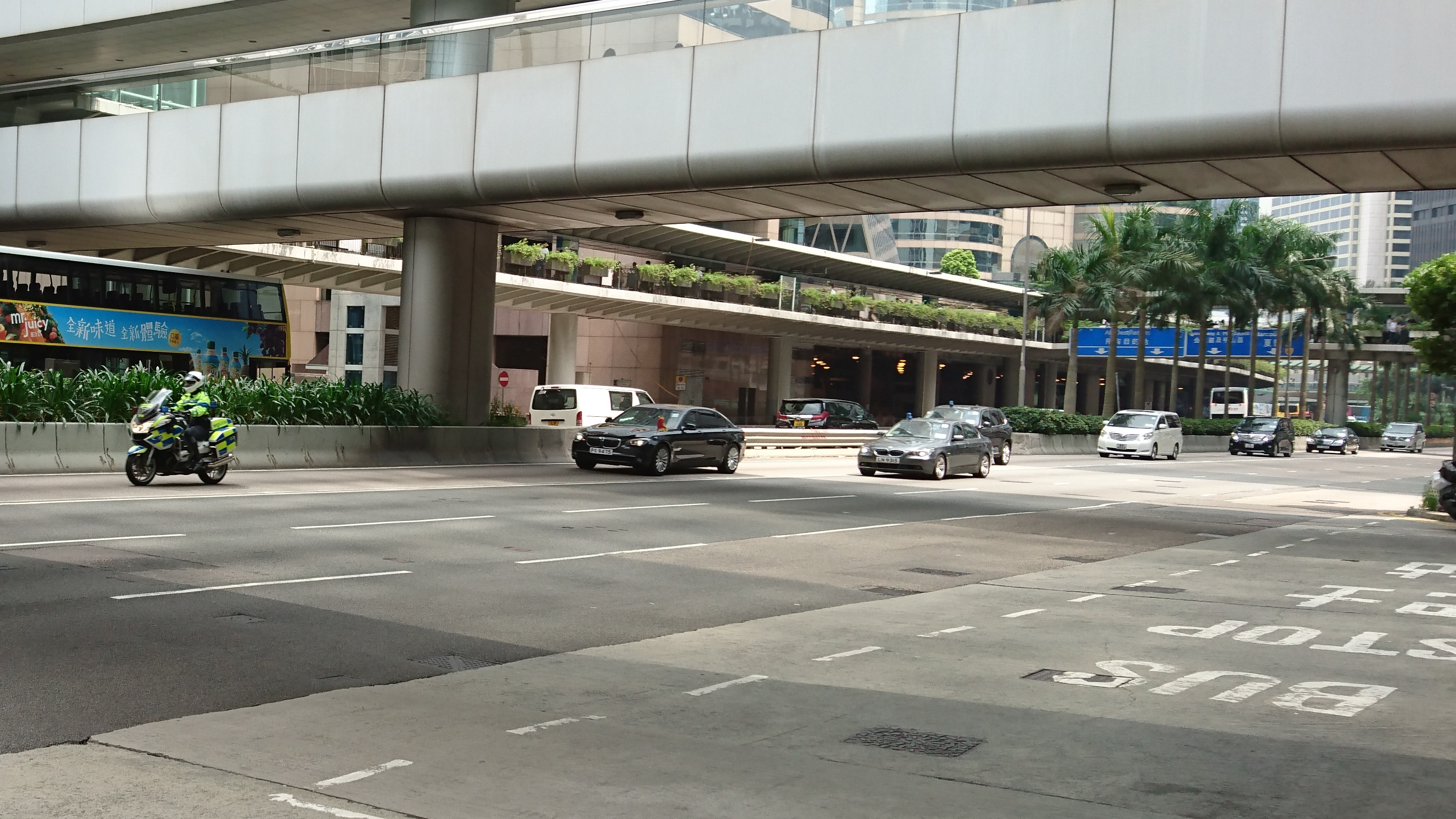
越南總理阮春福訪港車隊駛經中環

  - 消委會今年首8個月接獲72宗相關投訴，玩家大多未有細心留意遊戲條款便購買虛擬遊戲道具，結果衍生各種問題。有投訴人付8,000元欲抽罕有球星卻只獲普通角色。亦有兒子玩手機遊戲時疑多次「㩒掣」，令家長信用卡簽賬50筆交易，總額達13,500元。[271]
  - 中環街市活化最後方案獲城規會批准，工程最快2016年動工，2020至21年度開放。
  - 越南總理阮春福當日抵達香港，展開兩天訪問行程。
- 9月15日：
  - 至少5名本港記者前往汕尾陸豐市烏坎村採訪期間遭便衣公安拘捕，遭暴力對待、刪除採訪資料、並威逼寫下保證書後，被送往深圳回港。[272]
- 9月19日：

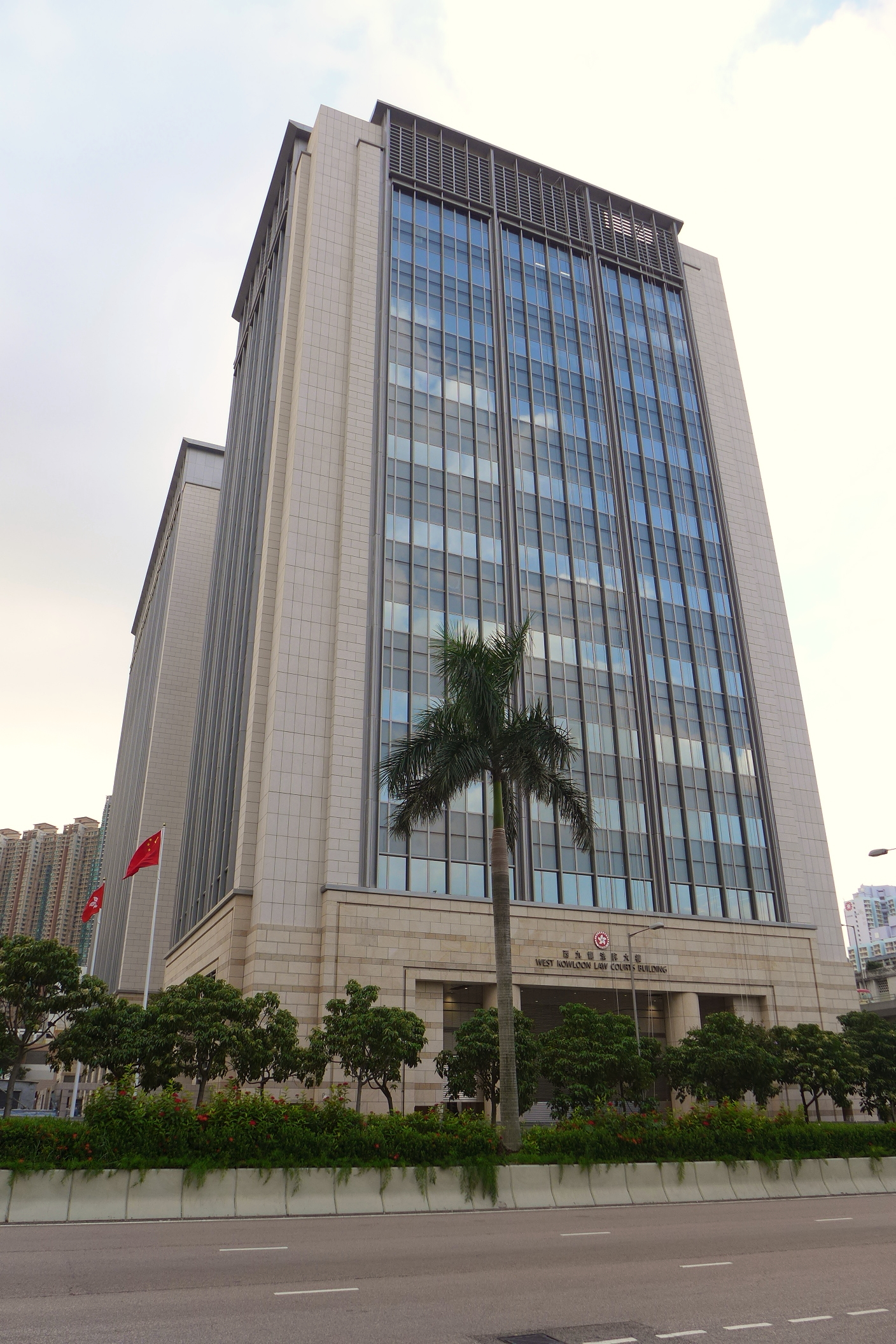
2016年9月19日，西九龍法院大樓正式運作

- - 西九龍法院大樓正式運作，小額錢債審裁處為首個遷入的法庭。[273]
  - 鳳凰衛視控股有限公司發出公告指其全資附屬公司鳳凰香港電視已在2016年5月6日向通訊事務管理局遞交本地免費電視服務牌照申請。[274]
- 9月21日：
  - 政府舉行記者會就元朗橫洲發展公屋計劃公開更多詳情。梁振英表示，為免拖累整個計劃，因此在2014年1月27日自行拍板決定優先發展第一階段4,000伙單位，同時要求押後第二期建屋計劃。梁亦表示，17,000伙單位目標維持不變。記者會尾聲時，梁突然硬咽，表示要感謝公務員，又指搵地建屋「粒粒皆辛苦」。[275]
  - 律政司早前就香港眾志秘書長黃之鋒、主席羅冠聰及前學聯秘書長周永康「公民廣場」非法集會案的刑期申請覆核，法庭拒絕的申請，維持原判。[276]
- 9月22日：
  - 早前清盤的連鎖健身中心California Fitness，在官方facebook上宣佈接獲不少潛在買家查詢，其中一項正在探討的可能性就是出售會員數據庫。不少會員在facebook上批評個人資料用於直銷感到反感，根本無從反對，擔心不表態會「被同意」。[277]
- 9月23日：
  - 年初一旺角騷亂案，本土民主前線發言人黃台仰和梁天琦等10人被控參與暴動等罪，案件在東區法院完成交付程序，正式轉介高等法院排期審理。[278]
- 9月24日：
  - 店舖阻街定額罰款港幣1,500新例實施。
- 9月27日：
  - 受強颱風鮎魚下沉氣流影響，下午約3時45分，天文台總部錄得34.9度高溫，為自1963年9月錄得35.2度以來，近53年來最熱9月天。至下午4時半，上水為全港最熱，錄得36.8度，跑馬地、濕地公園及黃大仙都超過36度，另十多個地區都超過35度。[279]
  - 2016年本港錄得38天酷熱日，是自1884年以來最多酷熱天氣日數的年份，打破1963年錄得37日之紀錄。[280]
- 9月28日：
  - 雨傘運動兩周年，約千人在金鐘政府總部外集會。
- 9月29日：
  - 特首梁振英就《蘋果日報》於2016年9月8日社論文章「追究梁振英貪腐是首要工作」發出律師信，指出該社論的真正目的，是想以失實的貪污指控，阻止梁振英行使競逐連任特首的權利。[281]
- 9月30日：
  - 下午5時，新世界發展公佈創辦人鄭裕彤逝世，終年91歲。

### 10月
- 10月1日：
  - 十·一國慶，十多間大學及大專院校掛上「香港獨立」直幡，香港民族黨承認負責設計及提供該直幡。[282]
- 10月2日：
  - 油麻地清晨發生警員開槍案，5至6名尼泊爾男子手持牛肉刀追斬一名尼泊爾籍男子，警員喝止兇徒無效後連開4槍，事件中3人受傷送院。[283]
- 10月4日：
  - 下午1時許，香港知專設計學院一名就讀珠寶設計與工藝文憑的16歲男學生，疑遭老師撕功課而受刺激，由9樓位置墮樓至地面，當場身亡。校方對事件深感難過，並向其家人致以深切慰問。[284]
- 10月6日：
  - 香港眾志秘書長黃之鋒原應邀到泰國當地大學進行演講，分享參與雨傘運動及推動民主自決。唯凌晨抵達曼谷國際機場後被當地警察和海關扣留逾12小時，與外界斷絕聯絡，到下午3時遣返香港。黃指當地海關人員已經將他列入「Black list」(「黑名單」)，不能進入泰國境內，當局亦拒絕解釋。泰國總理巴育回應記者時表示，泰國在中國政府要求下，拒絕黃之鋒入境。[285]
- 10月7日：
  - 最低工資委員會達成共識，將法定最低工資增至時薪34.5元，較現時多2元，將在2017年5月1日起實施。[286]
- 10月8日：
  - 大埔懷仁街41至53號太和樓命案。

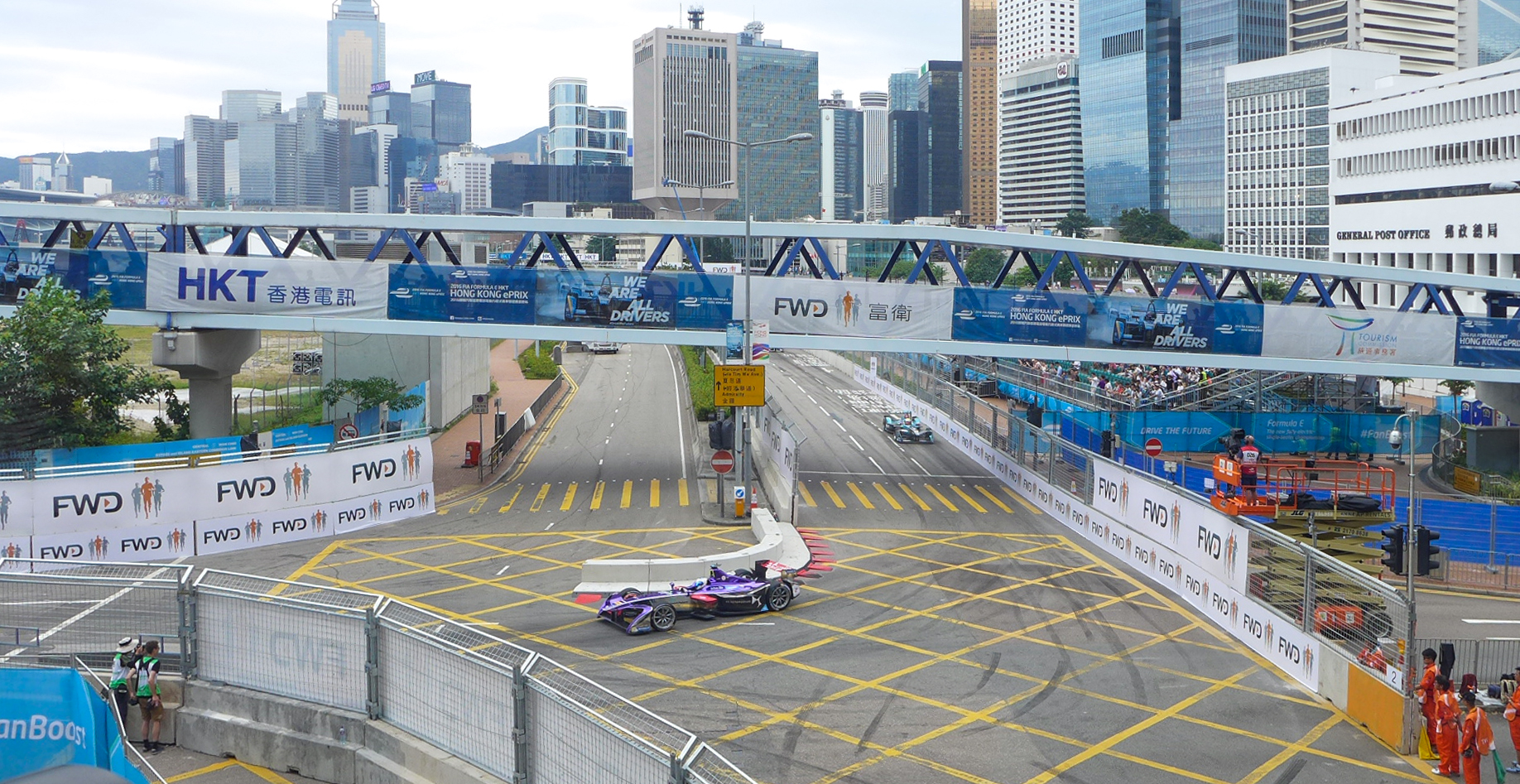
香港首度舉辦電動方程式賽事，龍和道改成為賽道

- - 香港首度舉辦電動方程式賽事，不過入場門票被指太貴。主辦單位更要求警方及物業管理公司分別封鎖香港大會堂平台、大會堂停車場頂層、天星碼頭多層停車場、國際金融中心商場頂層平台花園等位置，以至民耀街行人天橋用半透明的布幕圍封，以防止市民聚集圍觀，容易造成意外。市民只能從國際金融中心商場的Apple Store及中環大會堂高座落地玻璃遠眺賽事。[287]沒有門票的市民及學者批評主辦單位未能與眾同樂。[288]
- 10月12日：
  - 新一屆立法會進行首日會議，新任議員姚松炎、梁頌恆及游蕙禎因在誓詞中「加料」及展示港獨標語，而被立法會秘書長陳維安宣誓無效。不能參與選舉立法會主席程序。而選主席其間，原本主持會議的梁耀忠以「對我來說都無法澄清我心裡的問題」而離席，交由立法會第三資深的議員，經民聯石禮謙主持。被非建制派議員質疑仍未完成放棄英國國籍手續，不可當主席的梁君彥，最終在非建制議員撕爛選票並離場抗議下，以38票當選為立法會主席。
- 10月13日：

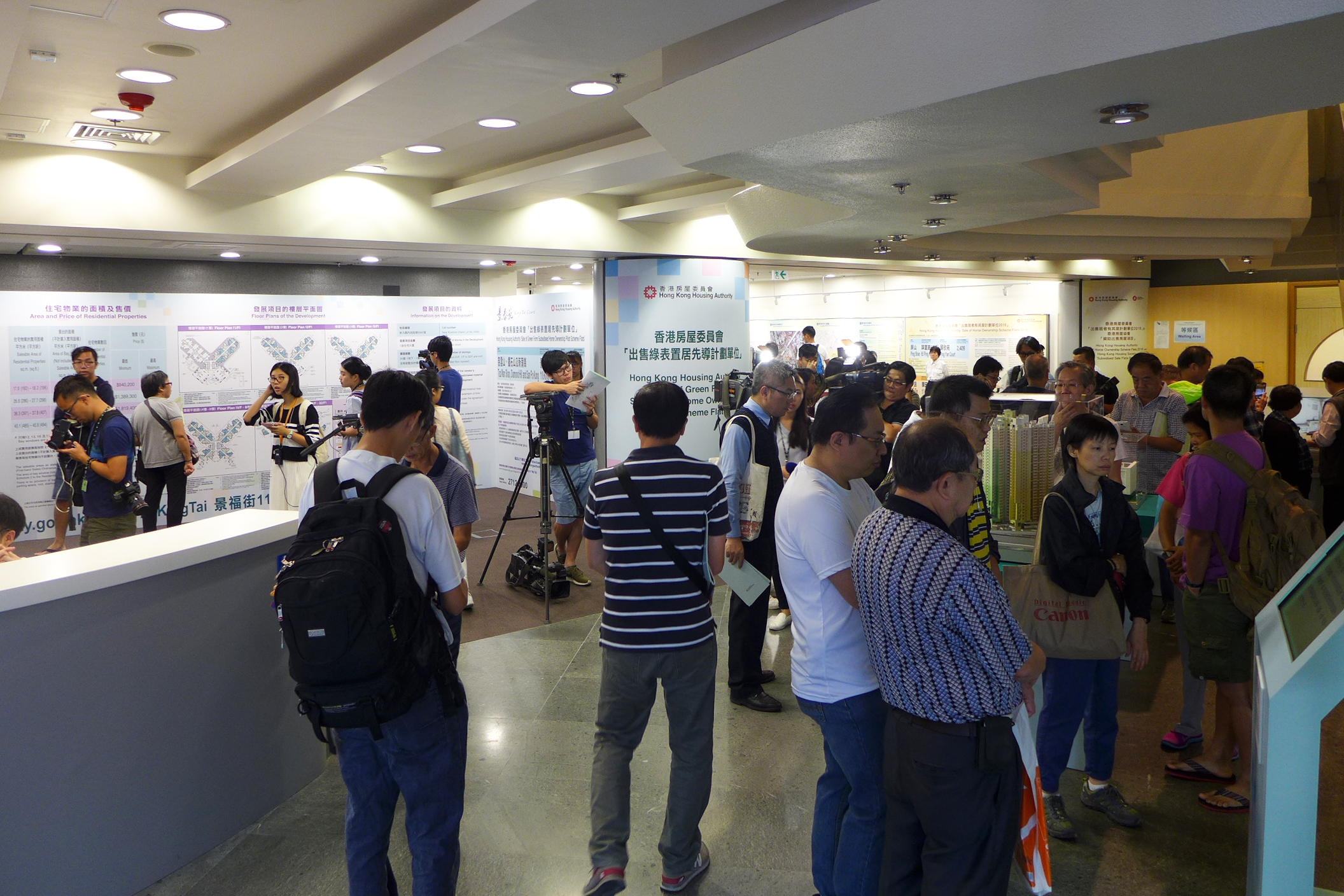
首個綠置居項目吸引市民到樂富客務中心參觀

- - 凌晨九龍塘窩打老道天橋一名修路工人被從快線高速駛至的通宵小巴撞死，小巴事後不顧而去，約12小時後途人發現馬鞍山有一輛小巴有可疑報警[289]，司機其後在深圳返港時被捕。
  - 房委會首個「綠置居」項目景泰苑派發申請表，吸引大批市民到樂富客務中心參觀及領表。
  - 新世界名譽主席鄭裕彤出殯，多個政商界重量級人物到場致祭。
- 10月16日：
  - 維港渡海泳發生首宗泳手遇溺死亡事故，死者在港大資訊科技部工作多年。[290]
- 10月18日：
  - 新任立法會主席梁君彥裁定議員姚松炎、梁頌恆、游蕙禎、劉小麗、黃定光上周宣誓無效。青年新政立法會議員游蕙禎及梁頌恆被要求需用書面方式向梁君彥提出宣誓。下午，特首梁振英及律政司司長袁國強突然入稟高等法院，要求推翻立法會主席梁君彥裁決，禁止青年新政立法會議員梁頌恆及游蕙禎明天再次宣誓，並申請臨時禁制令。高院在晚上9時緊急開庭處理。梁君彥表示，已經向律師提出反對。法官最後批出司法覆核許可，但拒絕批准臨時禁制令。[291]
- 10月20日：
  - 私營殘疾人士院舍康橋之家，於今年八個月內發生六宗院友死亡事件，加上原院長張健華涉嫌性侵智障女院友獲撤銷起訴，社會福利署決定將該院釘牌。[292]
- 10月21日：
  - 颱風海馬吹襲廣東，天文台發出八號信號，成為繼1995年颱風斯寶後再次在10月發出八號信號；是自1946年有紀錄以來，第十五次在十月或以後發出八號信號[293]；亦是自1974年10月後42年來最遲發出的八號信號[294][295]；更是自1946年以來，第4遲襲港的颱風需要發出八號信號[296]，亦是二戰後最遲的八號西北信號及西南信號（但最遲西北信號已被2022年11月初吹襲香港的尼格打破）。海馬吹襲期間，在多個追風逐浪熱點包括西環與尖沙嘴，吸引多名市民到海邊尋找刺激，亡命追風與逐浪，其中一名中年漢前晚離開將軍澳住所，疑附近石灘觀浪時失足跌死。[297]風暴共造成1死13傷，近300棵樹木倒塌，738班航班延誤或取消。當中銅鑼灣告士打道近景隆街塌樹堵塞西行多條行車線，而港鐵大學站亦有塌樹，導致東鐵綫服務延誤。
  - 2016年10月有3個熱帶氣旋令天文台需要發出熱帶氣旋警告，創下自1975年以來，10月或之後發出熱帶氣旋警告次數最多的紀錄[298]。
- 10月23日：
  - 港鐵觀塘綫延綫通車，何文田站和黃埔站將正式投入服務，而黃埔站將代替油麻地站，成為觀塘線的總站。港鐵發言人表示，由於黃埔站採用單側式月台，所以部分列車會以何文田為終點站，提醒乘客留意顯示屏及廣播資訊。[299]不過頭班車離站時曾經短暫煞停幾秒。
- 10月24日：
  - 天水圍栢慧豪園第9座命案
  - 美麗都大廈5樓美林賓館命案

### 11月
- 11月2日：

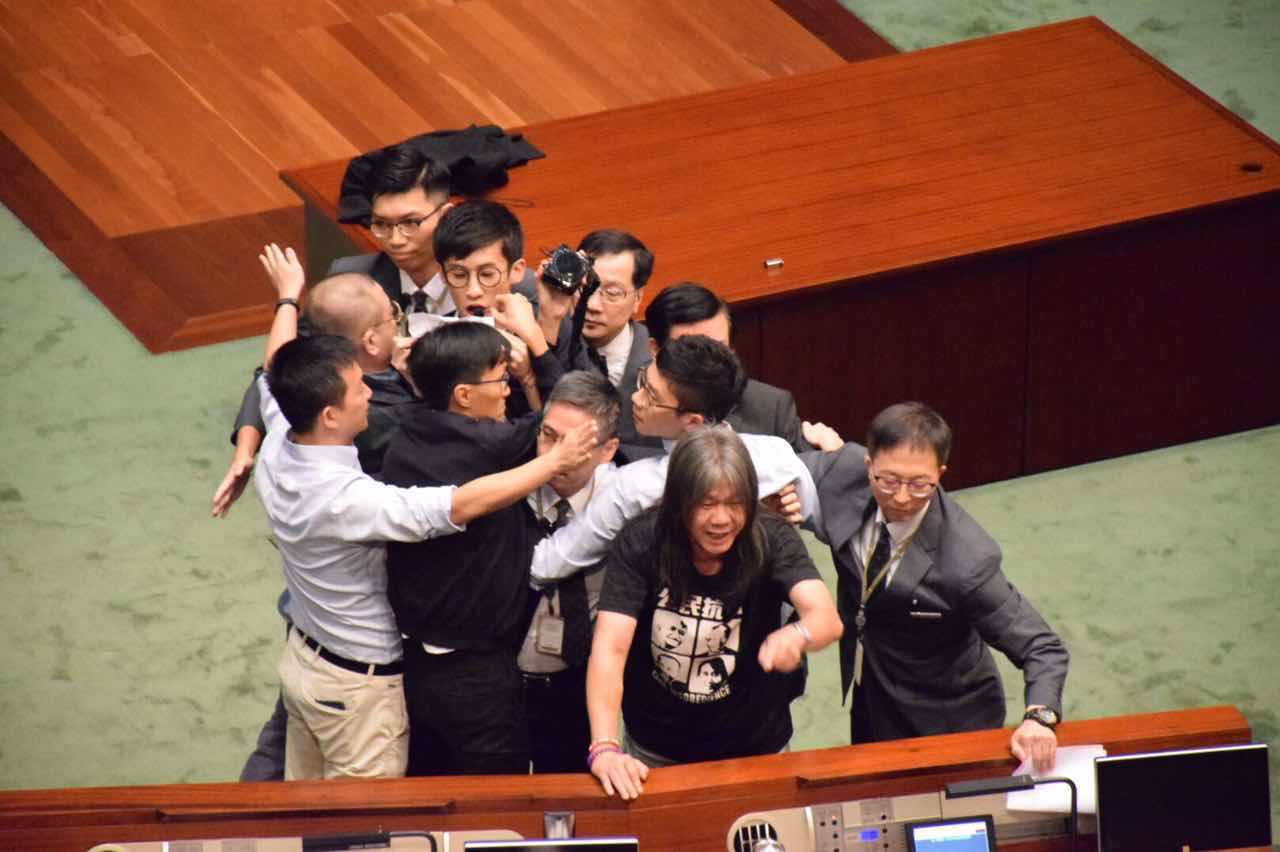
11月2日，梁頌恆和游蕙禎再闖立法會大會試圖宣誓，但被主席阻止，混亂中6名保安人員不適送院

- - 立法會大會上首項議程是安排劉小麗再宣誓，建制派轉身背向宣誓中的劉小麗，以表示不滿。最終劉小麗順利完成宣誓。[300]其後青年新政兩議員聯同數名助理再闖立法會大會試圖宣誓，但被主席阻止，混亂中6名保安人員不適送院。
- 11月4日：
  - 全國人大常委會決定將就立法會宣誓風波釋法，主要涉及《基本法》第104條有關議員及官員宣誓條文。釋法引起民間迴響。民主派指是變相「僭建」《基本法》，青年新政梁頌恆批評中央釋法是「輸打贏要」、「消滅香港法治」。[301]
  - 同日傍晚，政府宣佈為壓抑樓市，由翌日起住宅物業從價印花稅稅率劃一調高至交易額的15%，首次置業的香港永久居民可獲豁免。[302]
- 11月6日：

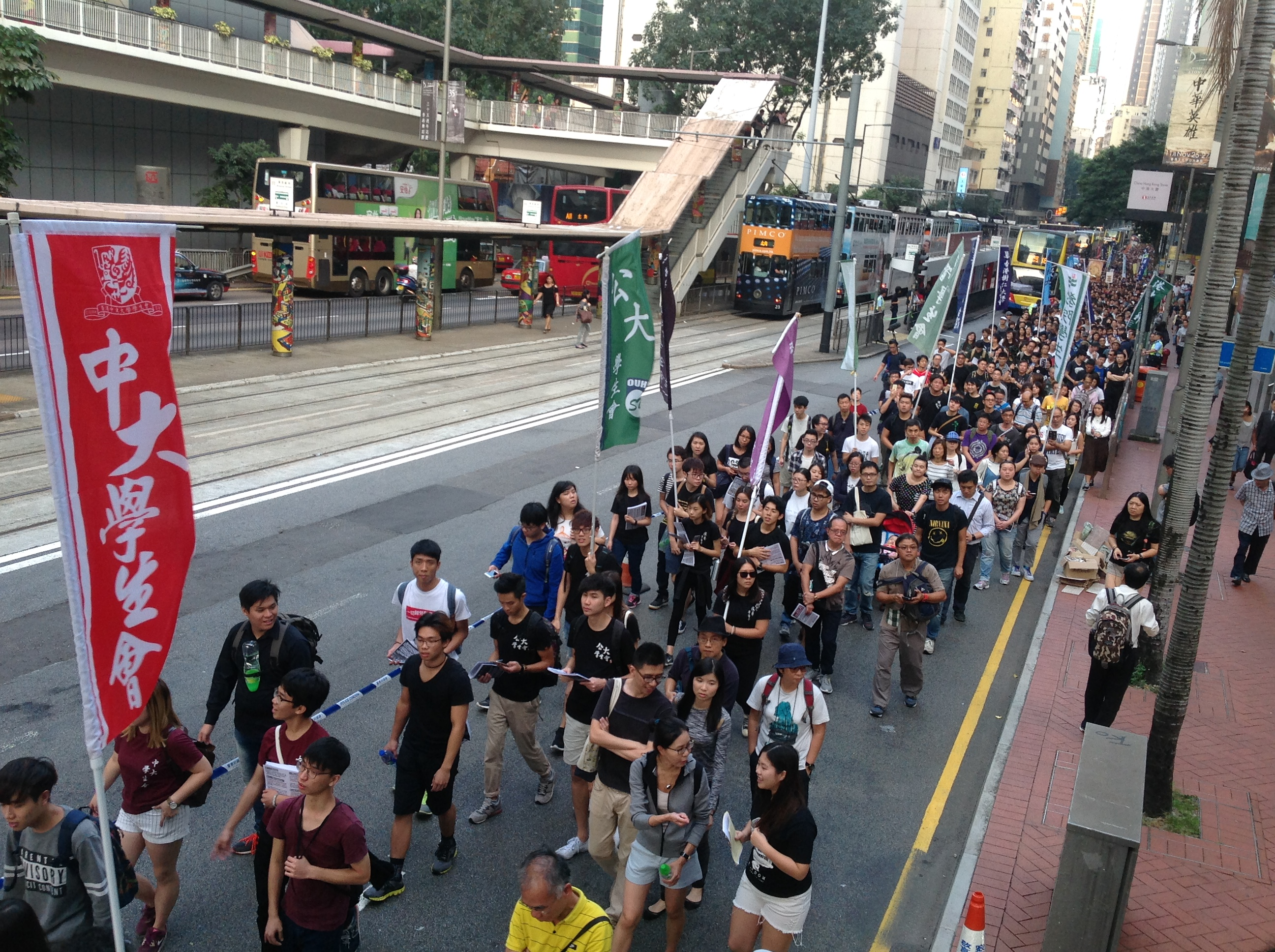
2016年11月6日，民陣舉行「反釋法萬人大遊行」

- - 民陣趁人大釋法前夕舉行「反釋法萬人大遊行」，到傍晚，香港眾志、社民連及大專政關等團體呼籲市民前往中聯辦，有4,000人參加。警方多次阻撓遊行隊伍接近中聯辦，示威者到晚上7時企圖衝出馬路，警員多次揮警棍及施放胡椒噴霧，德輔道西與西邊街一帶交通癱瘓。到晚上8時35分示威者衝出馬路佔領德輔道西，最少有500人留守。凌晨約12時半，大批持盾警員及配有胡椒球發射器的速龍小隊兵分兩路，在德輔道西及西邊街向示威者推進，驅趕示威者向中環方向離開。警方拘捕4人。[303]
- 11月8日：

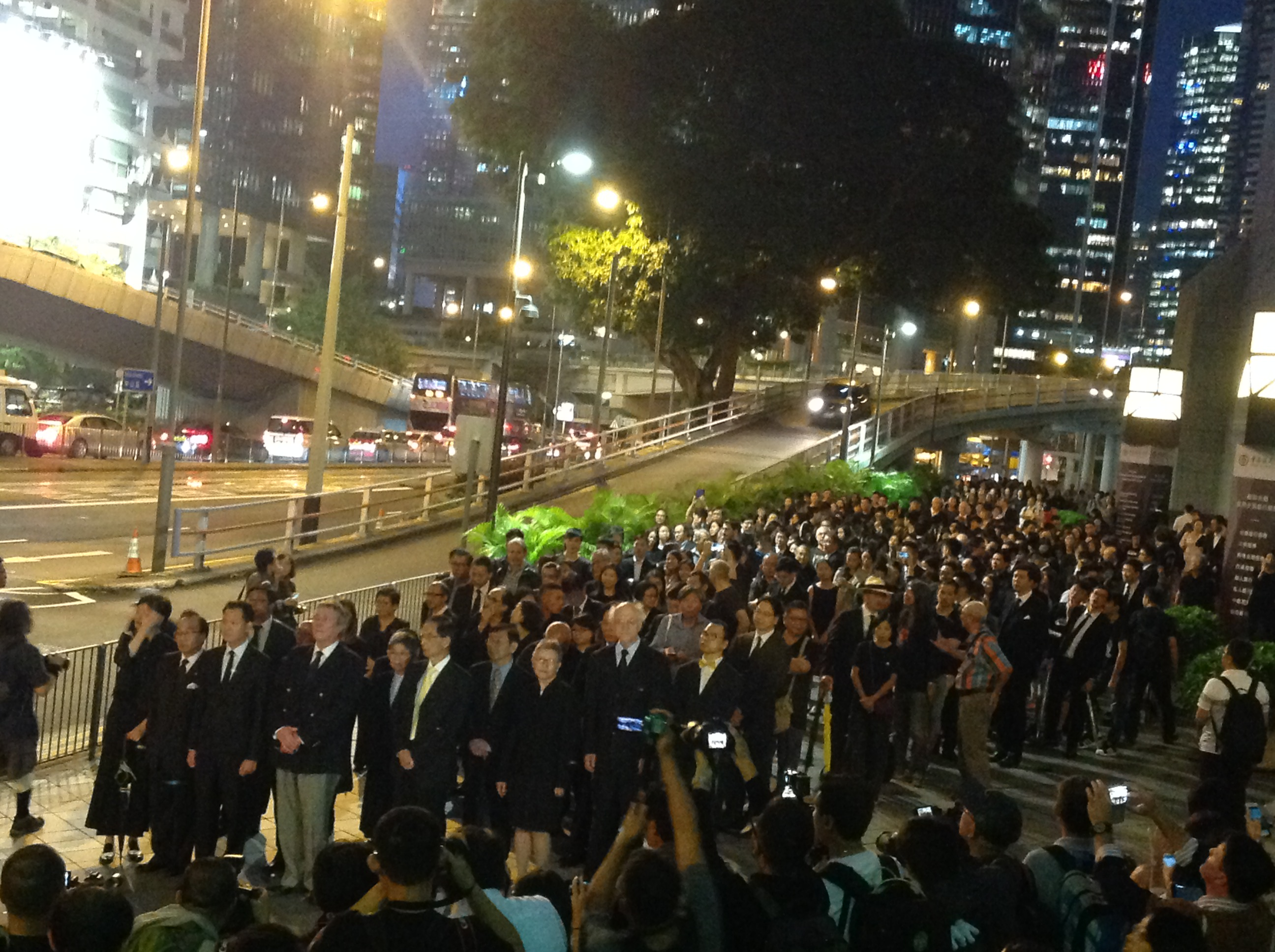
2016年11月8日傍晚，法律界举行反人大释法黑衣静默游行，有2000人參與

- - 逾2,000名法律界人士及市民於傍晚穿着黑衣上街，以靜默遊行抗議人大釋法，是1999年以來參加人數最多一次。[304]
  - 青年新政立法會議員梁頌恆和游蕙禎與助理，上周硬闖會議室要求宣誓，引致6名立法會保安受傷，立法會行管會通過即時禁止梁、游共13名議員助理踏足立法會。[305]
- 11月10日：
  - 的士司機從業員總會會員鄭玉佳，入稟高等法院尋求司法覆核，要求法庭宣告八名立法會議員，包括梁國雄、羅冠聰、鄭松泰、邵家臻、陳志全、朱凱廸、姚松炎及劉小麗宣誓無效。[306]
  - 設於紅磡港鐵大樓的港鐵學院開始招生。[307]
- 11月12日：
  - 銅鑼灣崇光百貨正舉行周年慶，早上10時許，數百市民在場外排隊等候期間，一輛的士駛至門外行人過路處時突然鏟上行人路，撞向人群，最少8人受傷，包括一名6歲男童。司機事發後被指下車只顧察看車輛損毀情況。他聲稱扭軚以閃避衝出馬路的行人，他通過酒精呼氣測試，但警方以涉嫌危險駕駛引致他人身體嚴重受傷被捕。[308]
  - 大圍富嘉花園「華輝小食」，因食店人員繁忙或未有察覺發泡膠盒已運到店外，食環署人員隨即到場指貨物阻街並作出票控，老闆娘拒絕出示身分證，激動與職員理論，食環人員報警；警員到場調停不果，合力把老闆娘按地面上銬拘捕帶署。老闆娘涉嫌阻礙公職人員執行職務、阻礙警務人員執行職務、在公眾地方造成阻礙及未能出示身分證明文件罪名被捕。網民批評食環署及警員「粗暴執法」。[309]
- 11月13日：
  - 首架在香港裝嵌及註冊的飛機「香港起飛」，完成78天環球之旅返港。[310]
- 11月14日：
  - 立法會議員毛孟靜宣布退出公民黨。
  - 恒生指數當日收市出現特別數字，報22,222.22點，這組收盤點位，是港股歷史上第一次出現的巧合。[311]
- 11月15日：

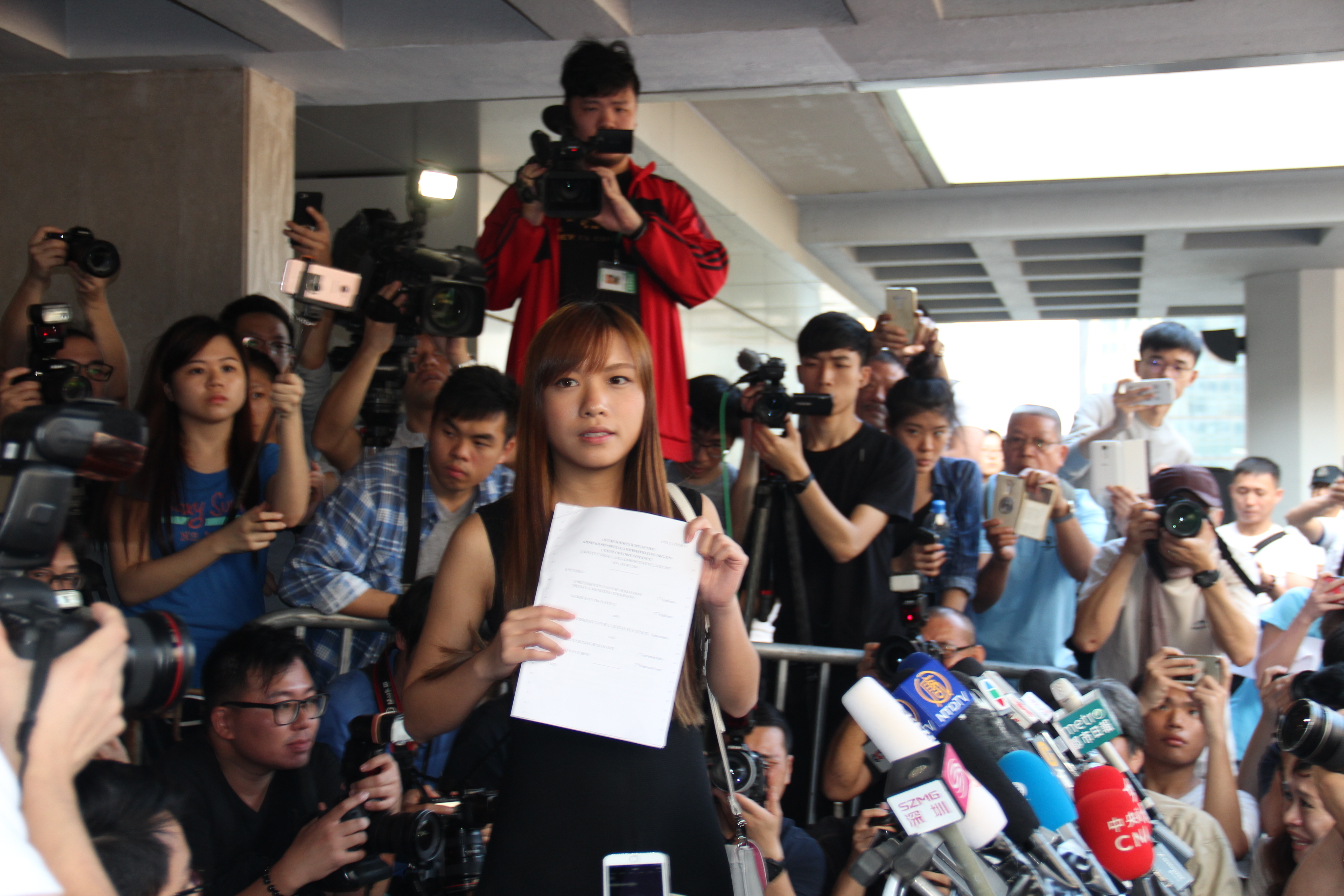
高等法院原訟法庭裁定梁頌恆、游蕙禎在10月12日所作宣誓無效

- - 青年新政梁頌恆和游蕙禎宣誓司法覆核案，法官區慶祥裁決即時取消梁游二人議員資格，議席懸空，被禁止進入立法會。游蕙禎表示裁決是意料之內。
- 11月17日：

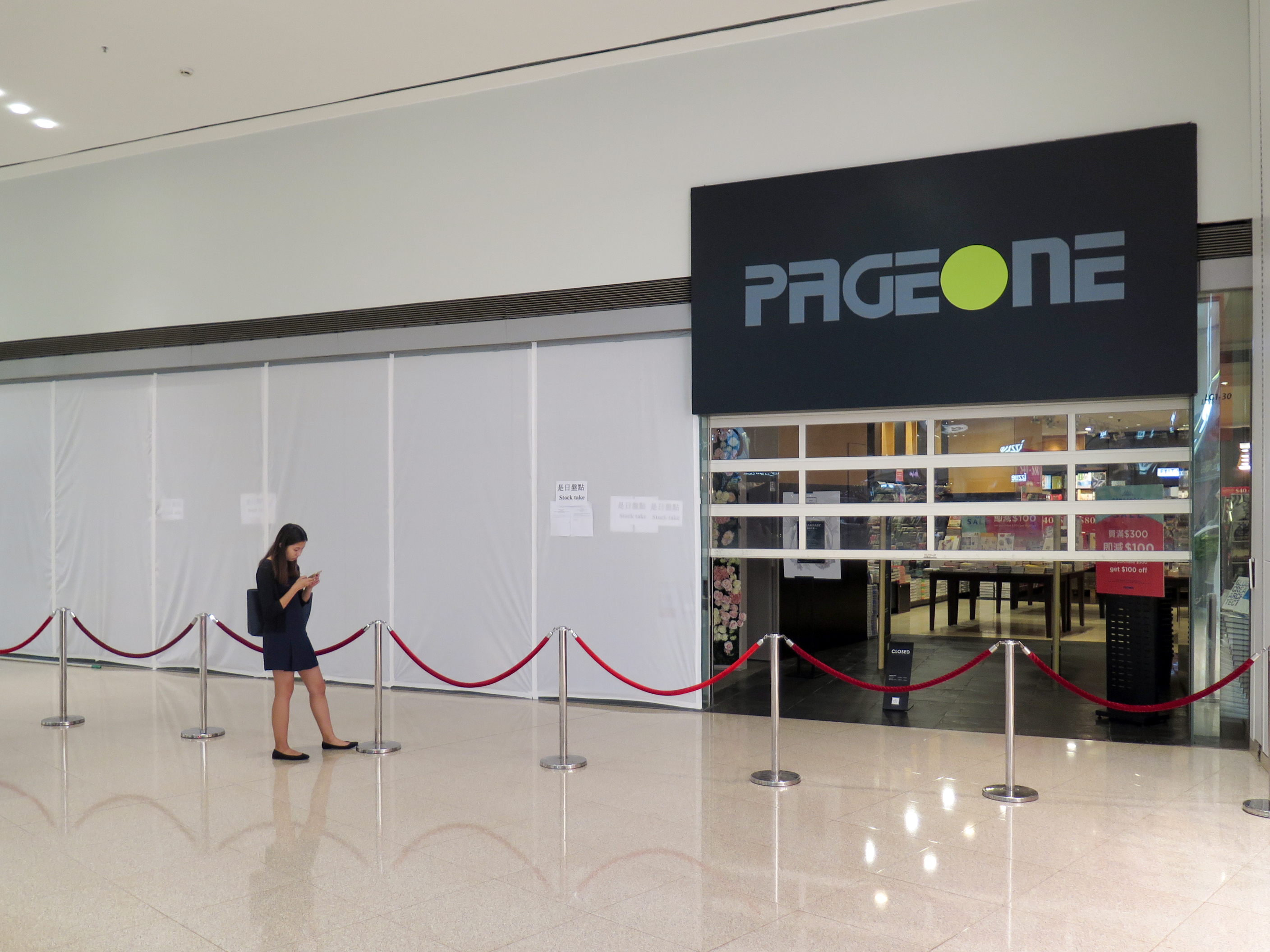
PageOne又一城分店並無如常營業

- - PageOne香港地區突然傳出正式停業，由畢馬威會計師事務所接管。尖沙咀海港城及九龍塘又一城分店並無如常營業。
- 11月21日：
  - 傳真社報道，3款來電攔截手機應用程式涉收集用戶通訊錄並整合成公開資料庫，估計全球約30億個人號碼的用戶身份被公開，特首梁振英等官員、多名立法會議員等均中招。[312]
- 11月22日：

長沙灣道391號明愛樂欣軒展能中心暨嚴重弱智人士宿舍，一名31歲男院友被另一名32歲男院友推倒在地受傷，留醫2日後不治。

### 12月
- 12月2日：
  - 律政司與特首入稟高等法院，申請原訴訟票和司法覆核，指劉小麗、姚松炎、梁國雄和羅冠聰的宣誓無效，要求取消他們的立法會議員資格。[313]
- 12月5日：
  - 深港通正式開通，首日港股通首日使用額度不足10%，恒指一度跌189點，收市跌59點。[314]
  - 立法會秘書處今日刊憲梁游兩個議席出缺。[315]
  - 曾俊華早上出席立法會財經事務委員會會議時，表明政府就社民連梁國雄、劉小麗、羅冠聰及姚松炎等4名議員的宣誓展開法律程序，在法庭最終裁決前不會回應4名議員的提問和意見，引起民主派議員強烈不滿，經過兩度暫停會議後，通過休會動議。唯官員下午開始回答所有議員提問。[316]
- 12月7日：
  - 香港海洋公園上年度入場人數急跌18.8%，動物死亡數跌一成半，全年錄得逾2.4億元虧損，創自1987年脫離馬會獨立以來最大虧損。同時決定明年1月1日起加價。[317]
  - 25歲青年，周一在駕駛必勝客電單車送外賣時，與拖車相撞後身亡。正協助家屬的工業傷亡權益會傍晚在其facebook表示，必勝客負責人原相約死者家屬中午面談，惟公司代表突然表示「唔得閒」缺席會面，未能再約定另一時間。事件在網上引起熱議。[318]
  - 商務及經濟發展局公布《旅遊業條例草案》，旅監局將是旅遊業的法定監管機構。
- 12月8日：逾60年歷史的北角皇都戲院列作一級歷史建築，然而關注團體及學者指出，由於一級歷史建築並非法定古蹟，皇都戲院仍有被拆卸的危機。新世界發展對古諮會的決定並無回應。[319]

- 12月9日：
  - 大埔富亨邨商場命案。

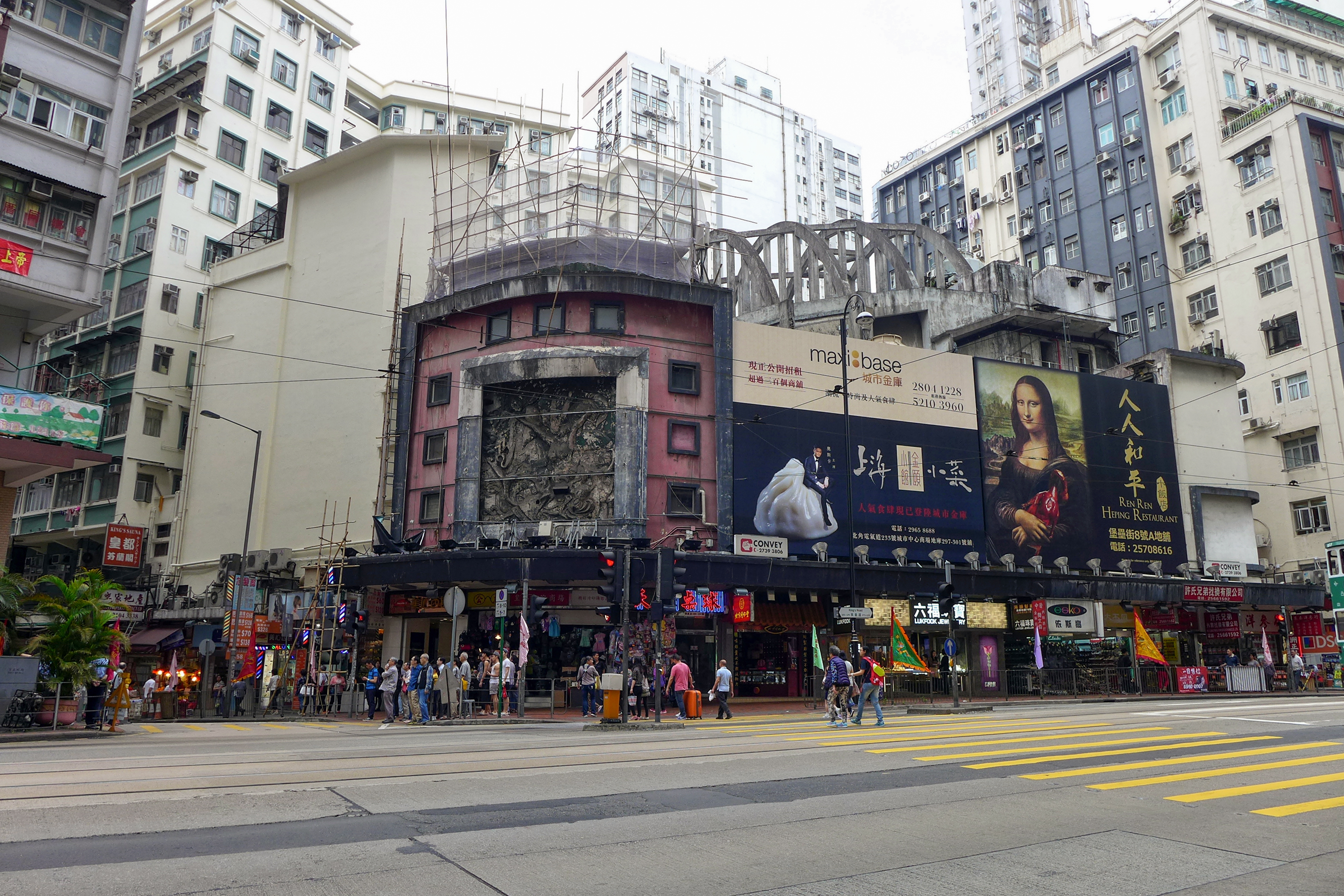
逾60年歷史的北角皇都戲院列作一級歷史建築

  - 行政長官梁振英因要照顧家人，宣佈不爭取連任。[320]
  - 房委會通過收緊公屋富戶政策，若公屋住戶入息超額5倍、或有資產超額100倍或在本港有住宅單位，則必須交回公屋。[321]
- 12月10日：晚上11時許，一輛重型石屎泵車沿沙田九肚山麗坪路落斜往沙田方向行駛至近大埔公路馬料水段交界迴旋處時，突然失控撞毀路邊約20米長鐵欄再衝落山崖，全車嚴重毀爛浸於水中，司機被拋出車外滿臉鮮血死亡。死者妻兒目擊整個事發經過[322]。現場距離東鐵綫路軌僅約20米[323]。報章報道指該車殘骸至翌年7月仍未被清理。[324]
- 12月11日：選委會選舉今日舉行，投票率達46%創新高。民主派在選舉後連同當然委員取得326席。[325]

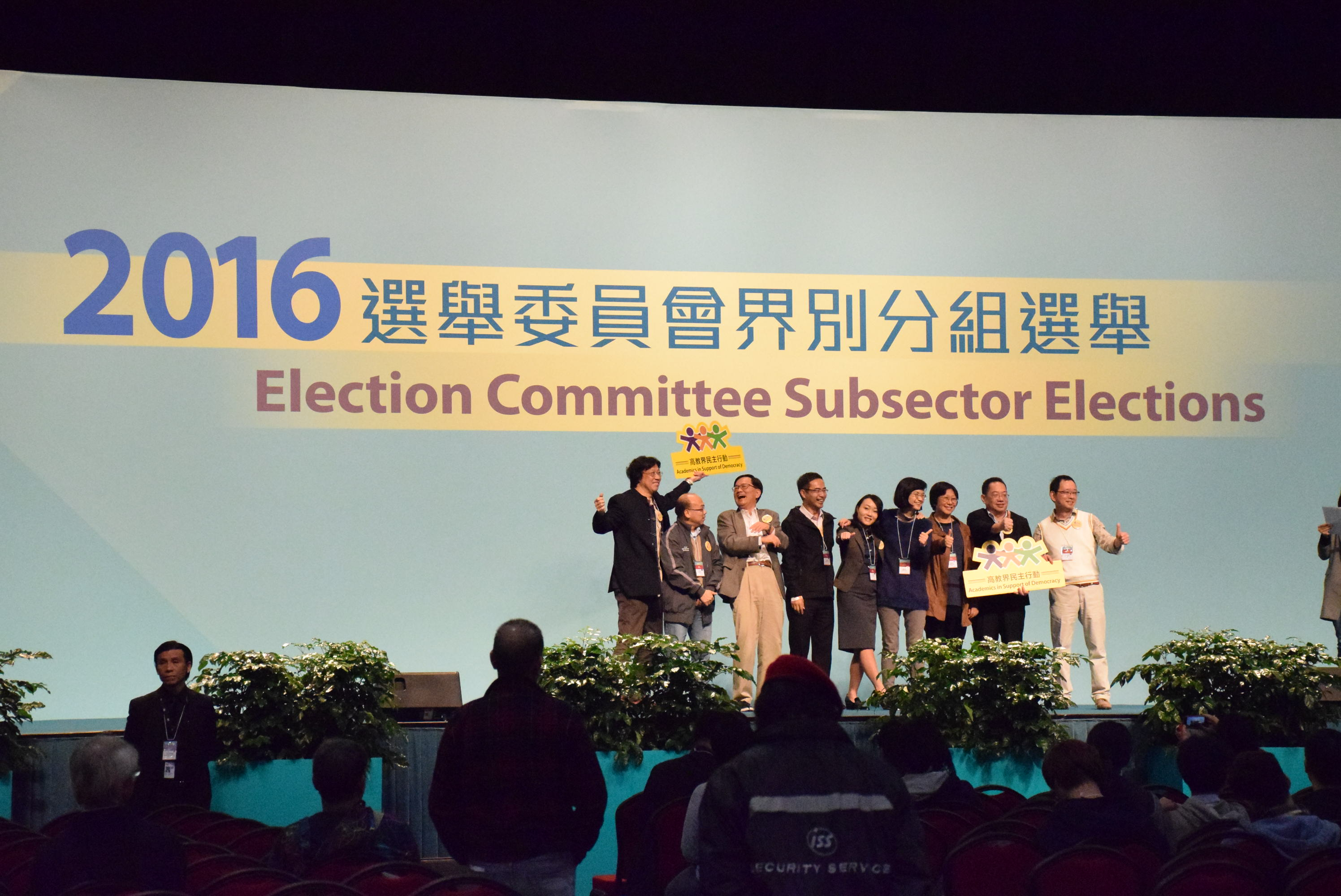
2016年香港選舉委員會界別分組選舉，民主派在特首選委會選舉取得325席

- 12月12日：財政司司長曾俊華向特首梁振英提出辭職，翌日起休假，由財經事務及庫務局局長陳家強署任財政司司長職務。曾俊華於晚上6時30分會見傳媒，未有表示是否參選下屆特首選舉。[326]
- 12月13日：
  - 江湖猛人「盲亨」詹昌盛的女兒詹詠嵐失蹤多日後浮屍荃灣碼頭。其林姓男友12月12日亦曾墮海獲救並稱聲因看手機而意外墮海，其後情緒不穩入住葵涌醫院。惟警方到多番盤問下，男友承認與死者同樣感到生活不開心決定殉情，相約在青衣碼頭跳海。
- 12月14日：
  - 退休法官胡國興公布特首選舉政綱，以「心要正、路要正，香港重回正軌」為競選口號。[327]
  - 早前被高院取消立法會議員資格的青年新政梁頌恆和游蕙禎，表明將會向終審法院上訴。
  - 立法會議員謝偉俊就鄭松泰在10月中立法會會議期間，把建制派議員桌上的國旗和區旗倒轉一事提出譴責動議。人民力量陳志全另提動議「不得就謝偉俊議員動議的譴責議案再採取任何行動」，最終在分組點票下被否決。[328]
- 12月15日：
  - 荃灣河背街板間房命案。
  - 新民黨主席葉劉淑儀在早上辭去行政會議成員一職，獲特首梁振英接納，其後她在下午正式宣佈參選下屆特首選舉。[329]
- 12月18日：
  - 九龍城城南道泊車仔謀殺案。
- 12月22日：
  - 伊利沙伯醫院兩個月內發生兩宗孕婦產後死亡的嚴重事故，死者家屬主動向傳媒爆料才被揭發。醫管局未有主動公佈詳情及致歉，指事件會交死因裁判官跟進。家屬懷疑事件涉人為錯誤，已向醫委會投訴。[330]
  - 據英國「三軍廣播服務」（British Forces Broadcasting Service）報道，英軍儀仗學院共4名人員受邀歷史性訪港，包括蘇格蘭衛隊的步操教官，在黃竹坑警察學院為香港警隊進行為期3週的培訓，內容包括儀仗式、步操、鼓隊和劍操等。警方對此事做了低調處理，沒有邀請媒體採訪，也沒有警方或政府新聞稿發出。[331][332]
  - 黃大仙下邨龍慧樓電梯大堂命案。
- 12月23日：
  - 政務司長林鄭月娥在北京公布，將於西九文化區興建「香港故宮文化博物館」，由故宮會長期借出近千件展品予香港展出，包括國家一級文物，預計2022年落成。由於馬會資助35億元建造費，因此可繞過土地審批程序，無需經立法會審批便可進行工程。立法會議員批評政府未就增建故宮文化博物館作諮詢，自把自為，懷疑有人要藉此討好北京。[333]
- 12月27日：
  - 鷹巢山自然教育徑發生行山客連環遇劫案件。
- 12月28日：
  - 港鐵南港島綫正式通車，特設列車提早五分鐘開出。以往塞車的香港仔隧道，早上路路暢通[334]。立法會議員毛孟靜聯同大批動物保育人士到海洋公園示威，抗議海洋公園囚禁海豚表演，要求釋放海豚。[335]
  - 青年新政梁頌恆和游蕙禎因宣誓問題早前被取消立法會議員資格，兩人就此案於限期屆滿前上訴至終審法院，訟費保證金或高達160萬元。[336]
- 12月30日：
  - 屯門澤豐花園剪刀殺妻案。

## 逝世
- 2月21日：曹仁超（68歲），《信報》首席顧問、香港資深股評人[337]
- 2月24日：田浩文（34歲），香港電影配樂人黎允文的助手，在元朗住所用電熱水爐沖涼時疑觸電身亡[338]
- 3月2日︰馮克安（65歲），香港演員，食道癌。
- 3月4日：盧大偉（71歲），香港資深藝人[339]
- 3月20日：鄧婉媚（50歲），香港著名電視節目監製。
- 5月6日：何偉途（57歲），香港觀塘區前議員，2004年香港立法會選舉九龍東候選人，肝癌。
- 5月27日：羅明珠（47歲），第一代「開心少女組」成員。
- 6月12日：劉展灝（66歲），香港工業總會名譽會長、香港生產力促進局主席、運年錶業集團董事總經理，心臟病。
- 6月19日：何藩（84歲），著名導演、演員和攝影師，因肺炎惡化在美國加州聖荷西的醫院病逝。
- 6月21日：張耀升（30歲），香港消防處高級消防隊長，在淘大工業村迷你倉四級火中殉職。
- 6月23日：許志傑（37歲），香港消防處消防隊目，在淘大工業村迷你倉四級火中殉職。
- 6月29日：许家屯（100歲），因為六四事件而出走美國的前新華社香港分社社長。在美國加州病逝。
- 6月30日：
  - 羅騰祥（101歲），大家樂創辦人。
  - 陳雲裳（96歲），1940年代中國電影皇后。
- 8月30日：馬倬朗（20歲），曾換心的病人，於瑪麗醫院離世，個案曾引發香港媒體報道及市民關注。
- 9月17日：周君廉（89歲），香港珠寶店「周生生」創辦人之一。
- 9月28日：王萊（89歲），香港資深演員，曾獲4次金馬獎「最佳女配角」。
- 9月29日：
  - 鄭裕彤（91歲），新世界發展創辦人。
  - 林寶寶（26歲），酒吧女經理，交通意外離世。[340]
- 10月12日：呂詠荷，藝人胡楓妻子。[341]
- 10月16日：佳佳（38歲），香港海洋公園雌性大熊貓。由於熊貓一歲等於人類三歲，故此牠的壽命相當於人類的114歲。
- 10月23日：黃耀明 Bruce（51歲），外匯投資專家、百利好金業研究部董事，在康怡廣場舒適堡健身中心使用「太空漫步機」時，心臟病發猝死。[342]
- 10月30日：夏夢（83歲），香港1950年代影壇大美人。[343]
- 11月3日：
  - 盧念國（57歲），前《都市閒情》主持人，中風。[344]
  - Razaq Nadeem（31歲），2008年香港性工作者連環兇殺案犯人，石壁監獄內吊頸亡。[345]
- 12月7日：許賢發（80歲），香港資深社工，曾任香港社會服務聯會總幹事、行政局及立法局議員。
- 12月13日：梁世華（69歲），香港中華廠商聯合會行政總裁。康文署首任署長。

## 其他資訊

### 活動
- 東華慈善嘉年華2015 2015年12月23日 - 2016年3月28日
- 鯉魚門藝墟 2016年2月20日 - 3月27日
- 九巴與你穿越今昔 2016年3月5日
- 西九大型瑜珈日 2016年3月5日
- 香港花卉展覽2016 2016年3月11日 - 20日
- 「Taste of Hong Kong」美食節 2016年3月10日 - 13日
- 第40屆香港國際電影節
- 天文台開放日 3月19日至20日
- 第二屆Art Central 2016年3月21日 - 26日
- 巴塞爾藝術展（Art Basel）2016年3月22日 - 26日
- 《十年》【四月一・同步】 2016年4月1日
- 香港七人欖球賽 2016年4月8日 - 10日
- 九龍城潑水節 2016年4月10日
- 蘭桂坊街頭美食節 4月23日-24日
- 香港傳統文化匯 4月29日-5月15日
- 青衣大戲棚 4月18日-4月22日 / 5月7日-5月11日
- 香港單車節 9月25日
- 電動方程式賽車（Formula E）香港站賽事 10月8日至9日
- 香港美酒佳餚巡禮 10月27 - 30日
- 九龍城書節 12月3-4日
- 工展會 12月10日至2017年1月2日

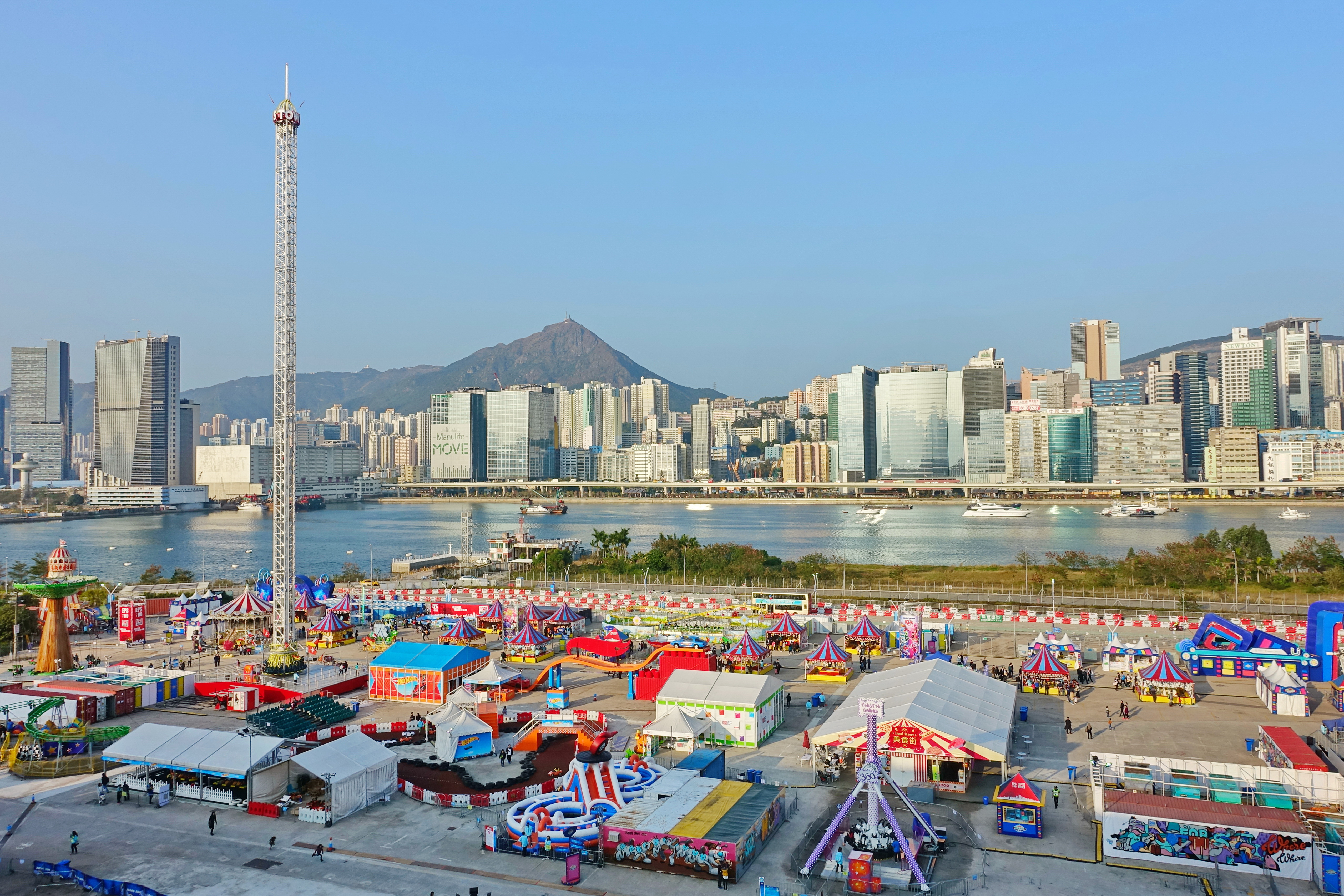
東華慈善嘉年華
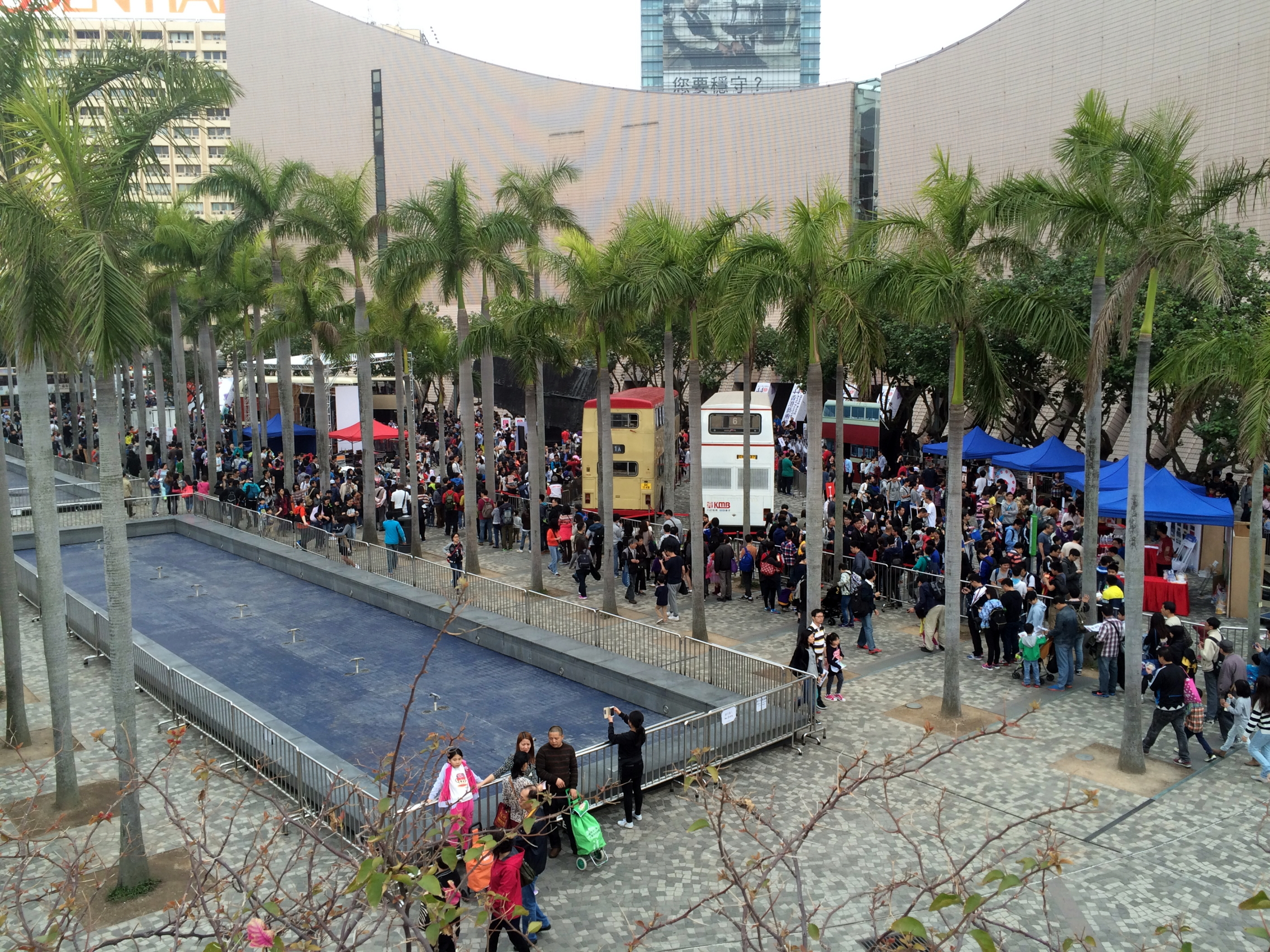
九巴與你穿越今昔
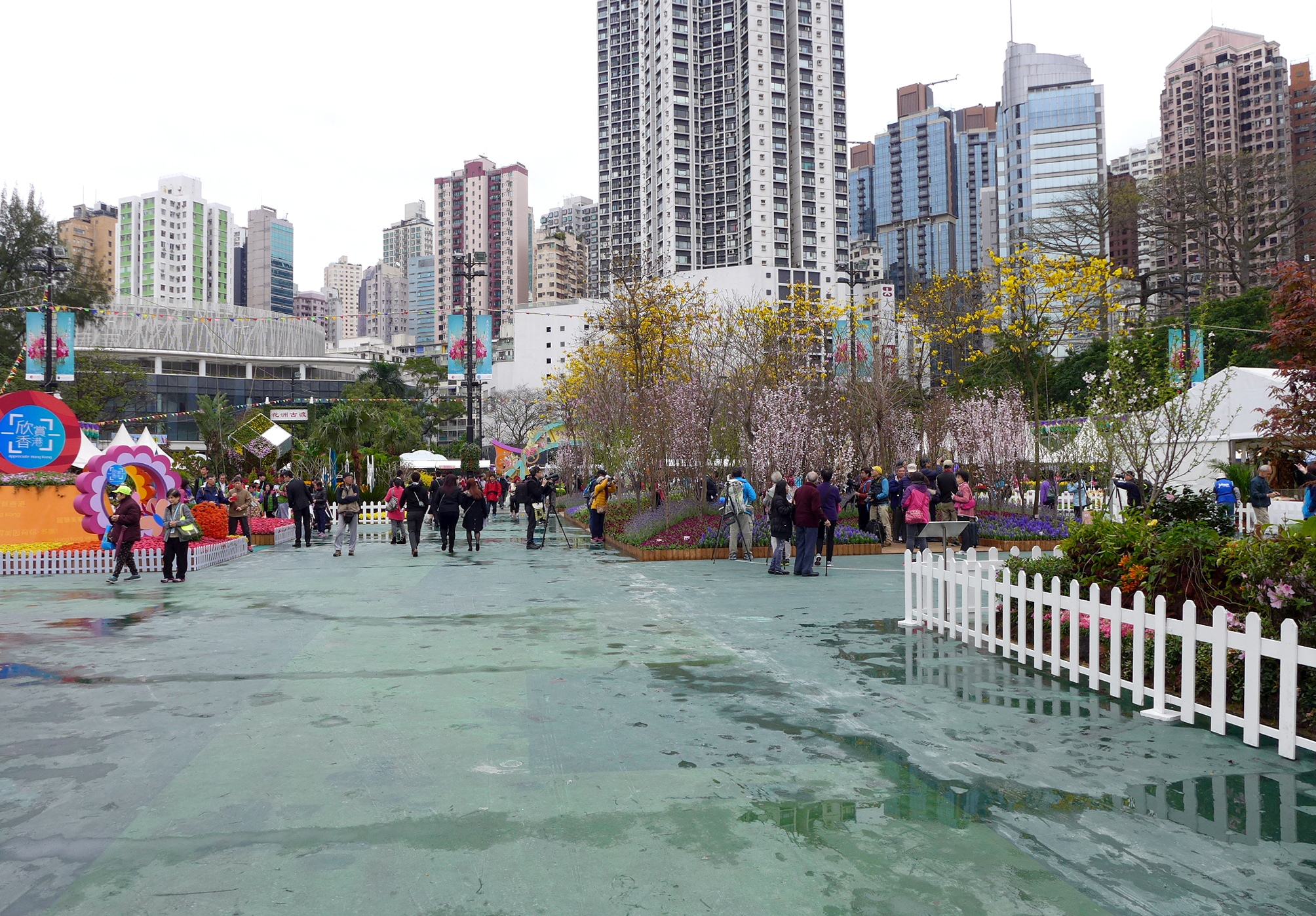
香港花卉展覽2016
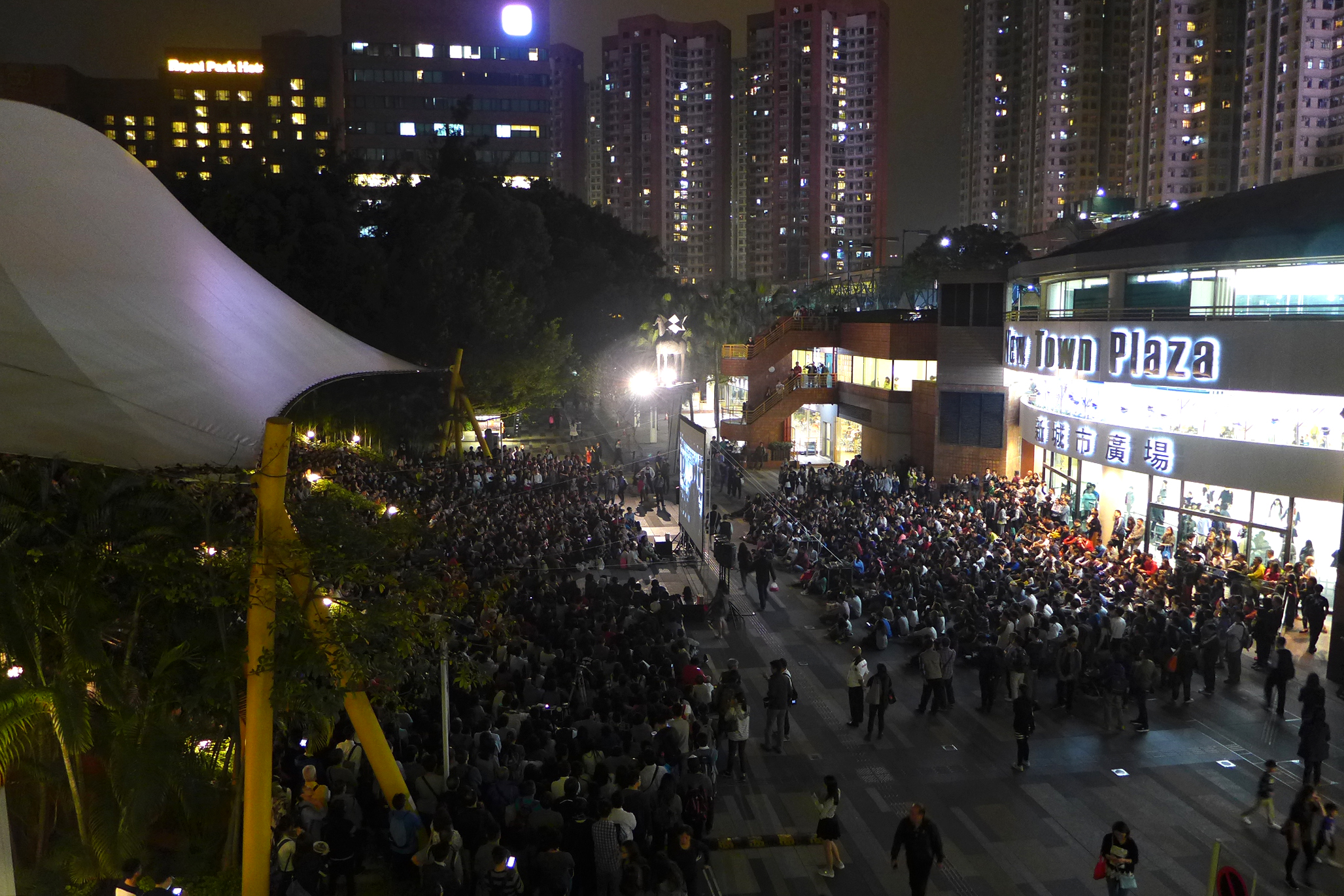
2016年4月1日，沙田大會堂廣場有近3000人觀賞《十年》放映會

#### 演唱會

##### 紅磡體育館
- 1月
  - 張惠妹
  - 林子祥
  - 郎朗
- 2月
  - 溫拿
  - 朱咪咪
  - 顧嘉煇
- 3月
  - 林憶蓮
  - 肥媽
  - A-Lin
  - 陳慧嫻
- 4月
  - 林峯
  - 關淑怡
  - 謝安琪
  - 劉若英
  - 那英
- 5月
  - 五月天
- 6月
  - 田馥甄
  - 盧冠廷
  - 林俊傑
- 7月
  - 盧國沾
  - 徐小鳳
- 8月
  - 向雪懷
  - 吳業坤
  - 郭富城
- 9月
  - 鄭秀文
- 10月
  - 何韻詩
  - 許冠傑
- 11月
  - 蔡琴
- 12月
  - 張學友
- 待定
  - 潘偉源
  - 鄧麗欣、方力申

##### 中環海濱活動空間
- 4月
  - 黎明

### 節慶
下列節慶，如無註明，均是香港的公眾假期，同時亦是法定假日（俗稱勞工假期）。有 # 號者，不是公眾假期或法定假日（除非適逢星期日或其它假期），但在商業炒作下，市面上有一定節慶氣氛，傳媒亦對其活動有所報導。詳情可參看香港節日與公眾假期。
- 1月1日（星期五）：元旦
- 2月8日（星期一）：農曆年初一
- 2月9日（星期二）：農曆年初二
- 2月10日（星期三）：農曆年初三
- 3月25日（星期五）：耶穌受難節（是公眾假期，但不是法定假日）
- 3月26日（星期六）：耶穌受難節翌日（是公眾假期，但不是法定假日）
- 3月28日（星期一）：復活節星期一（是公眾假期，但不是法定假日）
- 4月4日（星期一）：清明節及兒童節 #
- 5月1日（星期日）：勞動節
- 5月2日（星期一）：勞動節翌日（補5月1日）
- 5月14日（星期六）：佛誕（是公眾假期，但不是法定假日）
- 6月9日（星期四）：端午節
- 7月1日（星期五）：香港特別行政區成立紀念日
- 9月15日（星期四）：中秋節 #
- 9月16日（星期五）：中秋節翌日
- 10月1日（星期六）：中華人民共和國國慶日
- 10月9日（星期日）：重陽節
- 10月10日（星期一）：重陽節翌日（補10月9日）
- 10月31日（星期一）：萬聖夜 #
- 12月21日（星期三）：冬至（是法定假日，但不是公眾假期，根據法定假日放假的機構，或會聖誕節放假，冬至不放假。部份機構或會提早下班）
- 12月24日（星期六）：平安夜#（不是公眾假期或法定假日，但部份機構或會提早下班或放假一天）
- 12月25日（星期日）：聖誕節
- 12月26日（星期一）：聖誕節後第一個周日（根據法定假日放假的機構，或會冬至放假，聖誕節不放假）
- 12月27日（星期二）：聖誕節後第二個周日（補12月25日）（是公眾假期，但不是法定假日）
- 12月31日（星期六）：公曆除夕# （不是公眾假期或法定假日，但部份機構或會提早下班或放假一天）

### 獎項

#### 第35屆香港電影金像獎
- 最佳電影：十年
- 最佳導演：徐克（智取威虎山）
- 最佳編劇：翁子光（踏血尋梅）
- 最佳男主角：郭富城（踏血尋梅）
- 最佳女主角：春夏（踏血尋梅）
- 最佳男配角：白只（踏血尋梅）
- 最佳女配角：金燕玲（踏血尋梅）
- 最佳新演員：白只（踏血尋梅）
- 最佳攝影：杜可風（踏血尋梅）
- 最佳剪接：張嘉輝（葉問3）
- 最佳美術指導：張叔平、邱偉明（華麗上班族）
- 最佳服裝造型設計：奚仲文（捉妖記）
- 最佳動作設計：李忠志（殺破狼2）
- 最佳音響效果：曾景祥、李耀強、姚俊軒（智取威虎山）
- 最佳視覺效果：Jason Snell、潘國瑜、湯冰冰（捉妖記）
- 最佳原創電影音樂：羅大佑、陳輝陽（華麗上班族）
- 最佳原創電影歌曲：差一點我們會飛（哪一天我們會飛）；作曲：戴偉；填詞：陳心遙；主唱：黃淑蔓
- 新晉導演：許誠毅（捉妖記）
- 最佳兩岸華語電影： 刺客聶隱娘（台灣）
- 終身成就獎：李麗華
- 專業精神獎：周永光
- 典禮最佳衣著獎：張學友（男）、林嘉欣（女）

#### 電視廣播有限公司獎項
| - 香港小姐： - 冠軍：馮盈盈 - 亞軍：劉穎鏇 - 季軍：陳雅思 - 最上鏡小姐：劉穎鏇 - 友誼小姐：張寶兒 | - 香港先生： - 冠軍：黎振燁 - 亞軍：丁子朗 - 季軍：鍾君揚 - 最上鏡先生：丁子朗 - 友誼先生：楊灌澤 |

#### 毛記電視第一屆十大勁曲金曲分獎典禮
- 曲金曲獎：《亞視永恆》（真‧河國榮 主唱）
- 亞太區最受毛毛歡迎觀眾大獎：真‧方健儀
- 香港區最受歡迎組合：繁忙兒童合唱團（真‧熊熊兒童合唱團）
- 最受Gatsby歡迎廣告歌曲大獎：《畀女飛正傳》（真‧林海峰 主唱）
- 最受Shell歡迎廣告歌曲大獎：《幾好相與》（真‧盧海鵬 主唱）
- 大紫荊分獎：真‧俞琤
- 一台聯頒傳媒大獎：真‧何韻詩
- 香港區最受歡迎女歌星：真‧方健儀
- 香港區最受歡迎男歌星：真‧河國榮

#### 叱咤樂壇流行榜頒獎典禮2015
- 叱咤樂壇男歌手金獎：張敬軒
- 叱咤樂壇女歌手金獎：容祖兒
- 叱咤樂壇組合金獎：Supper Moment
- 叱咤樂壇至尊歌曲大獎：《無條件》陳奕迅
- 叱咤樂壇至尊唱片大獎：《Addendum》麥浚龍
- 叱咤樂壇我最喜愛的男歌手：吳業坤
- 叱咤樂壇我最喜愛的女歌手：謝安琪
- 叱咤樂壇我最喜愛的組合：Supper Moment
- 叱咤樂壇我最喜愛的歌曲：《原來她不夠愛我》吳業坤